# Université de Lille
Ne doit pas être confondu avec Université catholique de Lille.
L’université de Lille (en abrégé ULille, UDL ou univ-lille) est une université française publique située à Lille (Métropole européenne de Lille, Hauts-de-France). Avec près de 80 000 étudiants (dont 10 000 internationaux de 150 nationalités différentes), elle est l'une des plus grandes universités francophones,. Étalée sur six principaux campus de la métropole lilloise, ses composantes (facultés, UFR, écoles, instituts, départements...) proposent des formations réparties en six grands domaines : 1° arts, lettres, langues ; 2° droit, économie, gestion ; 3° santé ; 4° sciences et technologies ; 5° sciences humaines et sociales ; 6° sport.
Elle tient ses origines dans l'université de Douai fondée en 1559 puis finalement transférée à Lille en 1896. En 1970, elle est structurée en trois universités indépendantes situées sur des campus distincts : l'université Lille-I (sciences et technologies ; campus Cité scientifique), l'université Lille-II (droit, gestion et santé ; campus Santé et Lille-Moulins), et l'université Lille-III (sciences humaines et sociales, lettres, langues et arts ; campus Pont-de-Bois). La fusion au 1er janvier 2018 de ces trois universités lilloises forme de nouveau une seule université pluridisciplinaire.
L'université de Lille ainsi créée emploie alors près de 8 000 personnes (2e employeur public dans le Nord), pour un budget annuel d'environ 650 millions d'euros,,. Elle est située au cœur du 3e pôle étudiant de France que constitue la métropole lilloise (après Paris et Lyon), et fait partie de l'académie de Lille qui compte près de 200 000 étudiants dans l'enseignement supérieur. Elle est l'un des premiers opérateurs français en matière de formation continue et alternance, possède un taux d'insertion des diplômés de master de 93 %, et gère en moyenne chaque année plus de 12 000 stages dont 1 600 à l'étranger (115 universités partenaires à l'étranger). Elle délivre près de 20 000 diplômes par an pour près de 200 mentions de formation (principalement licences, masters et doctorats). L'université possède également plusieurs équipements et bâtiments particuliers, à l'instar du Lilliad Learning Center Innovation.
Un collège doctoral européen comptant 3 000 doctorants pour 150 laboratoires régionaux au sein de sept écoles doctorales y est rattaché. Avec près de 400 thèses soutenues par an et plus de 3 000 publications scientifiques chaque année, l'université de Lille est bien représentée dans le milieu de la recherche (membre de la CURIF). Associée à plusieurs organismes (institut Pasteur de Lille, CHU de Lille, CNRS, Inserm, Inrae, Inria...) et partenaire avec de nombreuses écoles (École centrale de Lille, Institut Mines Télécom de Lille-Douai...), elle possède 64 unités de recherche, cinq laboratoires « Labex », et sept équipements « Equipex ».
Labellisée I-Site (Initiatives science-innovation-territoires-économie) en 2017 par le gouvernement, elle bénéficie d'une dotation de 500 millions d'euros pour son projet « Université Lille Nord-Europe (ULNE) »,. À ce titre, elle est devenue au 1er janvier 2022 un établissement public expérimental et a intégré quatre établissements-composantes : Sciences Po Lille, l'ESJ Lille, l'ENSAPL et l'ENSAIT.

## Histoire

### Les prémices de l'université: l'université de Douai (1559 à 1887)

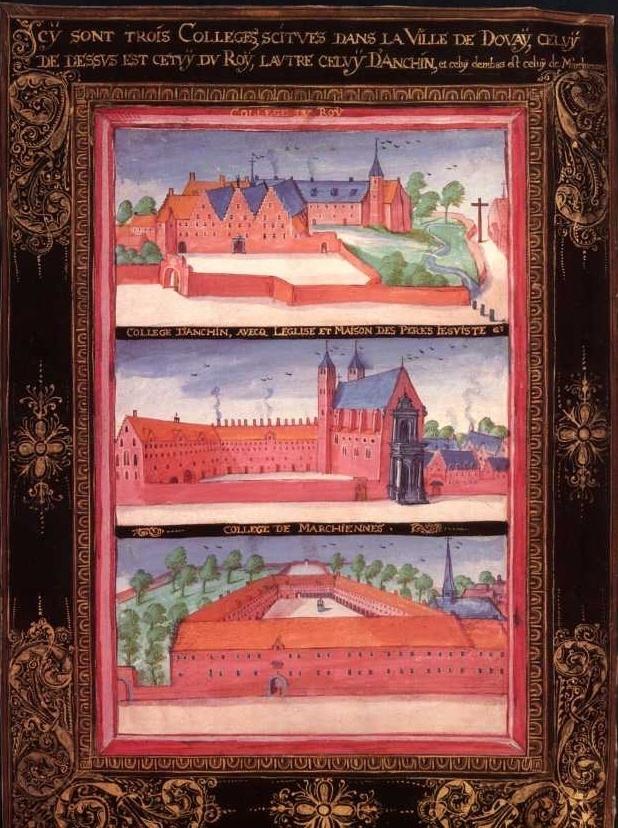
Université de Douai (1559-1795).

L'essor du monachisme parallèle à la christianisation et urbanisation du Nord-Pas-de-Calais à partir du VIIe siècle, puis les foyers intellectuels animés par des écolâtres et des clercs issus d'abbayes et prieurés du XIe siècle au XVe siècle furent un terreau propice à l'établissement d'une université, équidistante de l'université de Louvain et de l'université de Paris. Initialement autorisée en 1559 par les papes Paul IV et Pie IV dans la mouvance de la Contre-Réforme et du Concile de Trente, créée effectivement par Philippe II d'Espagne en 1562 par l'installation des facultés de théologie et droit canon, droit civil, puis celle de médecine et des arts, l'organisation médiévale primitive rayonne à Douai jusqu'à la Révolution française qui fit disparaître universités et facultés. La faculté des lettres et la faculté des sciences de Douai sont restaurées sous le Premier Empire en 1808, quand est créée l'Université impériale ; cependant « à Douai, par exemple, il n'y a en 1814, qu'un seul professeur à la faculté de lettres ». Sous la Restauration, l'ordonnance du 17 février 1815 visant à remplacer l’Université impériale par dix-sept universités régionales, dont une université de Flandres, n'est pas appliquée en raison de l'interruption des Cent-Jours. Pire, l'arrêté de la Commission d'instruction publique du 31 octobre 1815 confirmée par l'ordonnance du roi du 18 janvier 1816, supprime dix sept facultés de lettres et trois facultés de sciences, par mesure d'économie : les facultés de Douai disparaissent à nouveau. La loi du 14 juin 1854 et le décret du 22 août 1854 rétablissent la faculté de lettres à Douai. La faculté de droit est rétablie à Douai en 1865.

### Essor des facultés à Lille (1854 à 1896)
À Lille, une école royale de chirurgie est créée en 1705 et est transformée en école préparatoire de médecine en 1805. À la suite de la disparition de la faculté des arts de l'université de Douai en 1795, une École centrale de Lille est ouverte le 30 décembre 1796, rue des arts à Lille et ses enseignements sont assurés au travers de chaires municipales. Une chaire municipale de sciences est établie en 1817, suivie par une chaire de chimie en 1823. La loi du 14 juin 1854 et le décret du 22 août 1854 conduisent à la création d'une faculté des sciences à Lille, à laquelle est juxtaposée une École des arts industriels et des mines pour les sciences appliquées. Le décret du 12 août 1854 institue l'école préparatoire de médecine et de pharmacie de Lille. L'école préparatoire de médecine et de pharmacie de Lille est transformée en faculté mixte de médecine et de pharmacie de Lille par décret du 2 novembre 1875.
La faculté des sciences de Lille établie en 1854 a pour premier doyen Louis Pasteur, qui s'installe dans une aile du lycée, rue des Arts et rue des Fleurs (actuel boulevard Carnot). Mais de nombreux bâtiments sont ensuite construits dans le quartier Saint-Michel pour accueillir les étudiants entre le boulevard Jean-Baptiste-Lebas, la rue Jean Bart et la rue Jeanne-d'Arc, la rue Gauthier-de-Châtillon (actuelle rue Angellier) et la place Philippe Lebon.
En 1875, l'institut industriel du Nord quitte la rue du Lombard et s'installe rue Jeanne-d'Arc. Les locaux de la faculté des sciences de Lille place Philippe Lebon sont inaugurés par Géry Legrand en 1892. En 1894, l'institut de physique de la faculté des sciences de Lille quitte ses locaux rue des Fleurs utilisés depuis 1854 et s'installe rue Gauthier-de-Châtillon et rue Jeanne-d'Arc ; l'Institut de chimie de Lille s'installe rue Jeanne-d'Arc et rue Barthélémy-Delespaul. En 1895, l'institut des sciences naturelles de Lille s'installe rue Malus, rue Nouvelle et rue Brûle-Maison.
Les premiers bâtiments de la faculté mixte de médecine et de pharmacie de Lille sont inaugurés par Jules Ferry le 24 avril 1874, prenant la suite de l'école de préparation à la médecine et à la pharmacie créée en 1805. Les principaux locaux de recherche de la faculté de médecine et de pharmacie sont construits à l’angle de la rue Jean-Bart et de la rue de Valmy, face à la place Philippe-Lebon. Les travaux, confiés à l’architecte Carlos Batteur, se sont déroulés de 1876 à 1892.

### L'université de Lille (1896 à 1970)
Par décret du 22 octobre 1887, les facultés de lettres et de droit sont transférées de Douai à Lille. En 1891, la faculté mixte de médecine et de pharmacie comprend 21 chaires, la faculté des sciences 9 chaires, la faculté de droit 9 chaires, la faculté de lettres 7 chaires. La faculté de droit de Lille est installée dans des locaux rue Angelier, inaugurés en 1895, à proximité de la faculté de lettres de Lille présente depuis 1887.
La loi du 10 juillet 1896 rétablit les universités en France, dont désormais l'université de Lille, qui regroupe maintenant toutes les facultés publiques.
L'institut Pasteur de Lille est inauguré boulevard Louis-XIV en 1899.
La faculté d'odontologie est d'abord liée à l'histoire de la faculté de médecine, au sein de laquelle est autorisé l'enseignement dentaire, le 30 novembre 1903. Lille devient ainsi la seconde ville, après Nancy, à posséder un tel enseignement. L'Institut de stomatologie, finalement ouvert en 1935, boulevard Paul-Painlevé, et détruit en 1944, est reconstruit en 1965 à son emplacement actuel, place de Verdun (proche du centre hospitalier).
À partir de 1913, l'université apporte son soutien à l'Institut français du Royaume-Uni, y envoyant des professeurs et accueillant des étudiants.
L'institut d'électrotechnique s'installe rue des Fleurs en 1912. En 1930 a lieu l'inauguration de l'Institut de mécanique des fluides de Lille.
En 1949, la faculté de droit déménage rue Paul-Duez (siège actuel de l'université).
La faculté de médecine déménage partiellement à la cité hospitalière (aujourd'hui le CHU), achevée en 1953 à l'est de Lille.
À la suite de travaux débutés en 1962, la faculté des sciences de Lille est transférée à partir de 1967 du centre de Lille vers un campus scientifique construit dans l'est de la communauté urbaine de Lille, dans le quartier de la cité scientifique où est créée la technopole de Villeneuve-d'Ascq (anciennement Annapes).
La délocalisation de laboratoires de la faculté des sciences conduit à la création en 1968 de l'université de Valenciennes.

### Trois universités indépendantes (1970 à 2017)

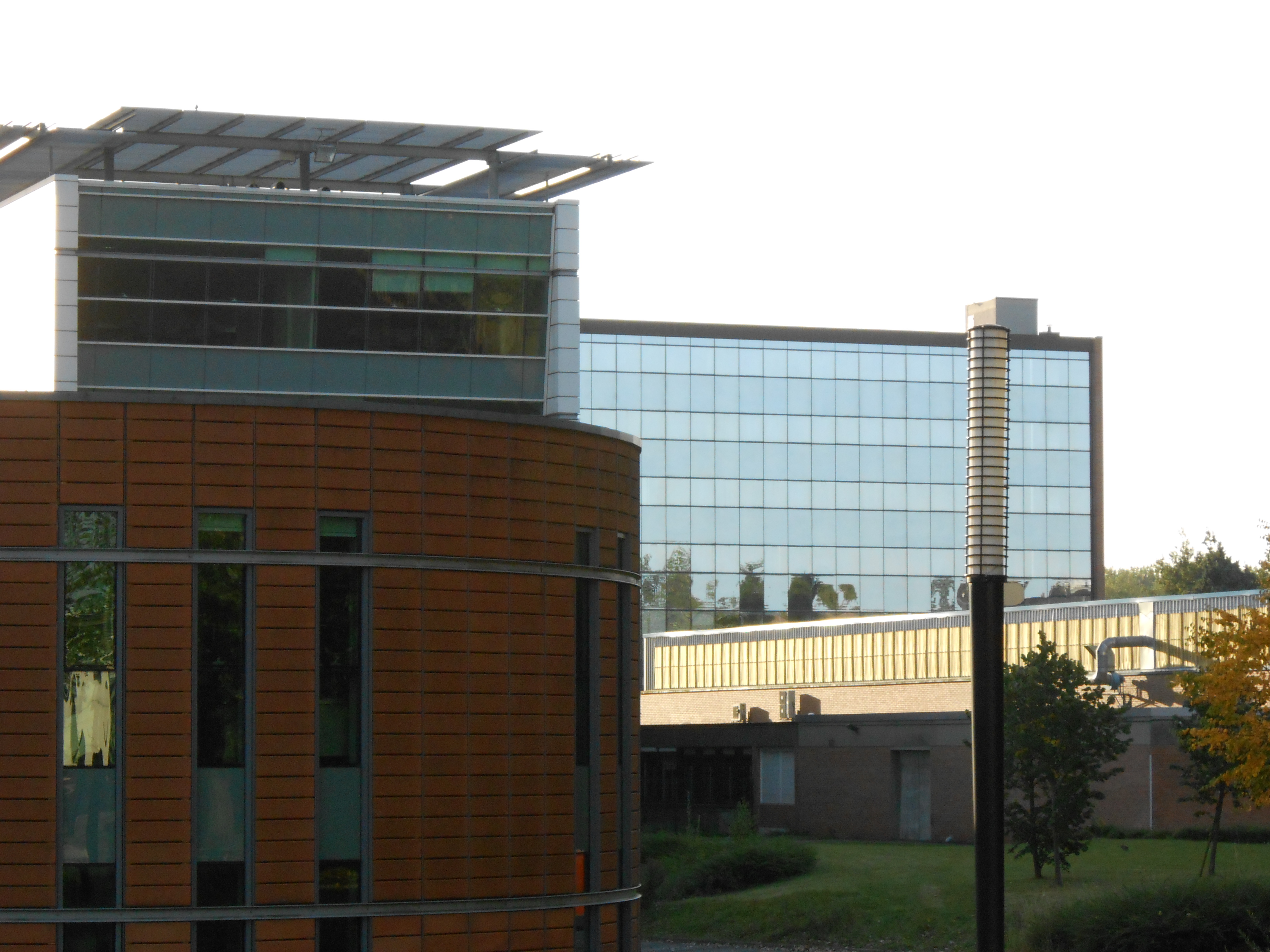
Cité scientifique.

La mise en œuvre de la loi Faure du 12 novembre 1968 conduit à la subdivision de l'université de Lille en trois entités autonomes fin 1970. La faculté des sciences de Lille devient l'université Lille-I (ou université des sciences et technologies de Lille - USTL); la faculté de droit et les facultés de médecine et pharmacie deviennent l'université Lille-II (ou université du droit et de la santé); les facultés de lettres et sciences humaines deviennent l'université Lille-III (ou université Charles-de-Gaulle, sciences humaines et sociales).
À la suite d'une décision en 1966; la faculté de lettres et sciences humaines de Lille (devenue l'université Lille-III) est transférée en 1974 du centre de Lille vers un campus dédié à Villeneuve-d'Ascq, quartier Pont-de-Bois; et la faculté de droit de Lille (intégrée dans l'université Lille-II) est transférée en 1974 du centre de Lille vers le campus quartier Pont-de-Bois. En 1995, cette dernière est finalement déménagée dans le quartier Moulins, place Déliot. En 1971, un autre campus de l'université Lille II (enseignement du sport) est créé à Ronchin, au sud de Lille. Plusieurs antennes sont par la suite créées en dehors de ces campus, notamment à Roubaix et Tourcoing.
Des antennes régionales des universités lilloises sont créées dans le Nord de la France entre 1988 et 1992 ; elles prennent leur autonomie entre 1991 et 1992 pour former l'université du Littoral et l'université d'Artois. Les universités de Lille et leurs trois consœurs du Nord de la France (avec d'autres écoles de la région) coopèrent au sein du « pôle universitaire Lille Nord Pas de Calais » créé en 1992 et remplacé en 2009 par le PRES « Lille - Nord-de-France » puis par la COMUE du même nom.

### La réunification (2008 à 2018)
Les trois universités envisageaient en 2008 une fusion devant intervenir avant 2013, dans le contexte du plan Campus français. Si en 2010 le principe semblait s’éloigner, le processus de réunion des trois établissements au sein d'une fédération « Université de Lille » a cependant été amorcé dès le 21 juillet 2011 à la suite d'un conseil d'administration simultané dans les universités concernées. L'objectif était, à terme, d'intégrer également six écoles de la métropole lilloise (Centrale Lille, l'École nationale supérieure de chimie de Lille, Télécom Lille, l'ENSAIT (textile) de Roubaix, l'Institut d'études politiques de Lille et l'École supérieure de journalisme de Lille). Il s'agit alors principalement de mutualiser un certain nombre de compétences communes, notamment en matière de recherche et de formation tout au long de la vie, afin d'améliorer l'attractivité et la visibilité des établissements fondateurs.
Mais en 2014, la situation évolue et les trois universités décident de s'engager clairement vers une fusion en vue de reconstituer l'université de Lille d'ici à 2018, quand jusque-là il n'était question que de « fédération ». En conséquence les six grandes écoles, si elles restent associées au projet, n'en sont plus partie intégrante. L'objectif est désormais de constituer « une grande université de recherche internationalement visible et reconnue et de développer un véritable modèle de formation tout au long de la vie ». Le processus est articulé autour de projets communs touchant à toutes les compétences portées par une université. Lors de la Conférence inaugurale des trois universités lilloises, le 22 septembre 2014, les trois universités ont présenté une nouvelle identité graphique commune (Université de Lille, sciences et technologies ; Université de Lille, droit et santé ; Université de Lille, sciences humaines et sociales). La fusion est officiellement votée fin mars 2017 par les conseils d'administration de Lille-I, Lille-II et Lille-III, le décret portant création de l'université de Lille est signé le 11 septembre 2017 pour entrer en vigueur au premier janvier 2018.

### Université Lille Nord-Europe (2017 à 2019)
Dans le cadre de la réunification des universités Lille-I, Lille-II et Lille-III pour reformer l'historique université de Lille ; l'université de Lille et ses 13 partenaires sont labellisés I-SITE (Initiatives Science-Innovation-Territoires-Économie) en 2017 par le gouvernement. Ils bénéficient ainsi d'une dotation de 500 millions d'euros pour leur projet visant à créer une université-cible européenne (l’Université Lille Nord-Europe - ULNE) regroupant les Grandes Écoles lilloises.
La COMUE Lille - Nord-de-France est de ce fait dissoute le 31 décembre 2019, l'ensemble de ses compétences, personnels, étudiants et locaux est alors repris par l'université de Lille (notamment l'INSPÉ et le collège doctoral).

### Nouvelle université de Lille (2019 à aujourd'hui)
Le 1er janvier 2022, les composantes de l'université de Lille ont rejoint une nouvelle entité nommée « Université de Lille », et qui est un établissement public expérimental (EPE). Cet EPE est composé, en plus des facultés de l'université de Lille, de l'Institut d'études politiques de Lille (SciencesPo Lille), de l'École supérieure de journalisme de Lille (ESJ Lille), de l'École nationale supérieure d’architecture et de paysage de Lille (ENSAPL), et de l'École nationale supérieure des arts et industries textiles (ENSAIT) comme établissements-composantes,. C'est le 22 avril 2021 que les conseils d'administration de quatre établissements ont voté en faveur du projet de création de la nouvelle entité, malgré l'opposition de certains personnels. Un cinquième établissement, l'ENSAPL, a voté contre. Un nouveau vote, organisé le 11 mai, a été favorable au projet.

## Composantes
L'université regroupe les composantes suivantes (elles-mêmes composées de plusieurs départements et instituts non détaillés ici).
L'ensemble couvre ainsi un vaste domaine d'enseignement réparti en six grands pôles : arts, lettres, langues ; droit, économie, gestion ; santé ; sciences et technologies ; sciences humaines et sociales ; sport.

### Facultés
- Faculté des humanités (FHUMA)
- Faculté des langues, cultures et sociétés (LCS)
- Faculté des sciences économiques, sociales et des territoires (FASEST)
- Faculté des sciences et technologies (FST)
- Faculté des sciences juridiques, politiques et sociales (FSJPS)
- Faculté de psychologie, des sciences de l'éducation et de la formation (PSYSEF)
- UFR3S : UFR des sciences de santé et du sport (facultés de pharmacie, d'odontologie, de médecine, d'ingénierie et management de la santé, des sciences du sport et de l'éducation physique)

### Établissements-composantes
Dans le cadre de l'établissement public expérimental, quatre établissements-composantes sont intégrés à l'université de Lille au 1er janvier 2022.
- École nationale supérieure d’architecture et de paysage de Lille (ENSAPL)
- École nationale supérieure des arts et industries textiles (ENSAIT)
- École supérieure de journalisme de Lille (ESJ Lille)
- Institut d’études politiques de Lille (Sciences Po Lille)

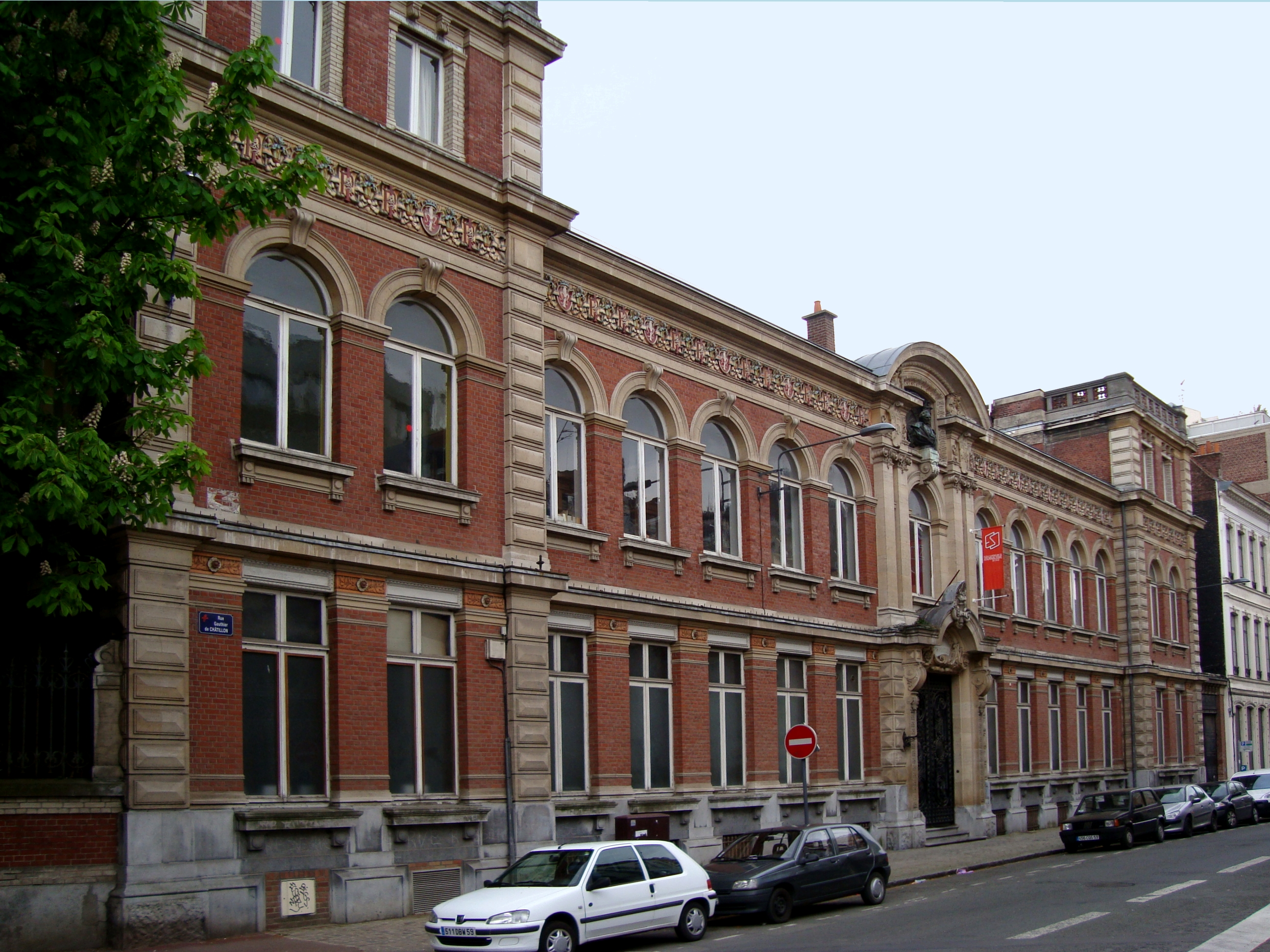
École supérieure de journalisme de Lille (ESJ Lille).
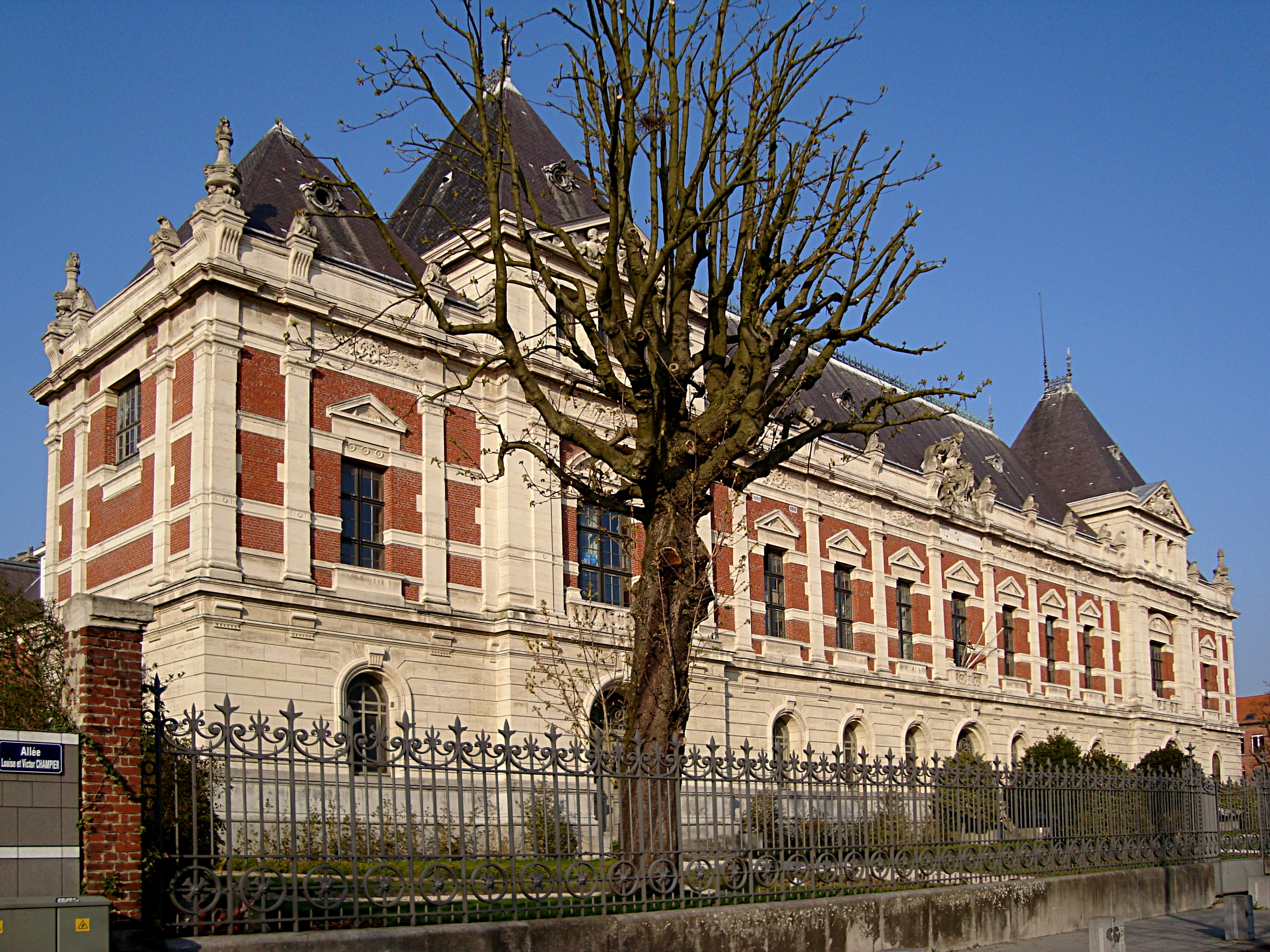
École nationale supérieure des arts et industries textiles (ENSAIT).
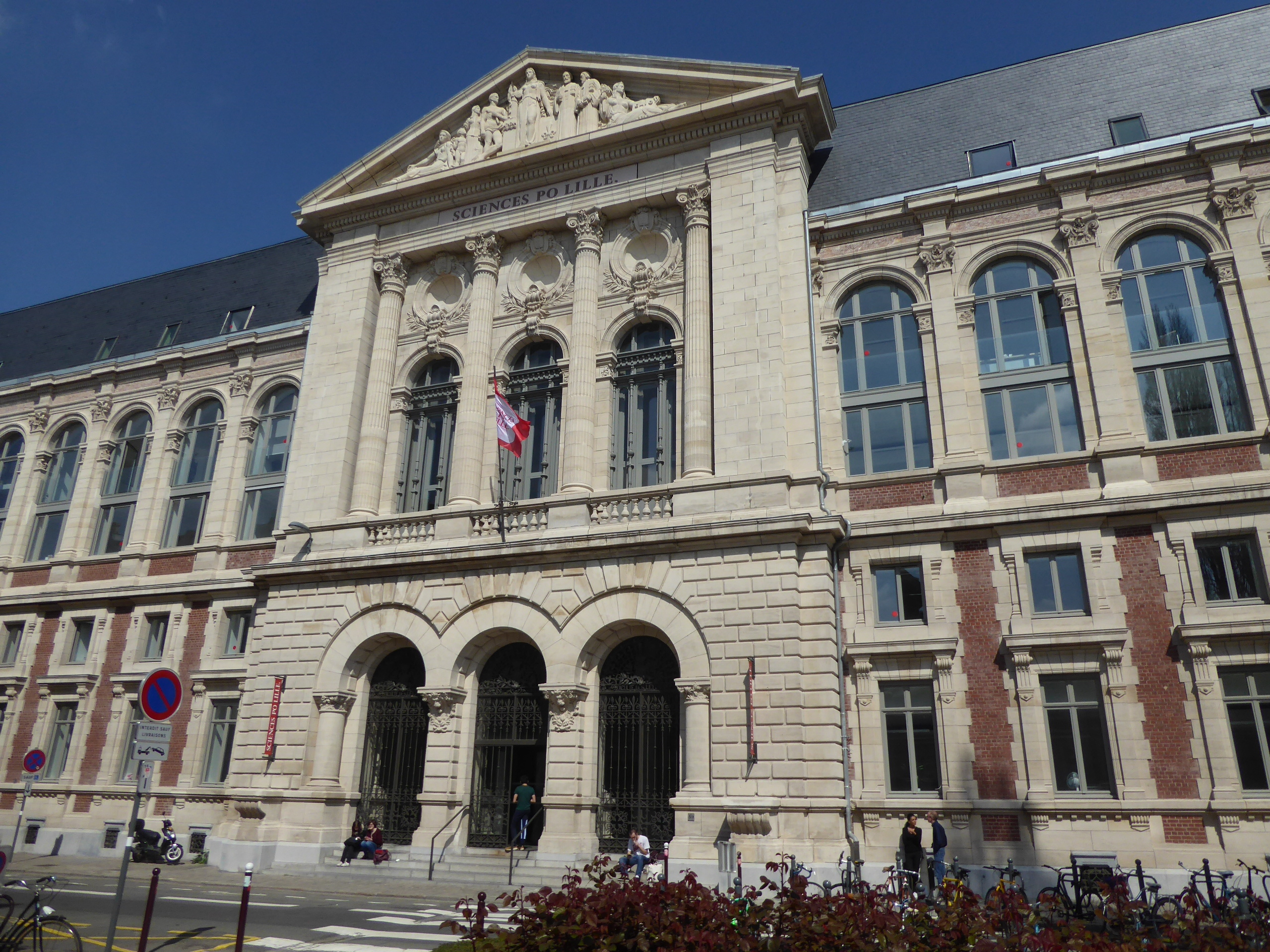
Institut d’études politiques de Lille (Sciences Po Lille).
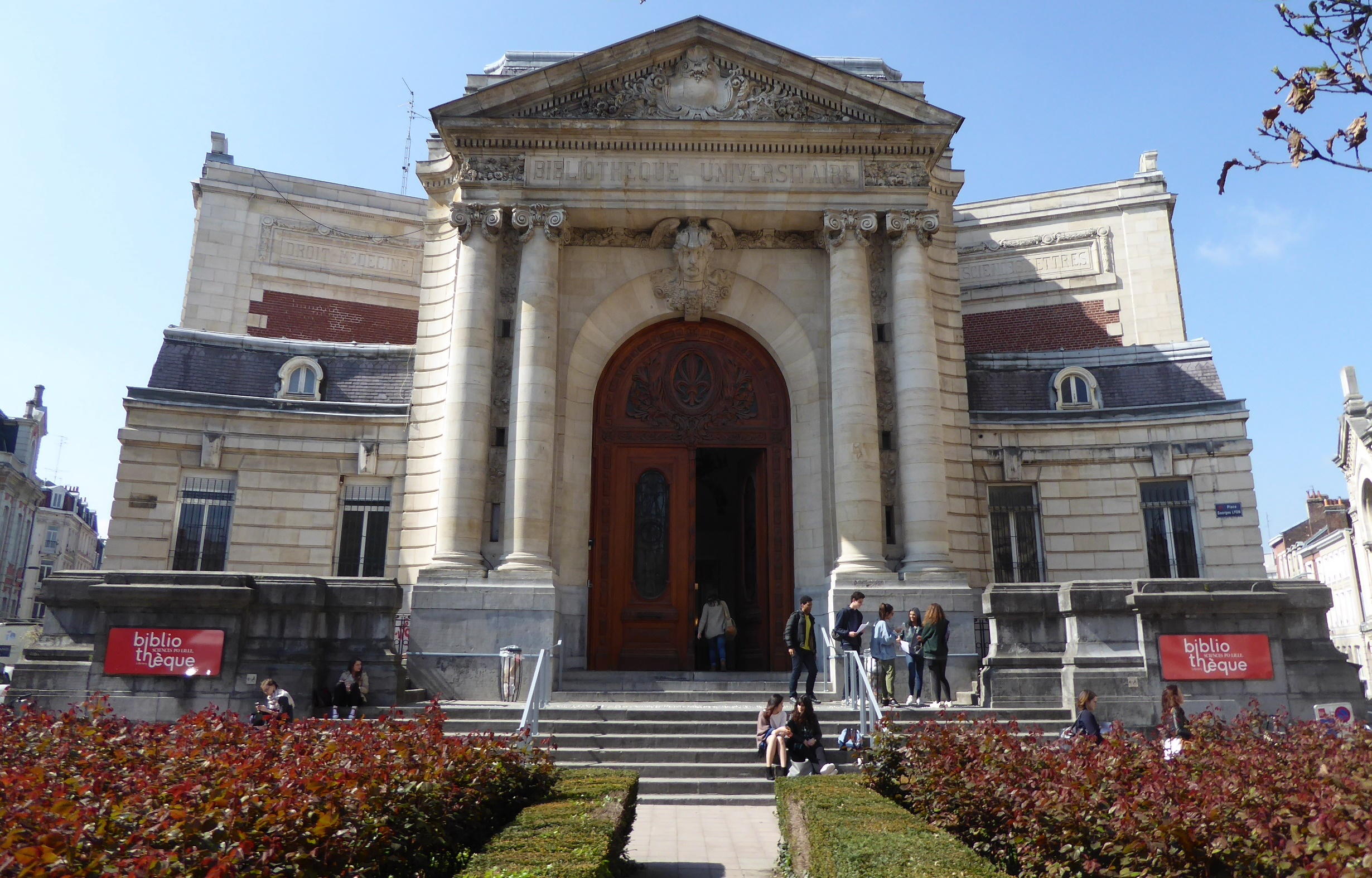
Bibliothèque de l'Institut d’études politiques de Lille.

### Instituts et écoles
- IAE Lille - university school of management
- Institut national supérieur du professorat et de l'éducation (INSPÉ - Académie de Lille)
- Institut universitaire de technologie de Lille (IUT de Lille)
- École polytechnique universitaire de Lille (Polytech' Lille)
- Institut de l'information et la communication (IIC)

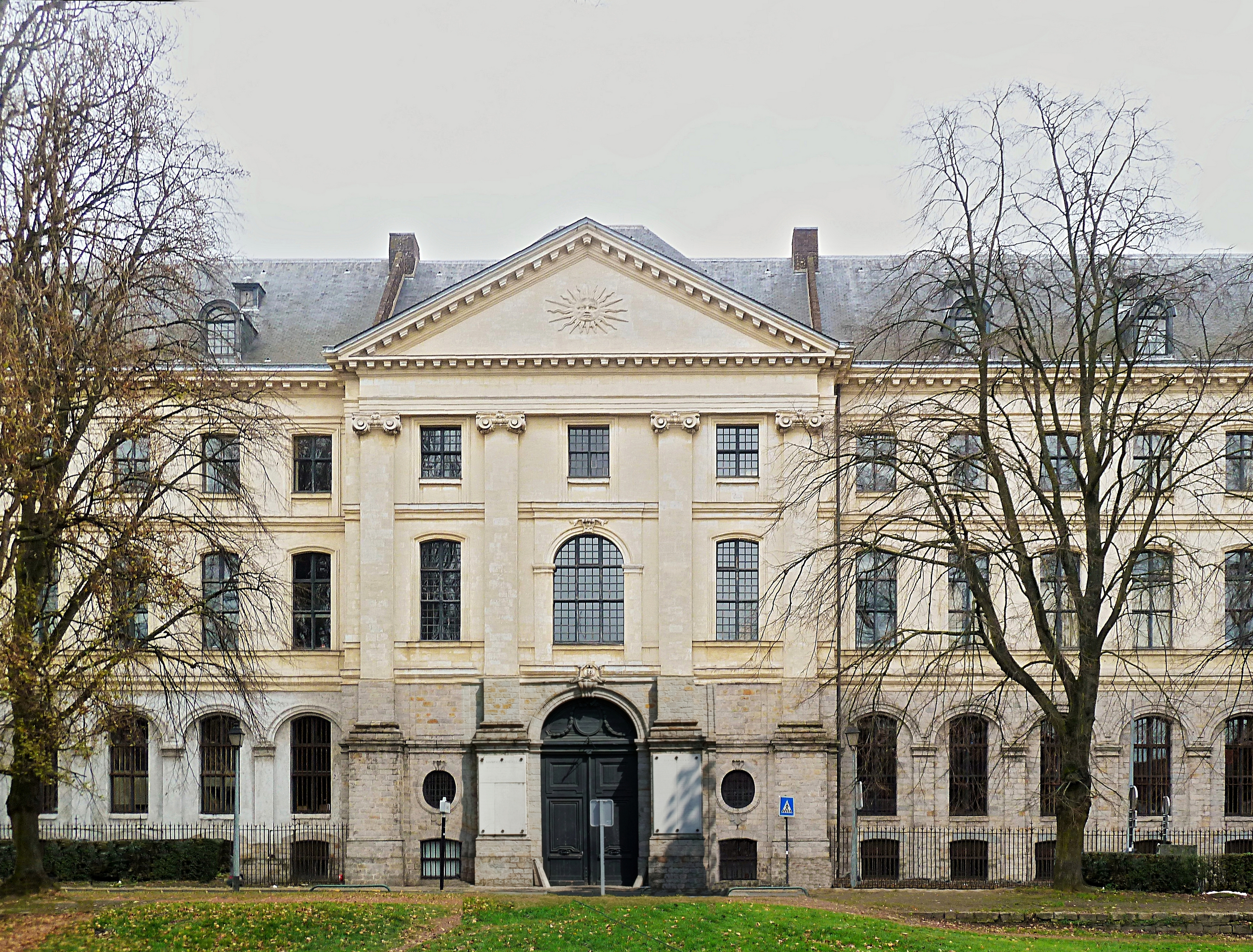
Institut d'administration des entreprises de Lille (IAE Lille).
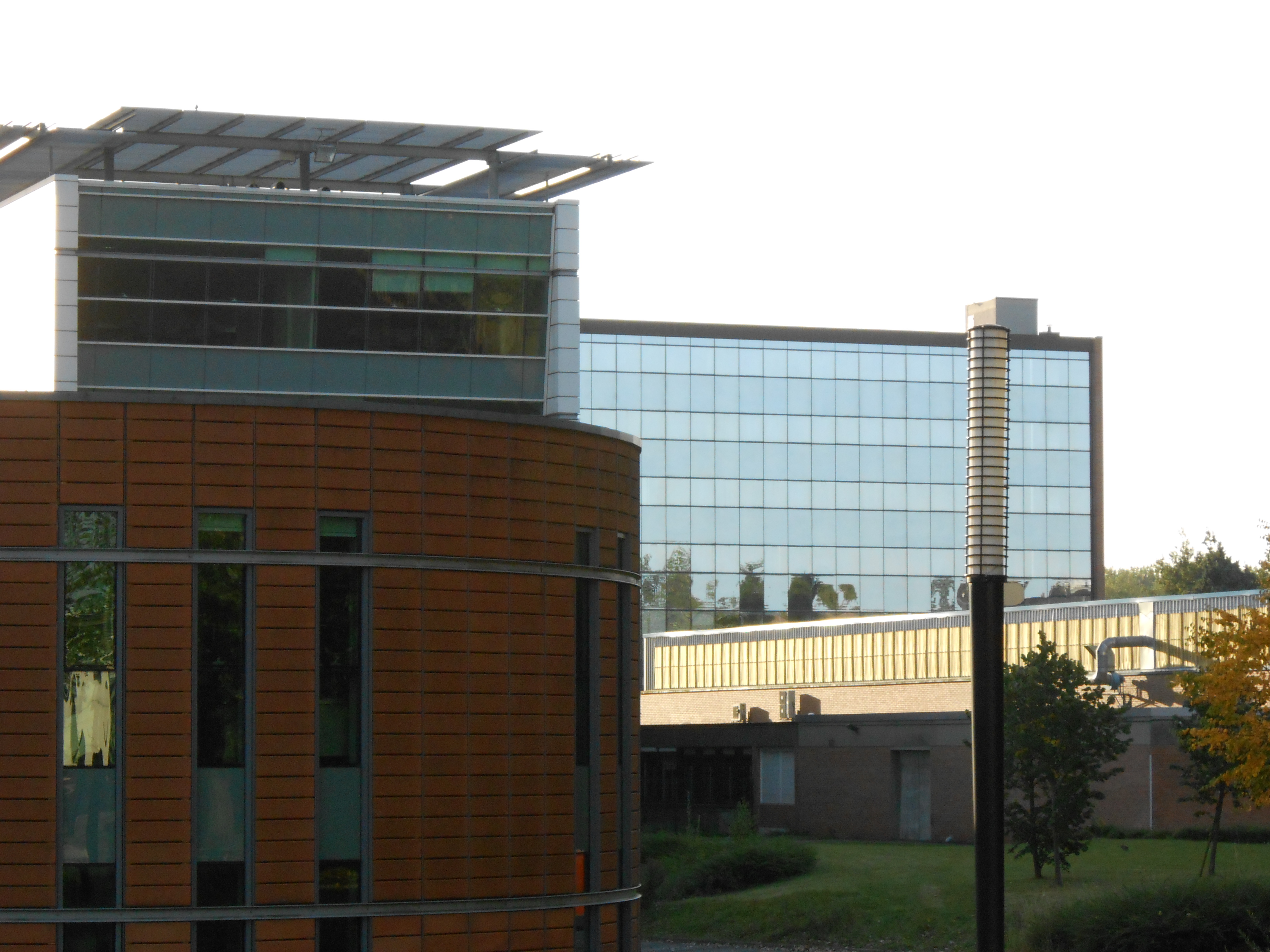
École polytechnique universitaire de Lille (Polytech Lille).

### Composantes communes et associées

#### Presses universitaires du Septentrion
Les Presses universitaires du Septentrion sont une maison d'édition universitaire française spécialisée dans les domaines des lettres et des sciences humaines et sociales. Elles regroupent plusieurs universités des Hauts-de-France : Université de Lille, Université Catholique de Lille, Université du Littoral - Côte d'Opale, Université de Valenciennes et Université de Picardie.

#### Fondation Université-de-Lille
La fondation Université-de-Lille a été créée le 4 novembre 2015 avec une dotation initiale de 15 millions d'euros issue de la vente d'une participation de l'université Lille-II dans la société Genfit. L'objectif est de porter la dotation à 50 millions d'euros en 2020. Les missions de la fondation sont de financer et accompagner les projets de recherche puis d'en diffuser et valoriser les résultats, de développer les coopérations à l'international et de diffuser la culture et l'information scientifique.
Son conseil d'administration est composé de trois collèges :
- collège des fondateurs : Xavier Vandendriessche, Eric de Bodt, Serge Dauchy, Didier Gosset ;
- collège des représentants du personnel : Pierre-Marie Robert, Bart Staels ;
- collège des personnalités qualifiées : Jean-Oliver Arnaud, Damien Castelain, Frédéric Motte.

## Implantations actuelles
Historiquement, les facultés s'installent d'abord à Douai, puis dans le centre de Lille. Entre 1950 et 1953 puis entre 1962 et 1974, des campus ont été constitués en périphérie de Lille, pour surmonter la croissance des effectifs étudiants. Depuis la réunification des trois universités, l'Université de Lille possède officiellement 6 campus universitaires. L'identification de leur accès en métro facilite leur localisation dans la Métropole européenne de Lille.

### Campus Cité scientifique

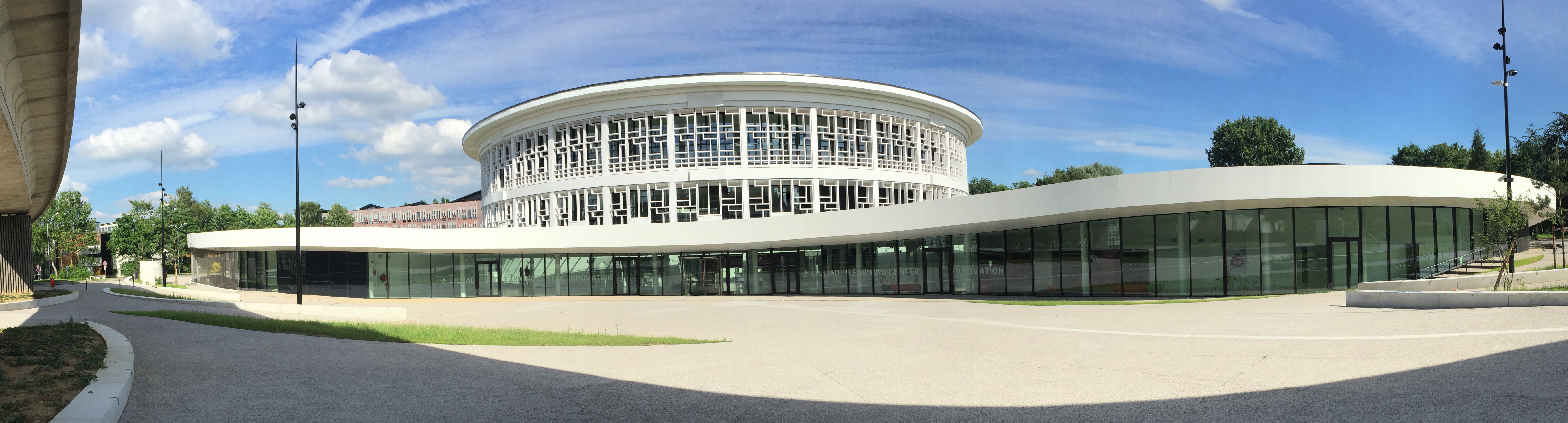
Lilliad Learning Center Innovation.

La Cité scientifique est le campus universitaire consacré aux sciences et technologies créé en 1964 et implanté dans la technopole Villeneuve-d'Ascq, commune de la métropole européenne de Lille.
Le campus compte 150 hectares et une centaine de bâtiments, et la majorité des lieux est occupée par la faculté des sciences et technologies de l'université et ses départements (biologie, chimie, électronique/électrotechnique/automatique (EEA), informatique, mathématiques, mécanique, physique, sciences de la Terre), mais aussi par de nombreuses écoles (École centrale de Lille, ENSCL Chimie Lille, Polytech Lille, École nationale supérieure Mines-Télécom Lille-Douai, Institut Universitaire de Technologie de Lille (site de Villeneuve-d'Ascq), etc.) et entités scientifiques (CNRS, IEMN, ITEEM Inserm, Inria, IFSTTAR, Icare/Cnes, Météo France etc.). On y trouve également la faculté des sciences économiques, sociales et des territoires.

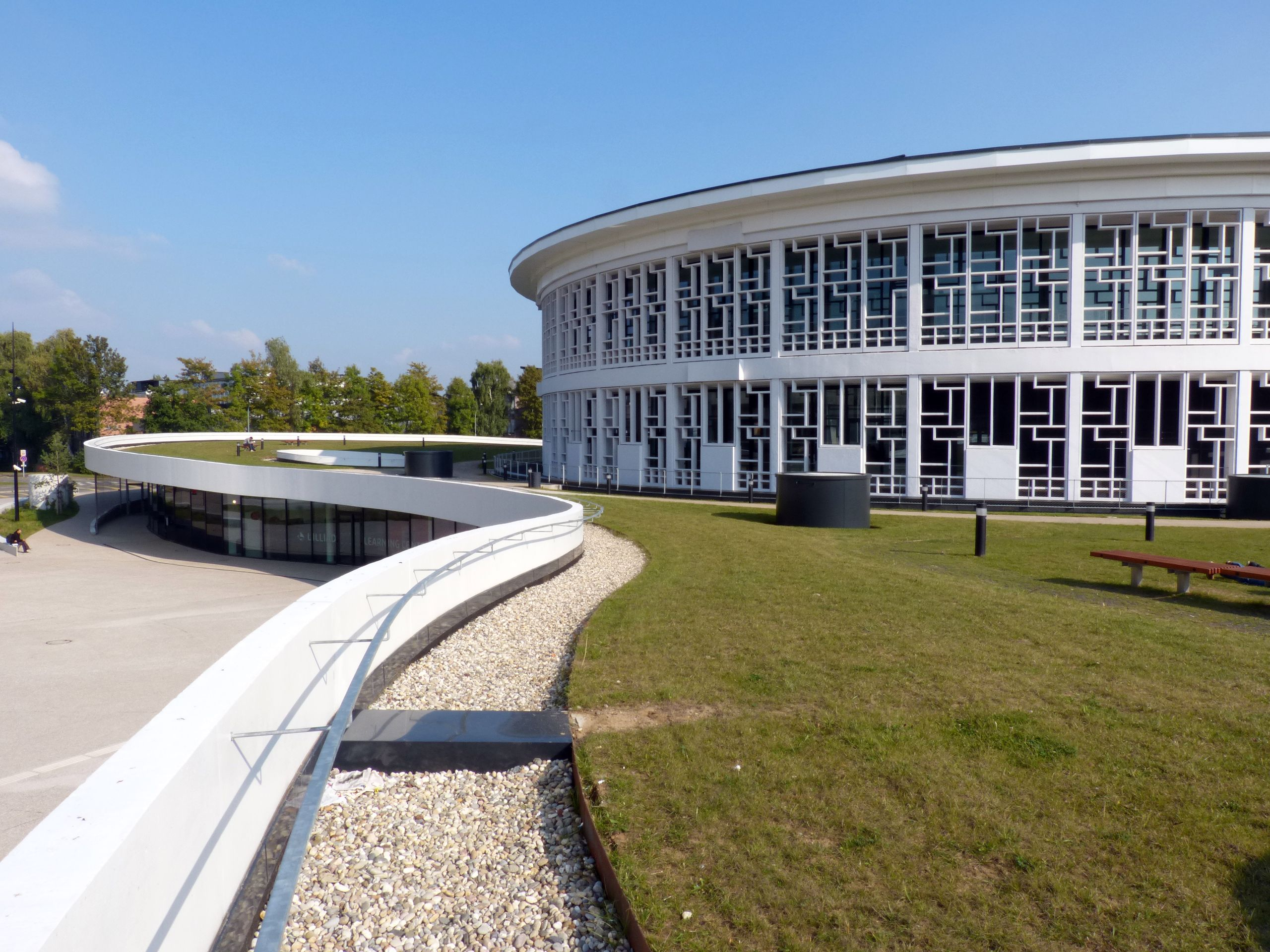
Toit de Lilliad.
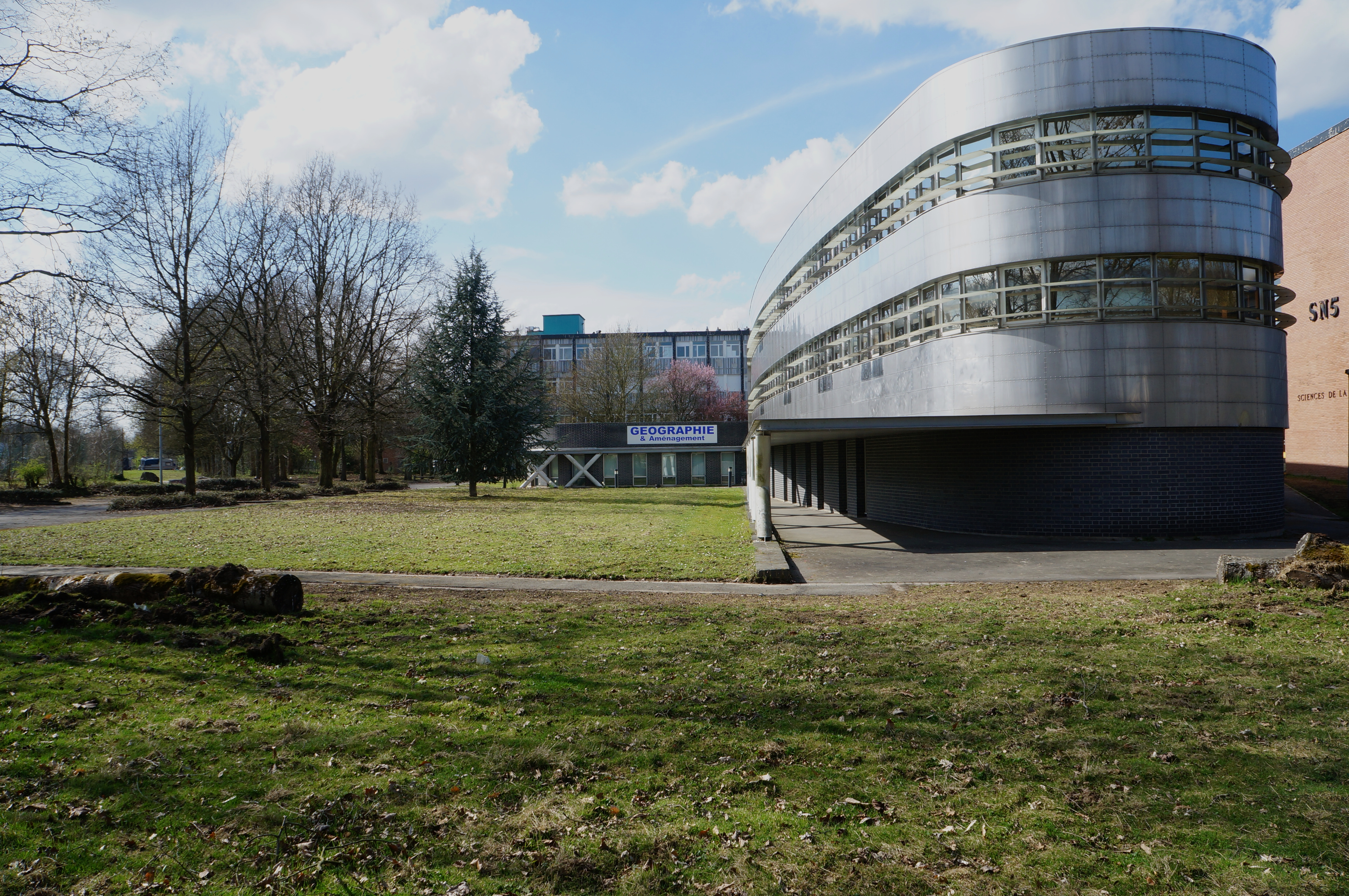
Bâtiment de géographie.
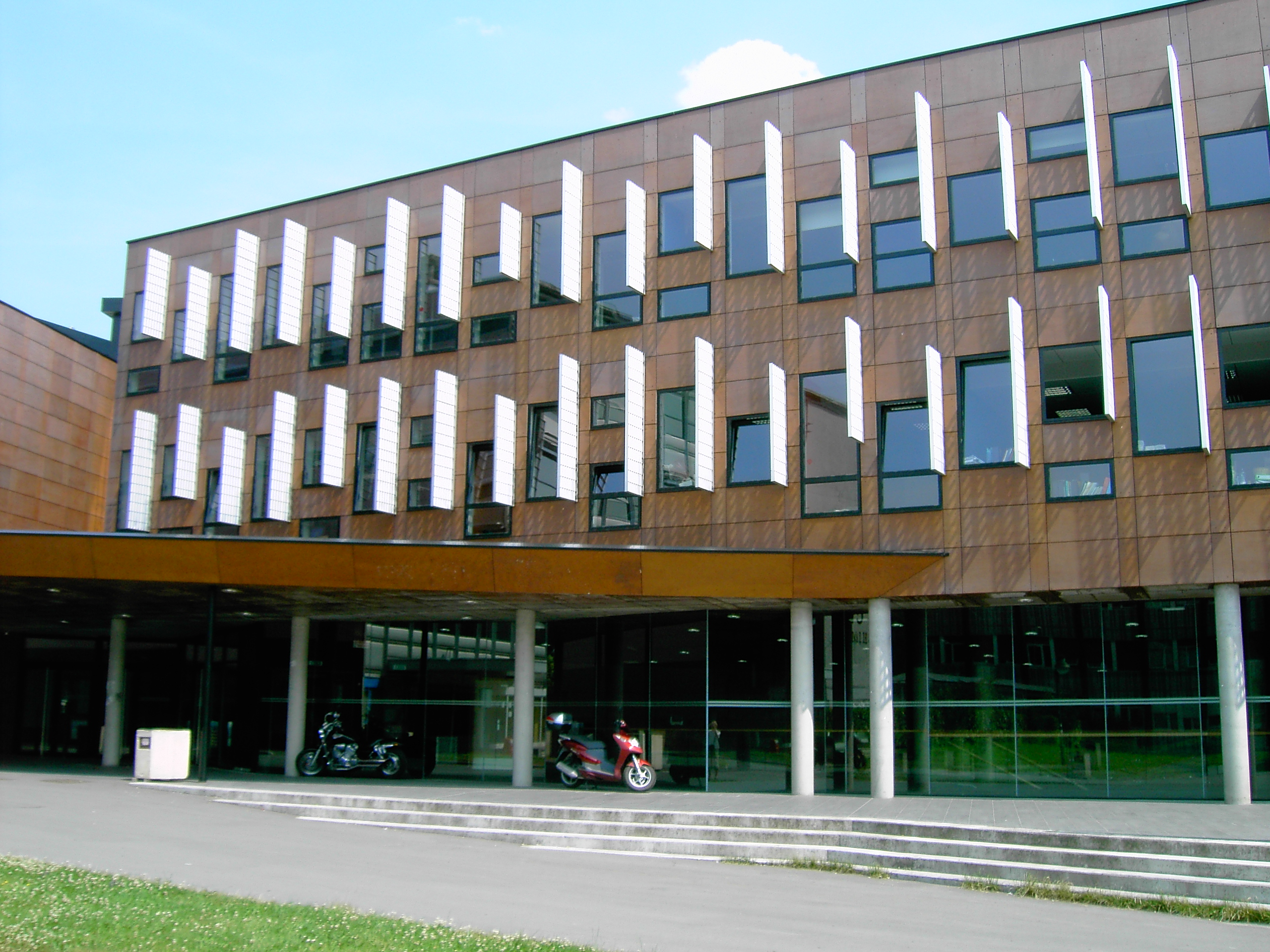
Bâtiment SH3.
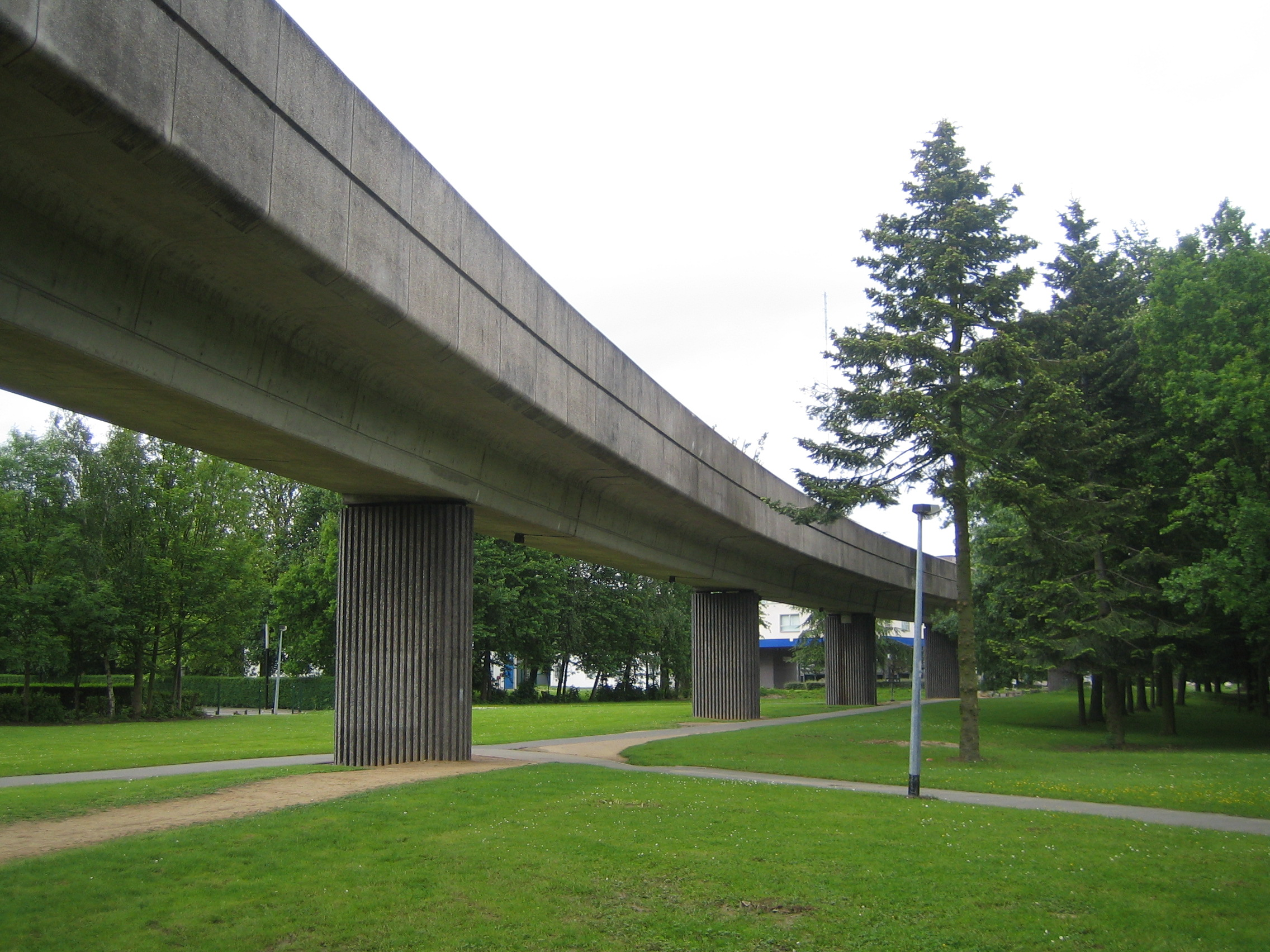
Passage du métro.
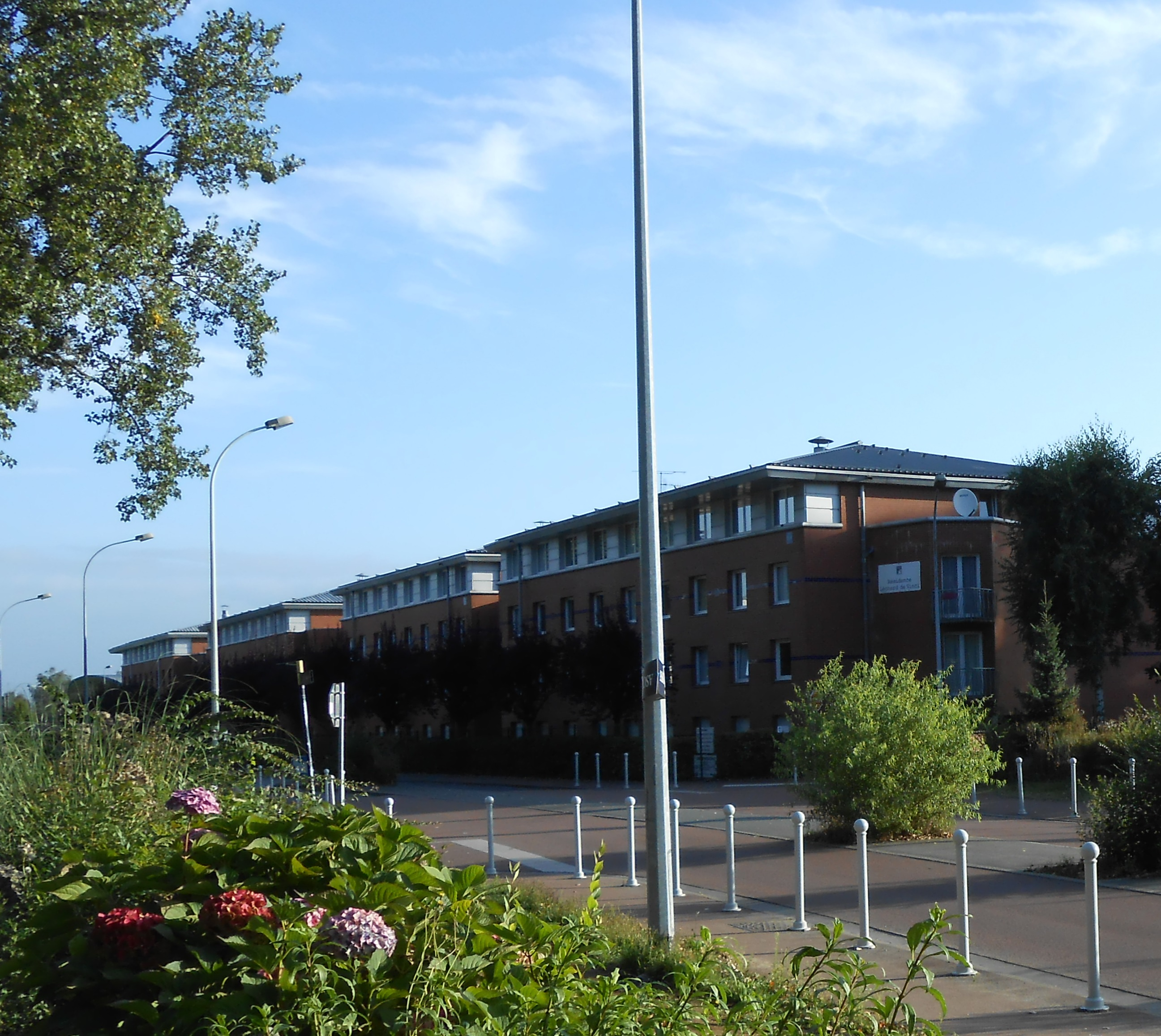
Résidence étudiante.

On trouve entre autres sur le campus des bâtiments d'enseignement, de travaux pratiques, d'administration, de services aux étudiants, des laboratoires de recherche mais aussi des restaurants universitaires, des résidences universitaires, des installations sportives, des hôtels, des entreprises, des instituts, des écoles scientifiques indépendantes etc.
Elle se trouve a proximité directe du parc scientifique européen de la Haute-Borne (parc scientifique de 200 ha à dimension européenne avec de nombreux sièges d'entreprises, start-up et laboratoires, l'ensemble formant ainsi un vaste complexe scientifique de 350 ha) mais également du stade Pierre-Mauroy (4e plus grand stade de France avec 50 000 places), et des zones commerciales V2 et Heron Parc (plus grand espace commercial au nord de Paris). Elle bénéficie ainsi des infrastructures locales notamment d'un P+R de plus de 2 000 places.
Depuis la rentrée 2016, LILLIAD Learning Center Innovation remplace son ancienne bibliothèque universitaire. Situé au centre du campus, toute la cité scientifique est pensée autour de celui-ci. Il s'agit d'un espace de plusieurs étages ultramoderne et doté des dernières technologies, comprenant bibliothèque universitaire, espaces de détente, lieux d'expositions scientifiques, salles de conférence etc.
Elle est desservie par les stations de métro (situées au sein même du campus) Cité Scientifique - Professeur Gabillard et Quatre Cantons - Stade Pierre-Mauroy. Depuis fin 2018, des navettes autonomes sillonnent également le campus.

### Campus Santé

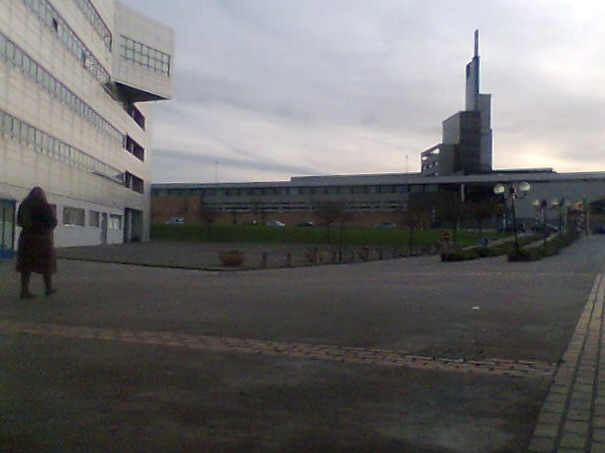
Faculté de médecine de Lille (1953).

Ce campus abrite les facultés de l'UFR sciences de la santé et du sport (UFR3S). Consacré à la santé et situé principalement à cheval entre les communes de Lille (Sud) et Loos au niveau du CHU de Lille; c'est le premier campus à avoir été délocalisé, les travaux débutant dans les années 1930 pour ne se terminer que dans les années 1950 après une interruption due à la Seconde Guerre mondiale. Les facultés de pharmacie et médecine (la plus grande de France) quittent alors le centre de Lille (en 1953) pour le quartier de la Cité Hospitalière où se trouve le centre hospitalier de la ville, aujourd'hui devenu le CHU de Lille, le plus grand complexe hospitalo-universitaire d'Europe étalé sur près de 350 hectares.
La faculté d'odontologie se trouve à proximité, place Verdun, depuis 1965. La faculté ingénierie et management de la santé (ILIS) y est également présente depuis sa création en 1992. Le parc d'activité Eurasanté, pôle d'excellence consacré aux biotechnologies, voit le jour en 1996.
Ainsi, les 14 hôpitaux spécialisés du CHU de Lille mais également les entreprises et laboratoires d’Eurasanté, les centres de recherche, les écoles et instituts du CHU (sages-femmes, soins infirmiers, ambulanciers etc.) ainsi que plusieurs centres de formation privés de santé partagent les lieux avec les facultés, instituts et départements de l'université.
Ce site est desservi par les stations de métro CHU – Centre Oscar-Lambret et CHU – Eurasanté.
La Faculté des sciences du sport et de l'éducation physique se trouve quant à elle à Ronchin, commune limitrophe du sud-est de la métropole de Lille. Cet emplacement concentre une importante partie des équipements sportifs de l'université, bien que d'autres installations soient également présentes sur les autres campus et au siège de l'établissement. Ces équipements sont prêtés au Lille Université Club par l'université, qui par ailleurs siège à son conseil d'administration.
Cette Faculté est desservie par la station de métro Porte de Douai - Jardin des Plantes.

### Campus Pont de Bois

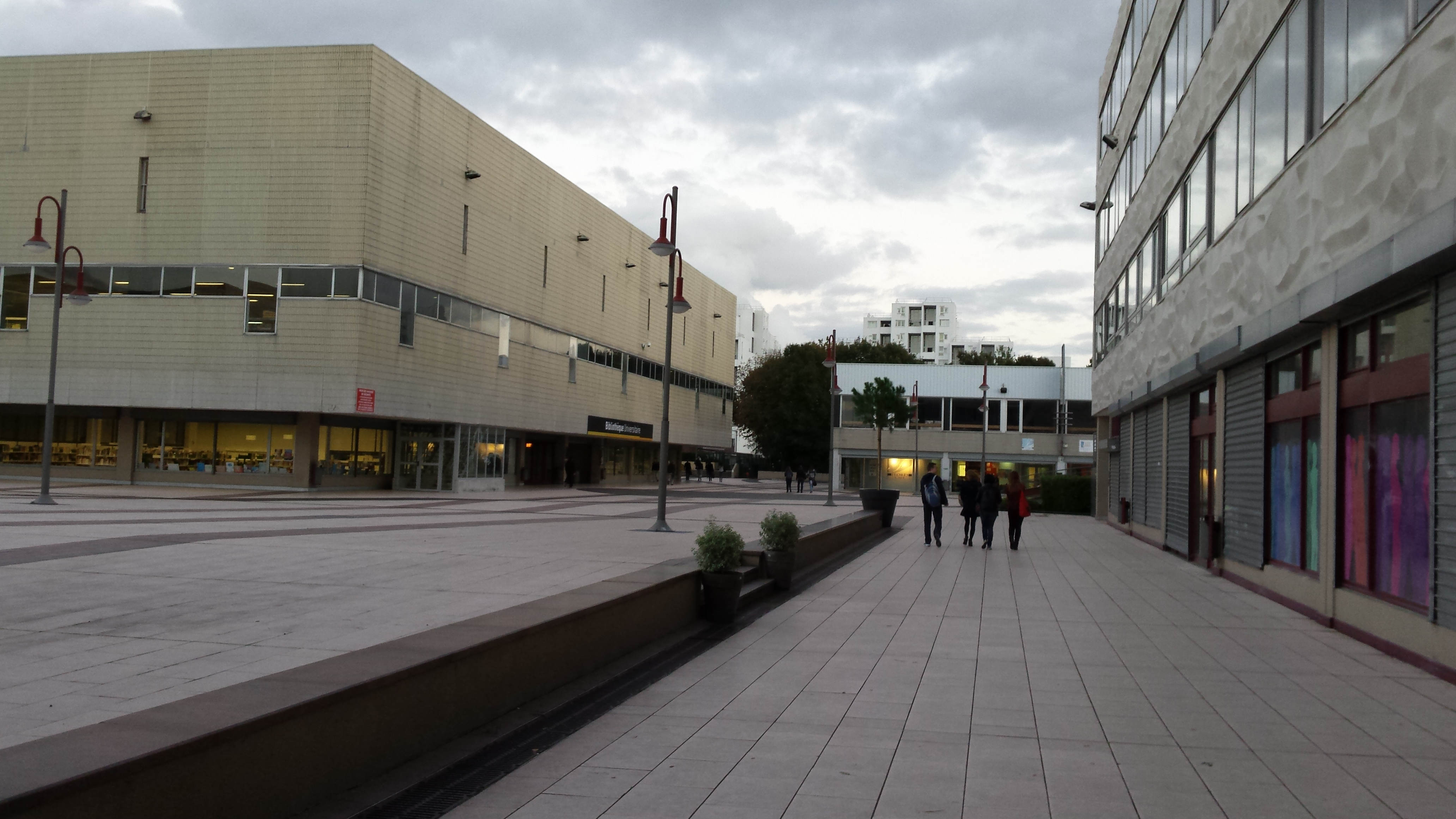
Campus Pont de Bois.

Après un transfert planifié en 1966, le campus du Pont-de-Bois à Villeneuve-d'Ascq accueille brièvement la faculté de droit de 1975 à 1995. L'historique faculté des lettres du centre de Lille y déménage définitivement en 1974. C'est le campus de l'université associé aux sciences humaines et sociales, arts, lettres et langues.
On y trouve la Faculté des humanités ; la Faculté des langues, cultures et sociétés ; et la Faculté de psychologie, des sciences de l’éducation et de la formation.
Ce site est desservi par la station de métro Pont de Bois.

### Campus Lille - Moulins
Ce vaste campus est étalé entre le quartier de Moulins et le reste de la commune de Lille. Il est consacré principalement au droit et à la gestion, et abrite le siège de l'université de Lille.
Après avoir été au quartier Saint-Michel de 1887 à 1975, puis sur le campus Pont de Bois de Villeneuve-d'Ascq, la faculté de droit (aujourd'hui Faculté des sciences juridiques, politiques et sociales) retrouve un site dans le centre de Lille, quartier Moulins, en 1995 sur la place Déliot. Le site de Moulins de l'IAE Lille University School of Management (anciennement Faculté de Finance, Banque, Comptabilité - FFBC) s'y trouve aussi.
Ce site est desservi par la station de métro Porte de Douai - Jardin des Plantes.
Le siège de l'Université est situé quant à lui dans le quartier de Lille-Centre, au 42 rue Paul-Duez. Il est desservi par les stations de métro Mairie de Lille et Lille Grand Palais.

Le site Vieux-Lille et siège historique de l'IAE Lille University School of Management est situé au nord du Vieux-Lille. 

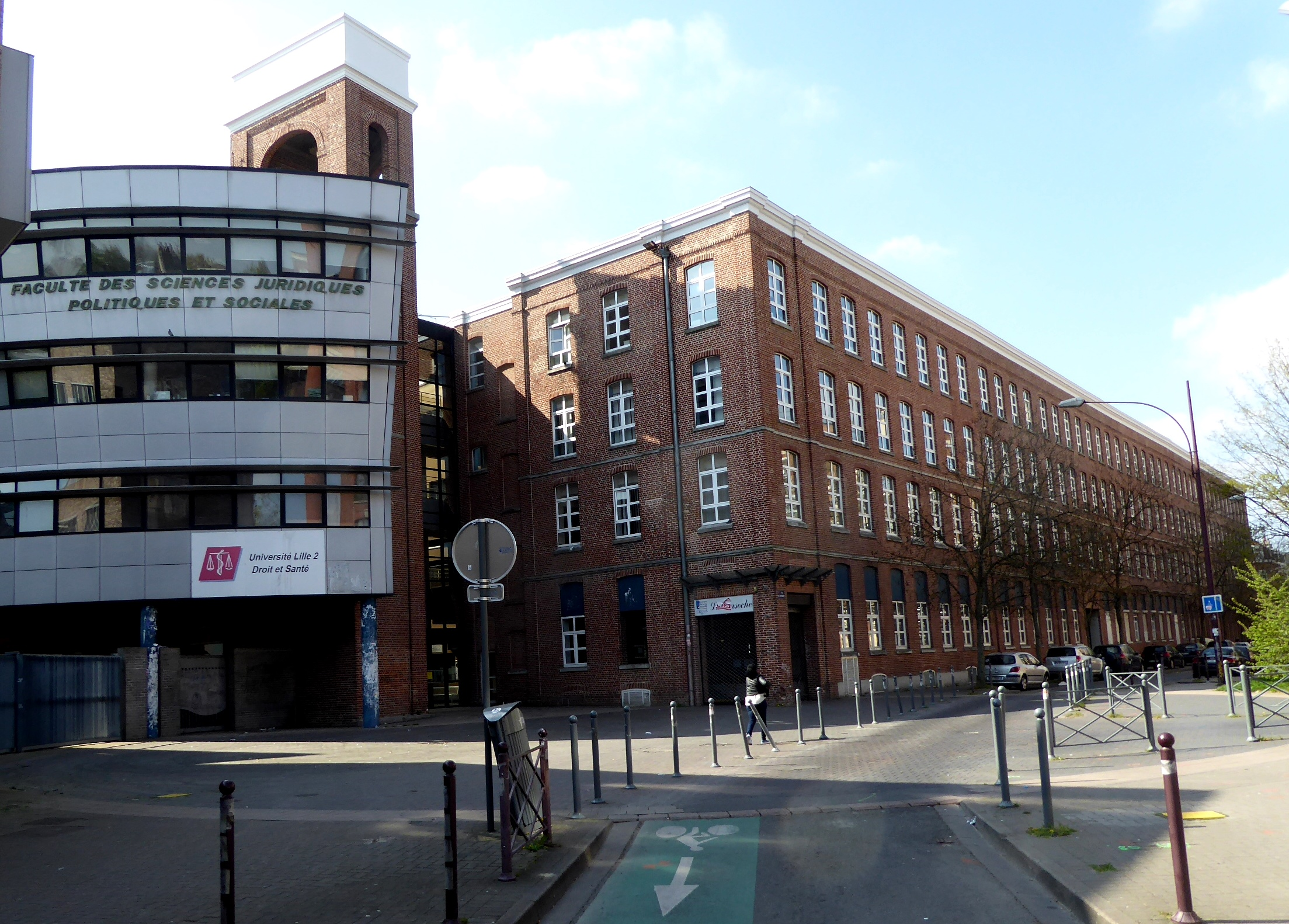
Faculté des sciences juridiques, politiques et sociales.
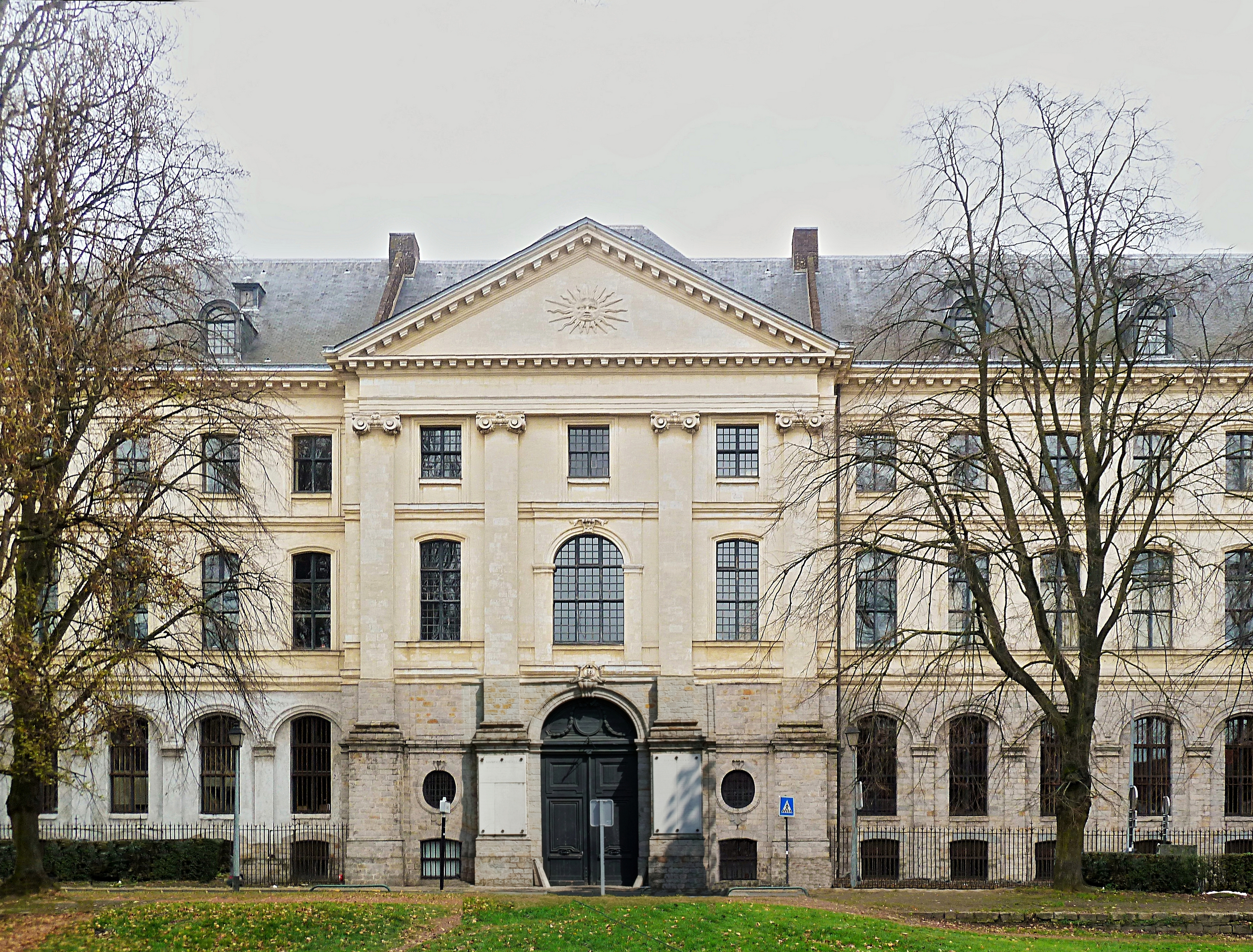
IAE Lille.
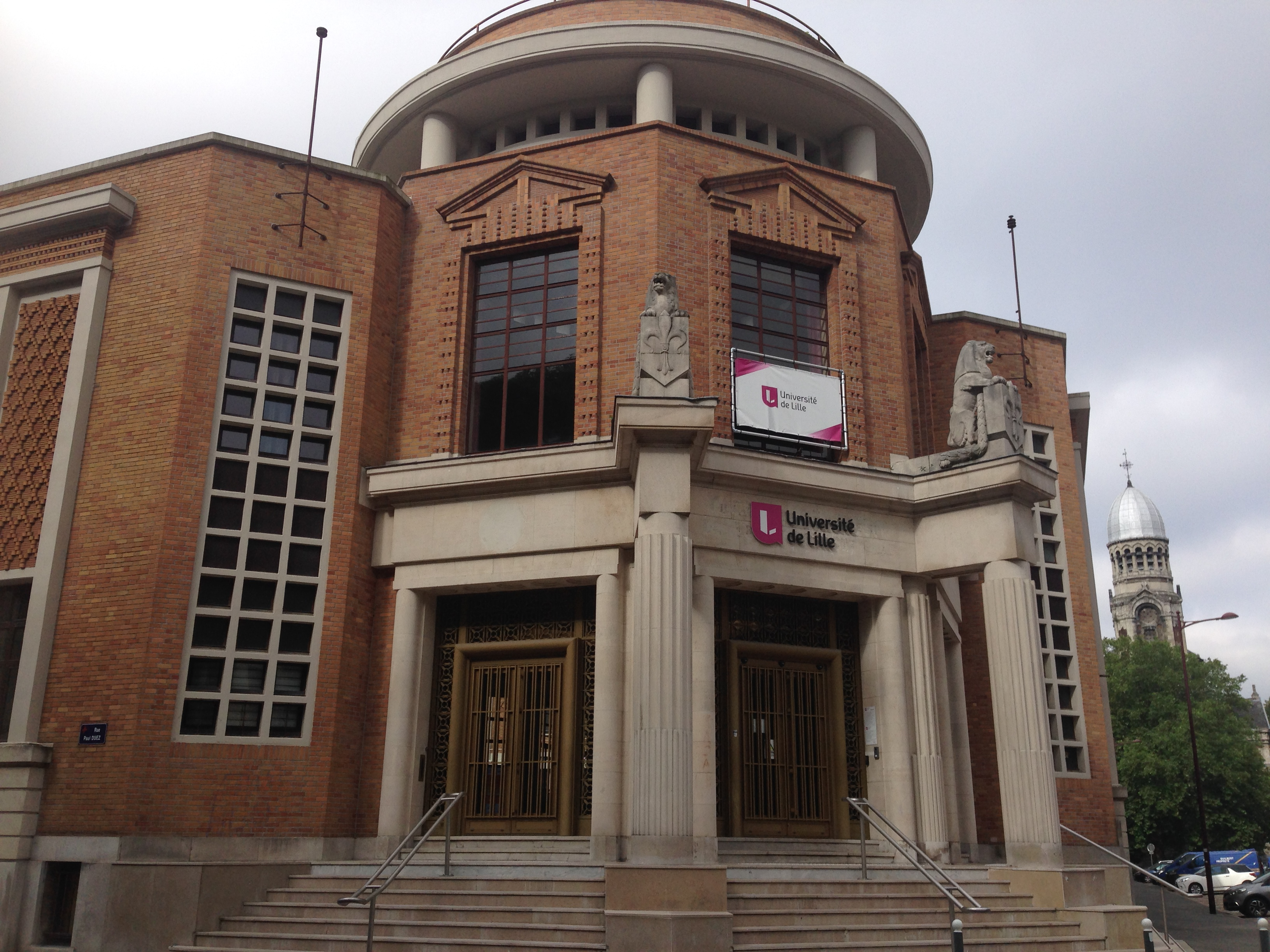
Siège de l'université de Lille.

### Campus Roubaix - Tourcoing
Ce campus comprend plusieurs lieux d'enseignement répartis sur les proches communes de Roubaix et Tourcoing, communes de la Métropole européenne de Lille.
Le principal site de ce campus, mais également le plus récent et moderne de toute l'université, est celui de la gare de Roubaix inauguré partiellement en 2016. On y trouve le site de Roubaix de l'IAE Lille University School of Management (anciennement Institut du marketing et du management de la distribution - IMMD); l'Institut universitaire de technologie de Lille (site de Roubaix) et les Langues étrangères appliquées (LEA). Ce site est desservi par la station de métro Gare Jean-Lebas Roubaix.
Le Département Infocom de l'université est situé à Roubaix, rue Vincent Auriol, proche de la station de métro Eurotéléport.
L'Institut universitaire de technologie de Lille (site de Tourcoing) et le Département des Arts-Plastiques se trouvent à proximité de Tourcoing-Centre.

### Campus Flers-Château
Ce campus abrite les locaux de l'Institut national supérieur du professorat et de l'éducation (INSPÉ Académie de Lille), à Villeneuve-d'Ascq.

### Autres sites
Historiquement, le premier site décentré de l'université de Lille est la station marine de Wimereux (aujourd'hui Département de la Faculté des sciences et technologies), créée en 1874 à Wimereux, au nord de Boulogne-sur-Mer et suivie fin du XIXe siècle par le laboratoire du Portel, au sud de cette même ville.
Plusieurs autres sites sont également aujourd'hui situés en dehors des 6 campus principaux : une partie du centre universitaire de Cambrai « La Forêt » est occupée par l'Université de Lille, et une partie de l'Institut Universitaire de Technologie de Lille (site de Villeneuve-d'Ascq) est également délocalisée au lieu-dit Le Recueil au nord de Villeneuve-d'Ascq. Les 4 établissements-composantes intégrés au 1er janvier 2022 (l'école nationale supérieure d’architecture et de paysage de Lille (ENSAPL), l'école nationale supérieure des arts et industries textiles (ENSAIT), l'école supérieure de journalisme de Lille (ESJ Lille), l'institut d’études politiques de Lille (Sciences-Po Lille) sont également situés en différents lieux de la métropole lilloise.
Certains anciens sites délocalisés de l'Université de Lille sont devenus indépendants ; outre l'université de Valenciennes créée en 1968 à la suite de la délocalisation de laboratoires de la faculté des sciences de Lille; l'université a développé d'autres multiples antennes universitaires et laboratoires de recherches décentrés dans le département du Nord. Ces sites formeront ultérieurement les universités d'Artois et du Littoral à la fin du XXe siècle.

## Implantations et composantes historiques

### Faculté des sciences
Il y a continuité entre la faculté des sciences telle qu'établie à Lille en 1854 et ses évolutions administratives et l'accroissement du nombre de chaires jusqu'à 1970, puis avec l'université Lille-I. La faculté des sciences s'établit en 1854 dirigée par Louis Pasteur dans l'ancien couvent des Récollets, rue des arts et rue des Fleurs, au centre de Lille. De nombreux bâtiments sont ensuite construits dans le quartier Saint-Michel pour accueillir les étudiants entre le boulevard Jean-Baptiste-Lebas et la rue Jeanne-d'Arc, entre 1875 et 1895. La faculté des sciences comprend différents instituts créés successivement au XIXe siècle (institut de physique, institut de chimie, institut de sciences naturelles, institut de zoologie et station marine de Wimereux, observatoire, institut d'électrotechniques, institut Pasteur de Lille) et au XXe siècle (institut d'électromécanique, institut de mécanique des fluides de Lille, institut universitaire de technologie de Lille).

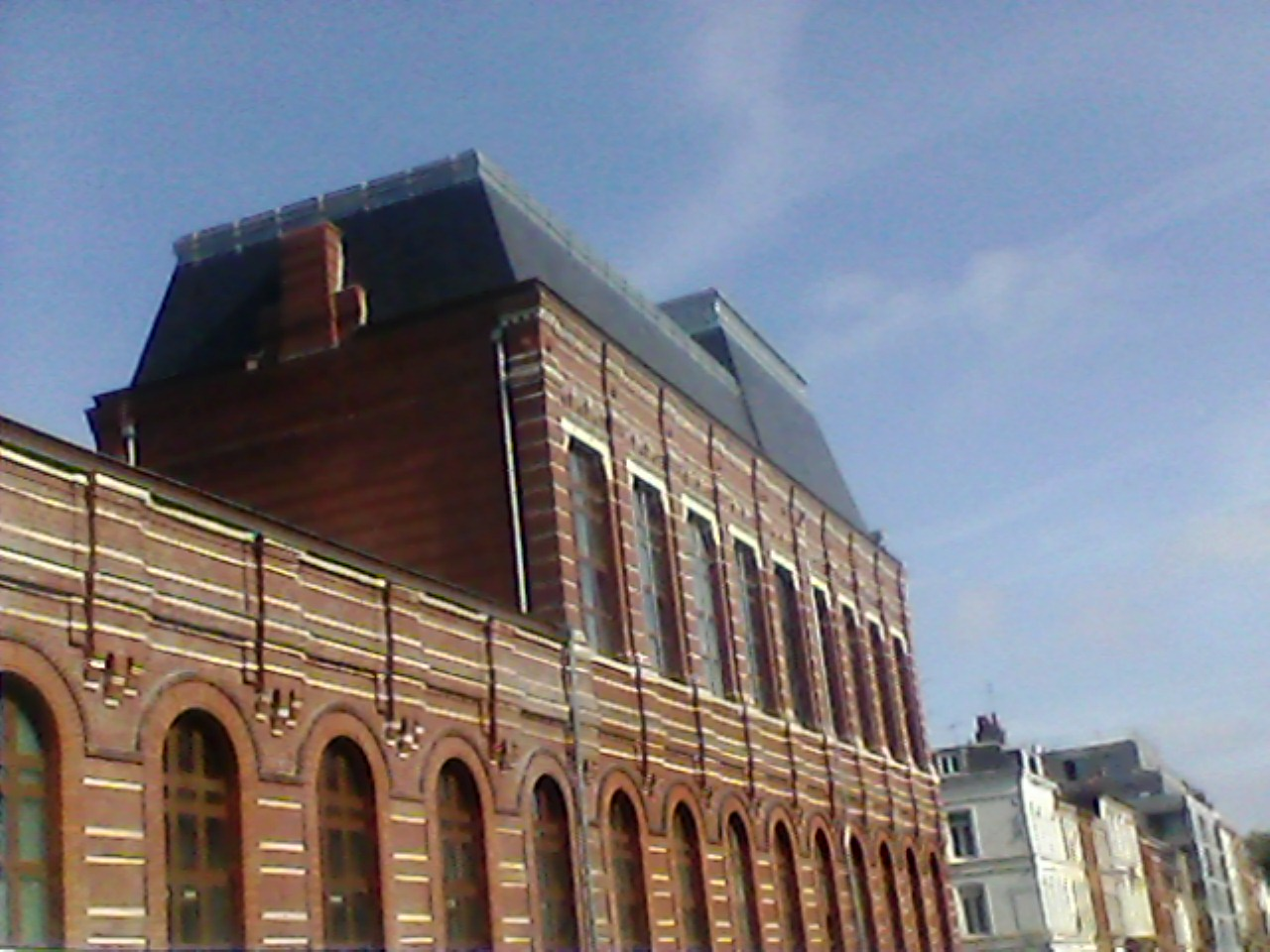
Institut de chimie de Lille.
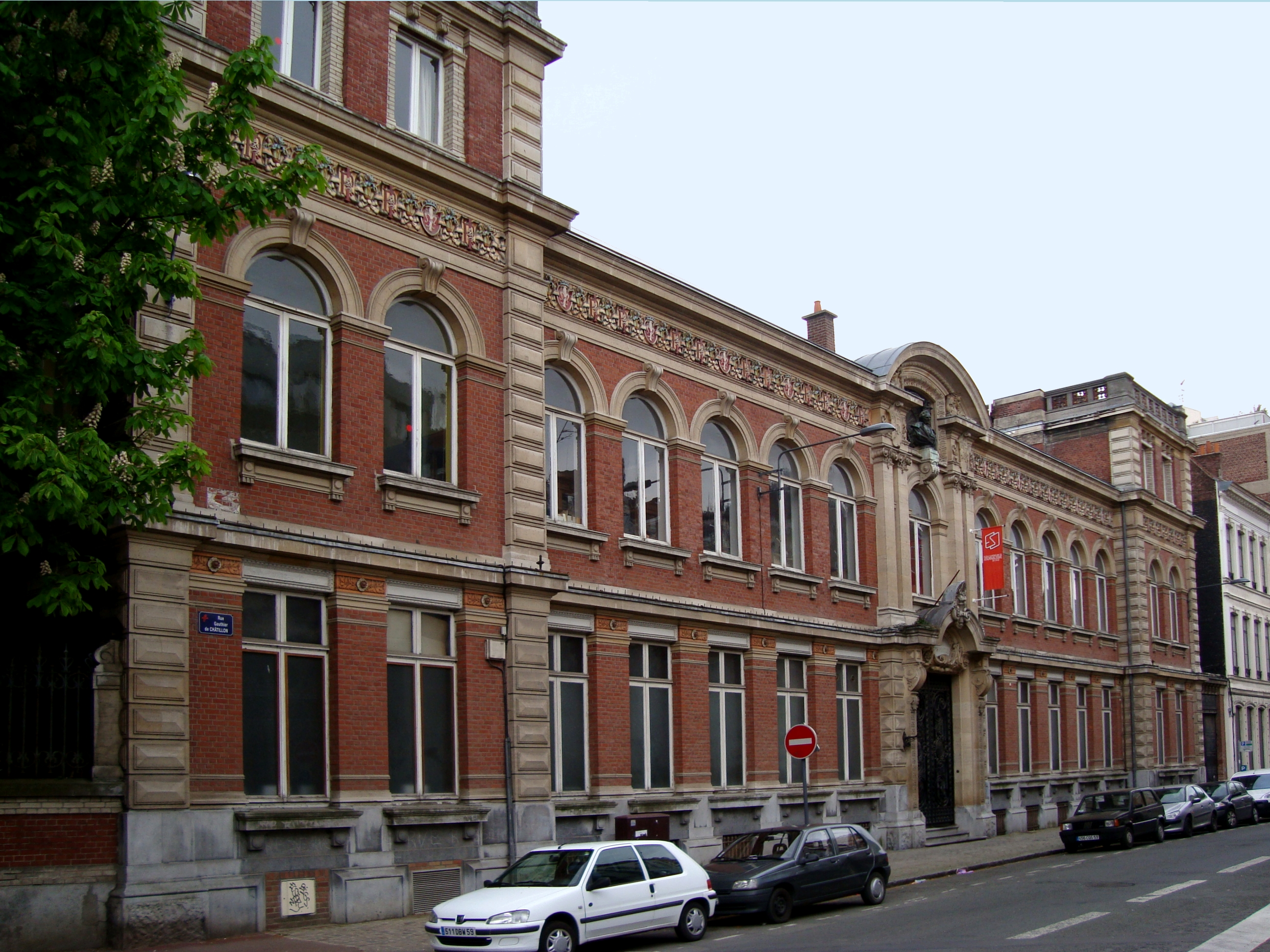
Institut de physique de Lille.
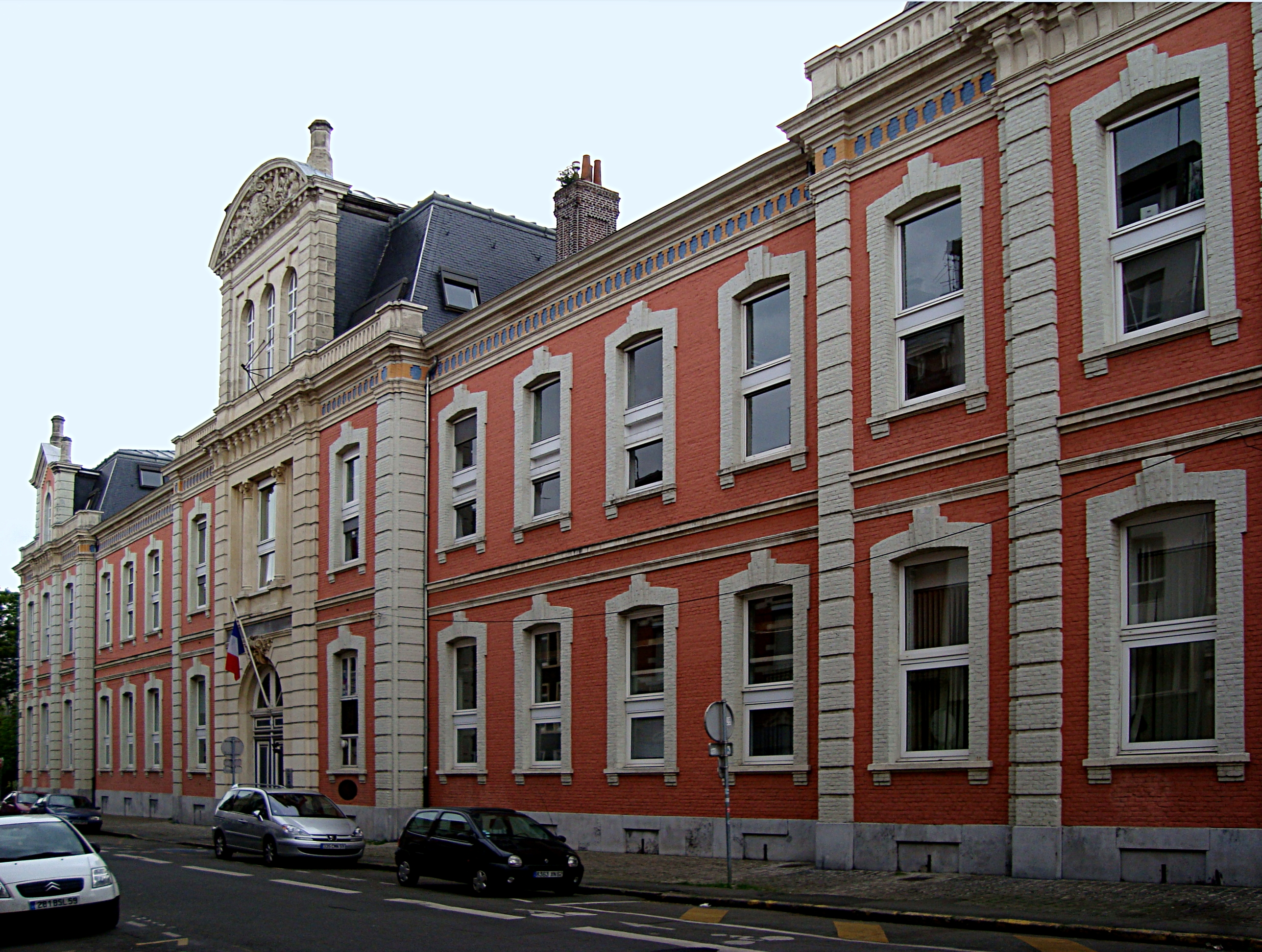
Institut industriel du Nord.
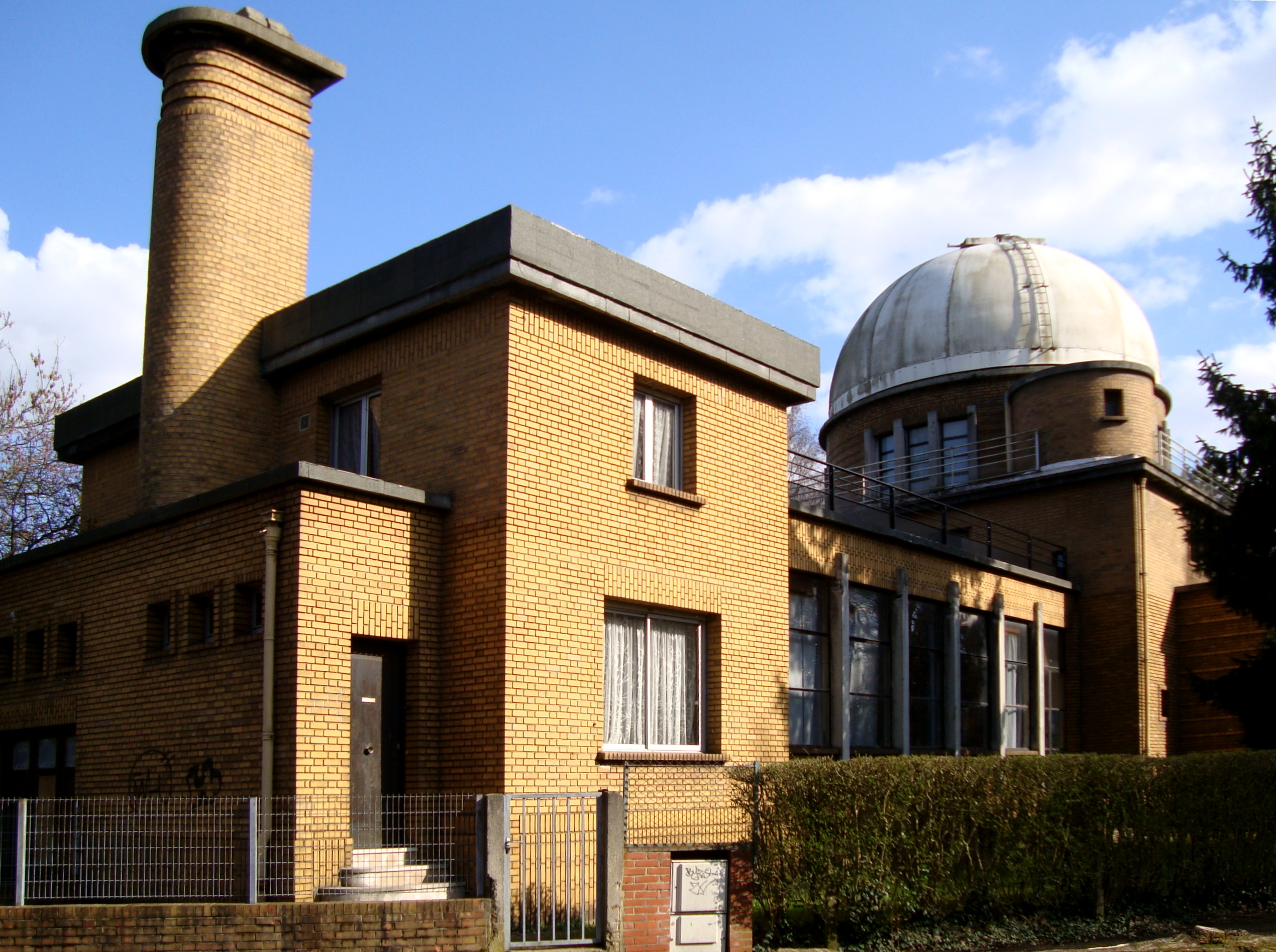
Observatoire de Lille.

### Faculté de médecine et pharmacie
L'école préparatoire de médecine et de pharmacie devient faculté et son développement est associé à l'organisation administrative de l'université de Lille jusqu'à 1970. La faculté mixte de médecine et de pharmacie s'implante rue Jean-Bart en 1874 et 1875. Elle déménage à la cité hospitalière (aujourd'hui le CHU), au sud de Lille, en 1951-1953.

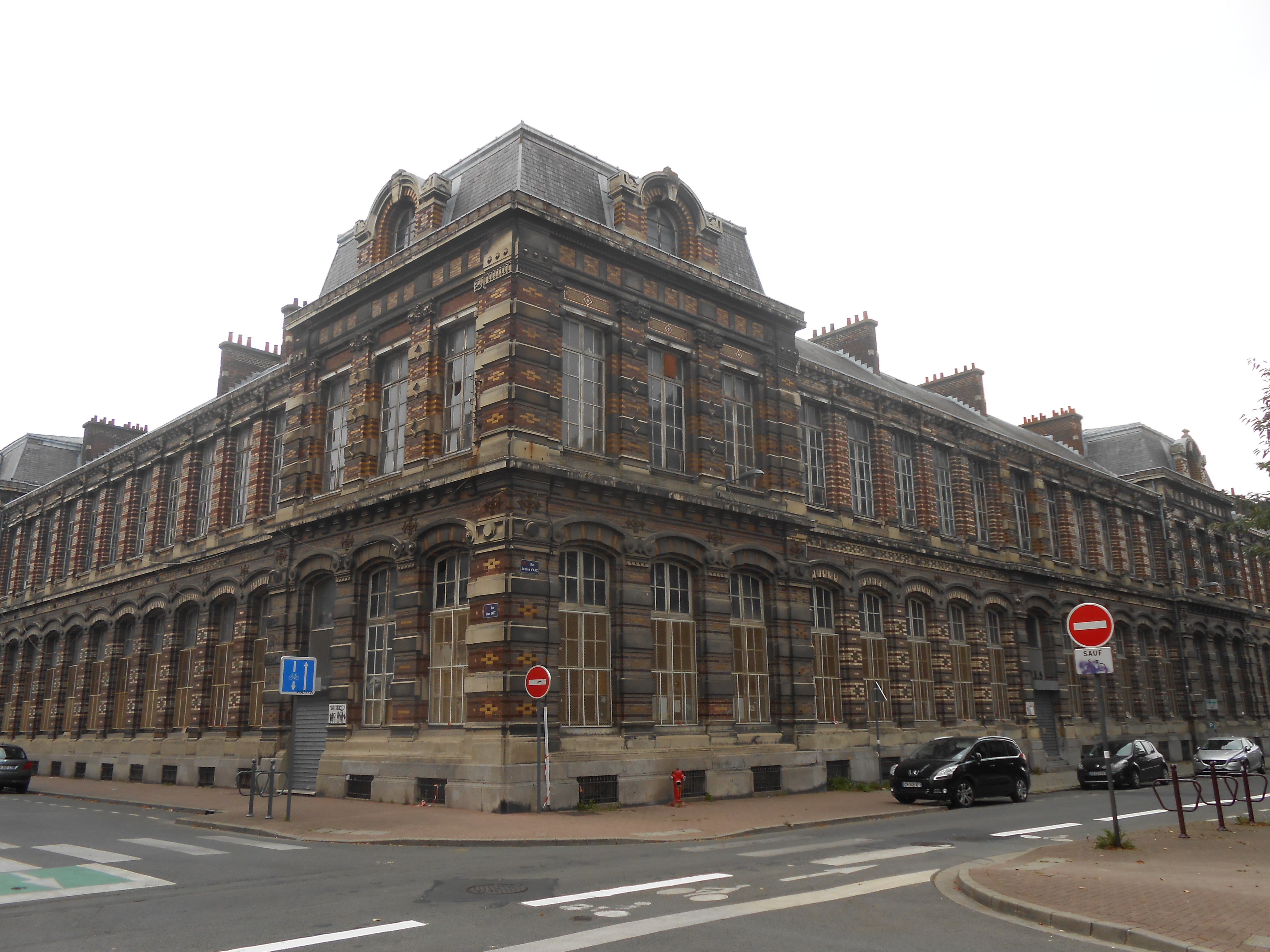
Université de Lille, facultés de la rue Jean-Bart et la rue Jeanne-d'Arc.
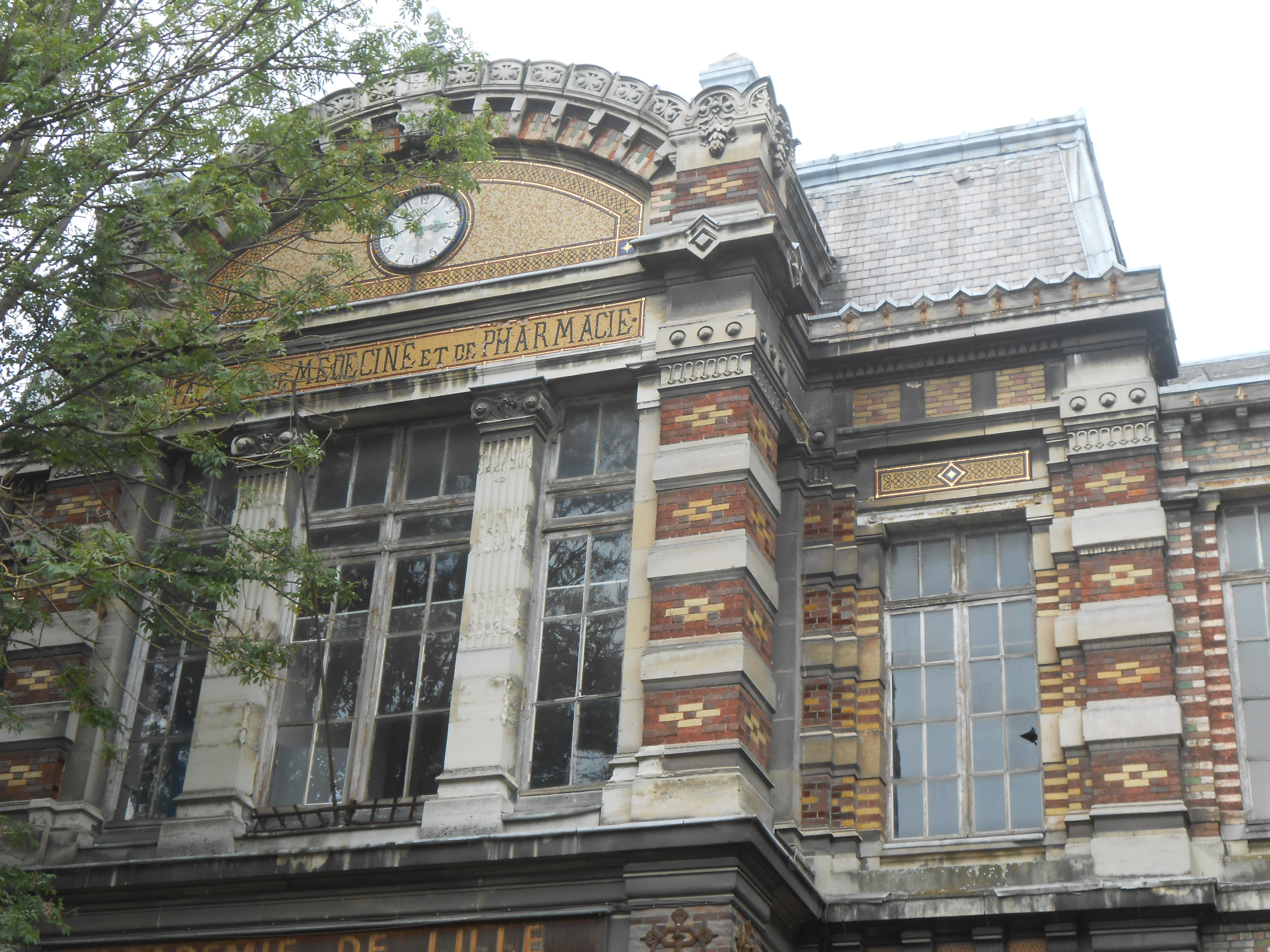
Fronton de la faculté de médecine et de pharmacie de Lille (1874).
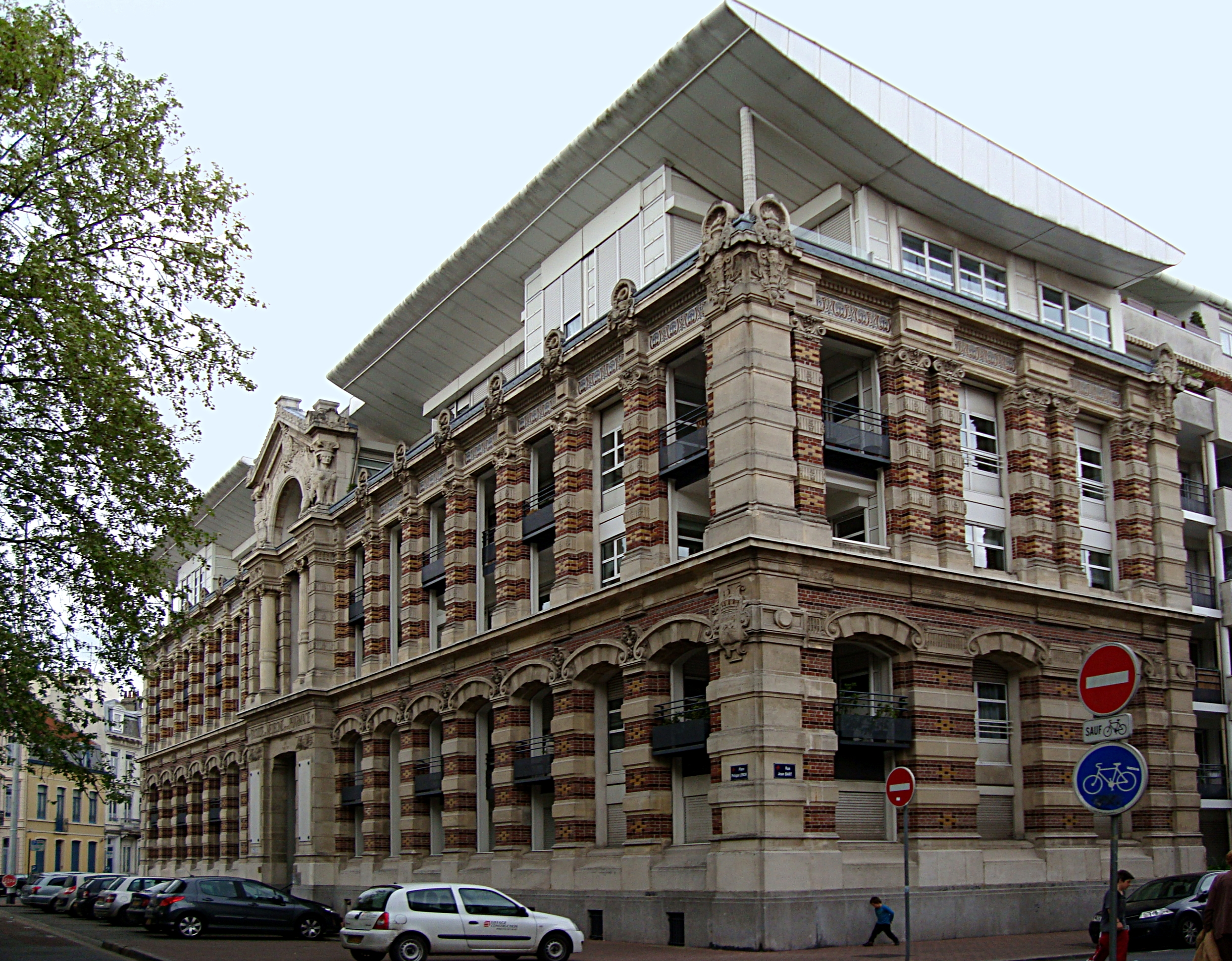
Faculté mixte de médecine et de pharmacie (1892-1953).
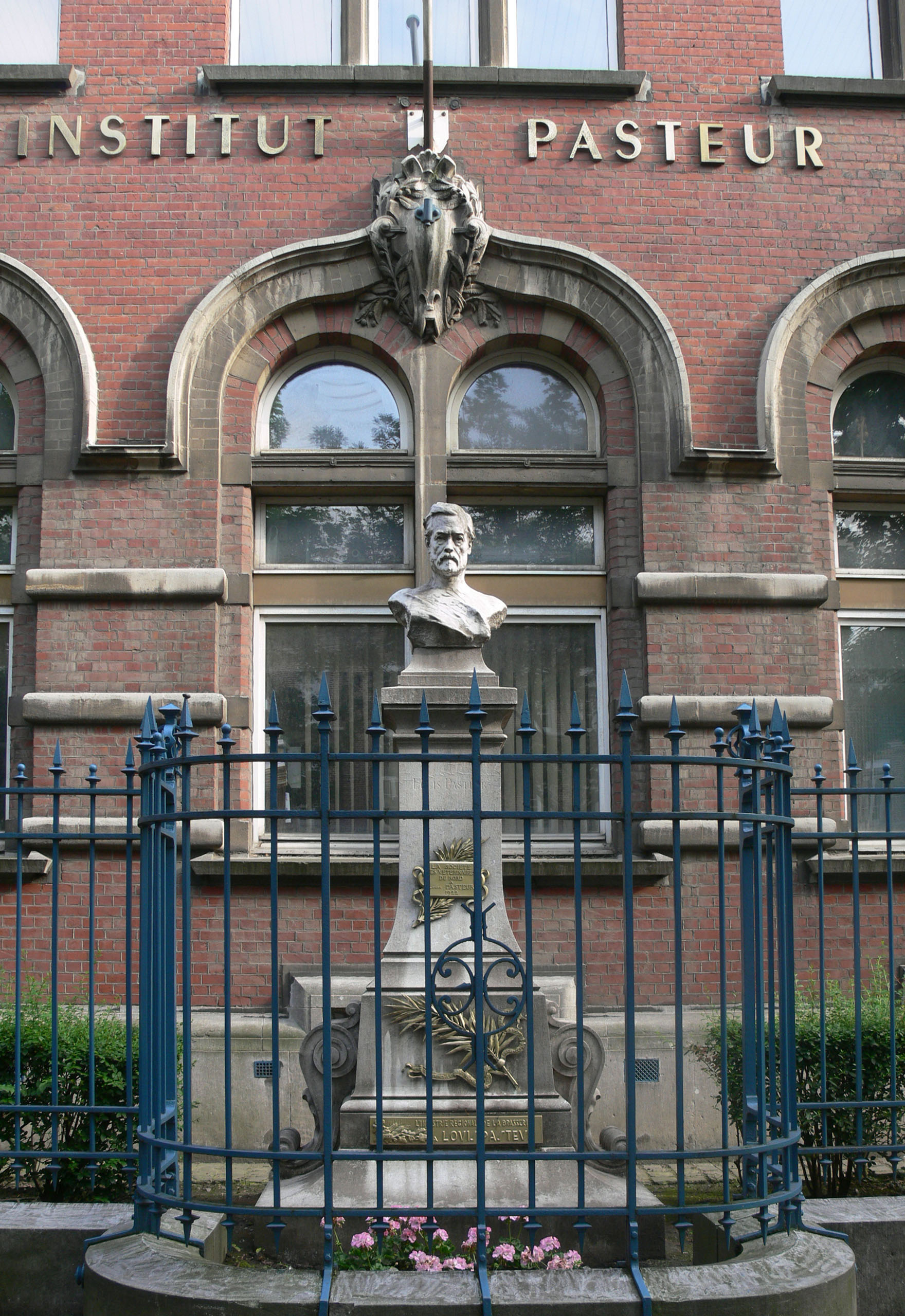
Institut Pasteur de Lille (1899).

### Faculté de droit
Il y a continuité entre la faculté de droit rétablie à Douai en 1865, transférée à Lille en 1887, et ses évolutions administratives jusqu'à 1970. Après le transfert de la Faculté de droit à Lille en 1887, elle obtient en 1895 des locaux rue Angelier, puis déménage en 1949 rue Paul-Duez. Les sciences économiques sont rattachées à la Faculté jusqu'en 1970. Un « institut de préparation aux affaires » y est créé en 1958.

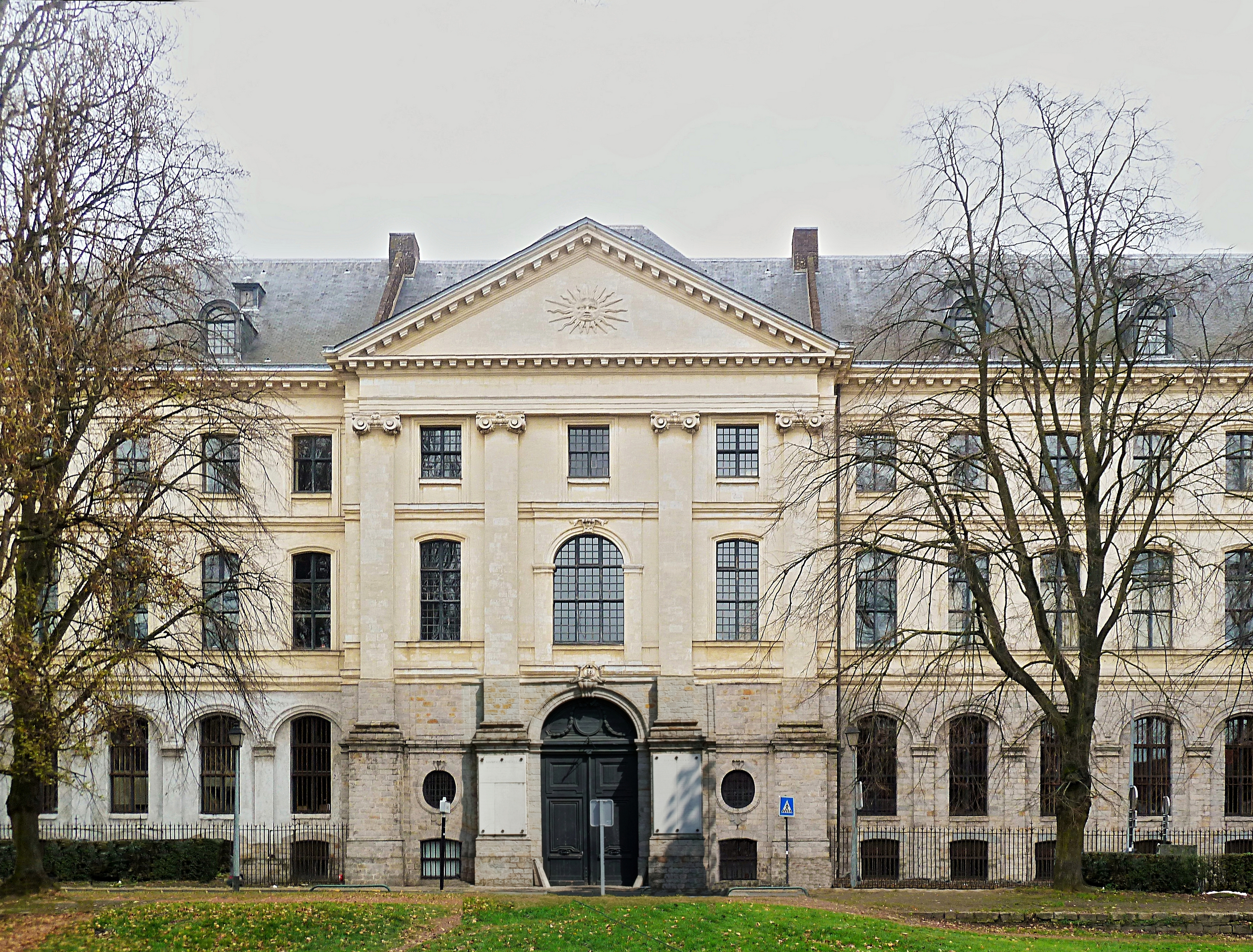
Institut d'administration des entreprises de Lille (IAE Lille).

### Faculté de lettres
Il y a continuité entre la faculté de lettres rétablie à Douai en 1854, transférée à Lille en 1887, et ses évolutions administratives jusqu'à 1970. La faculté de lettres de Lille intègre en 1895 des locaux dédiés situés à proximité de la rue Gauthier-de-Châtillon (actuelle rue Angellier) et de la rue Jean-Bart.

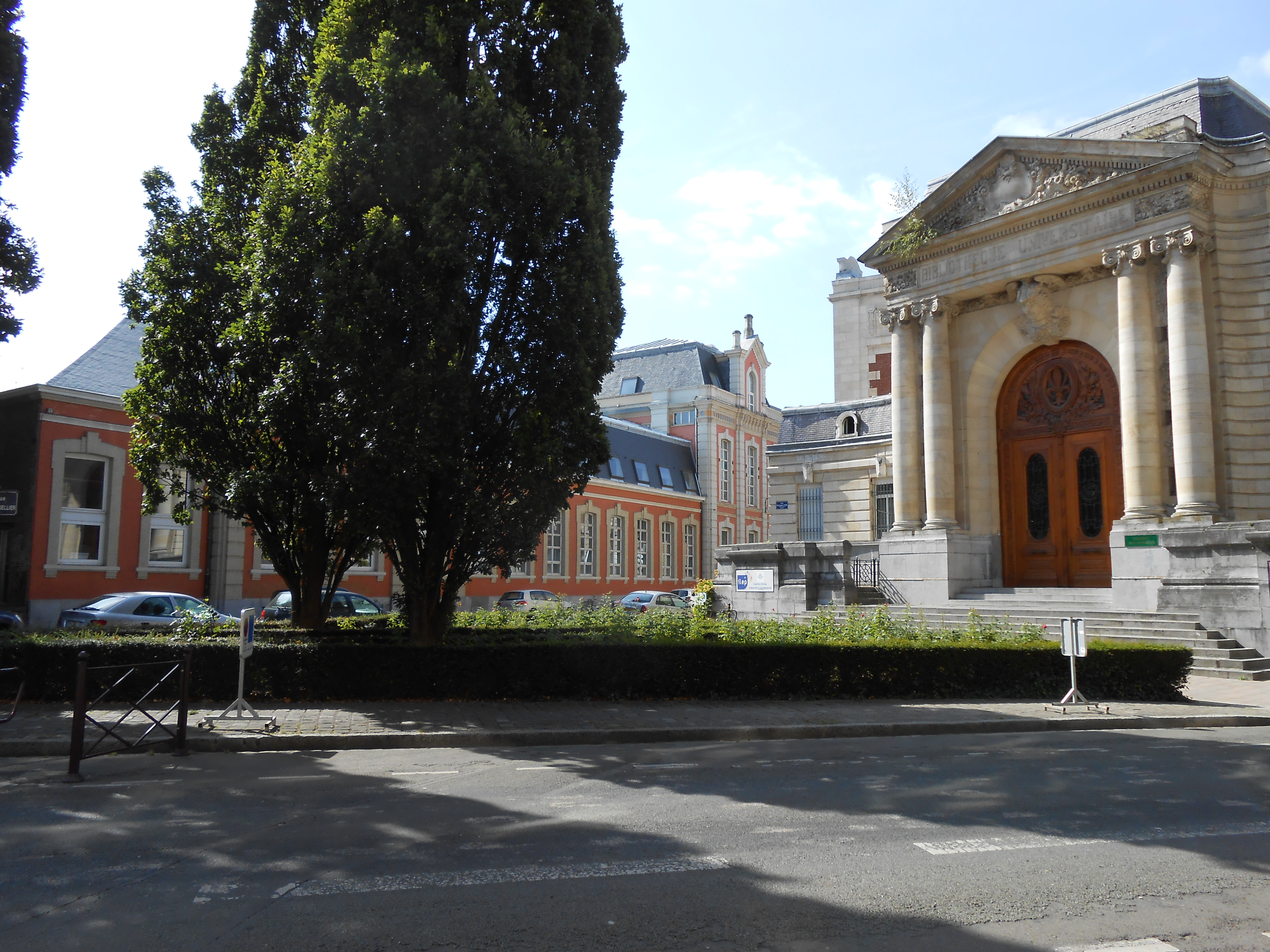
Bibliothèque universitaire devant l'Institut industriel du Nord.
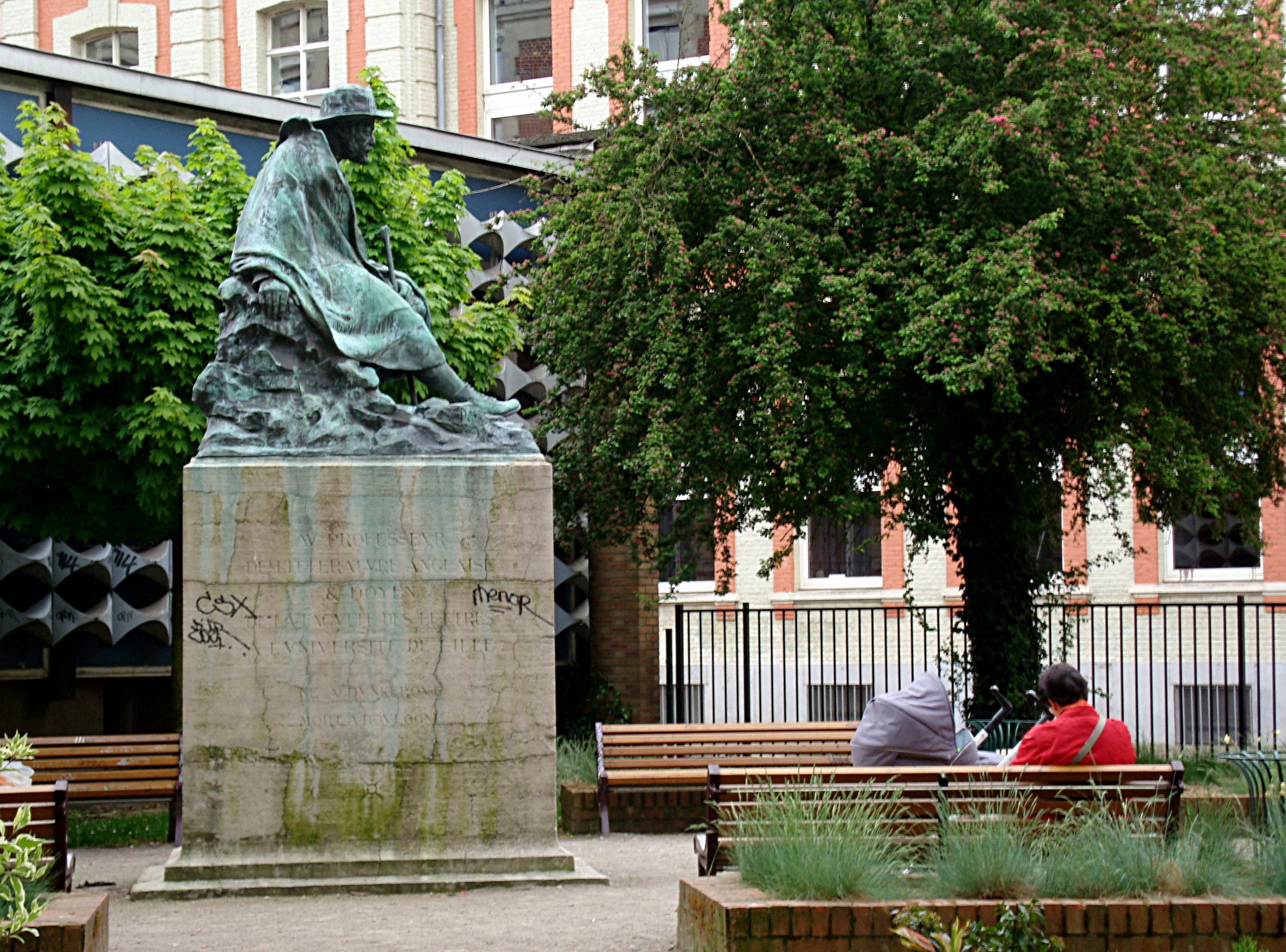
Statue d'Auguste Angellier, doyen de la faculté de lettres, vu de la rue Jeanne-d'Arc.
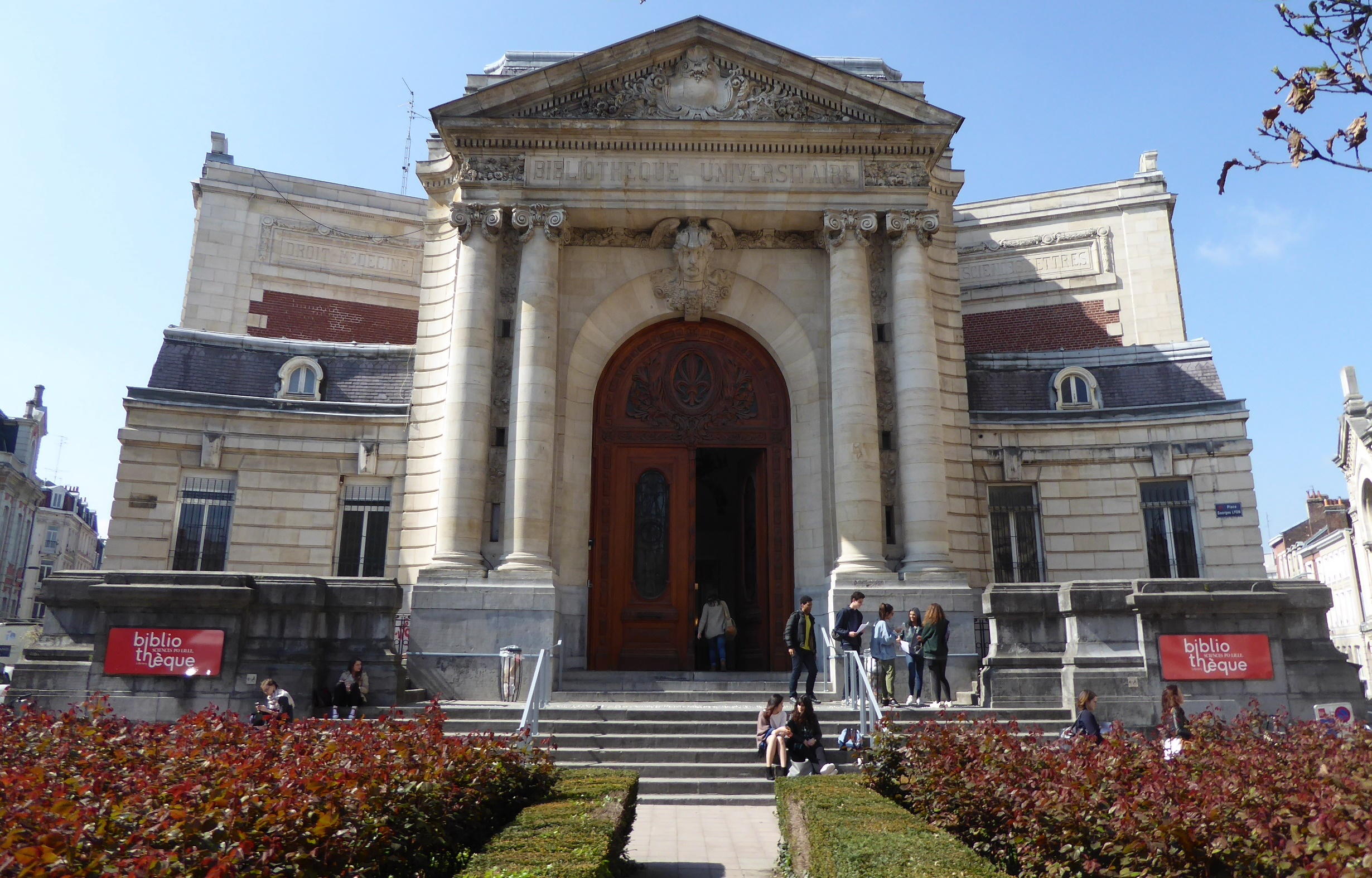
Bibliothèque universitaire.
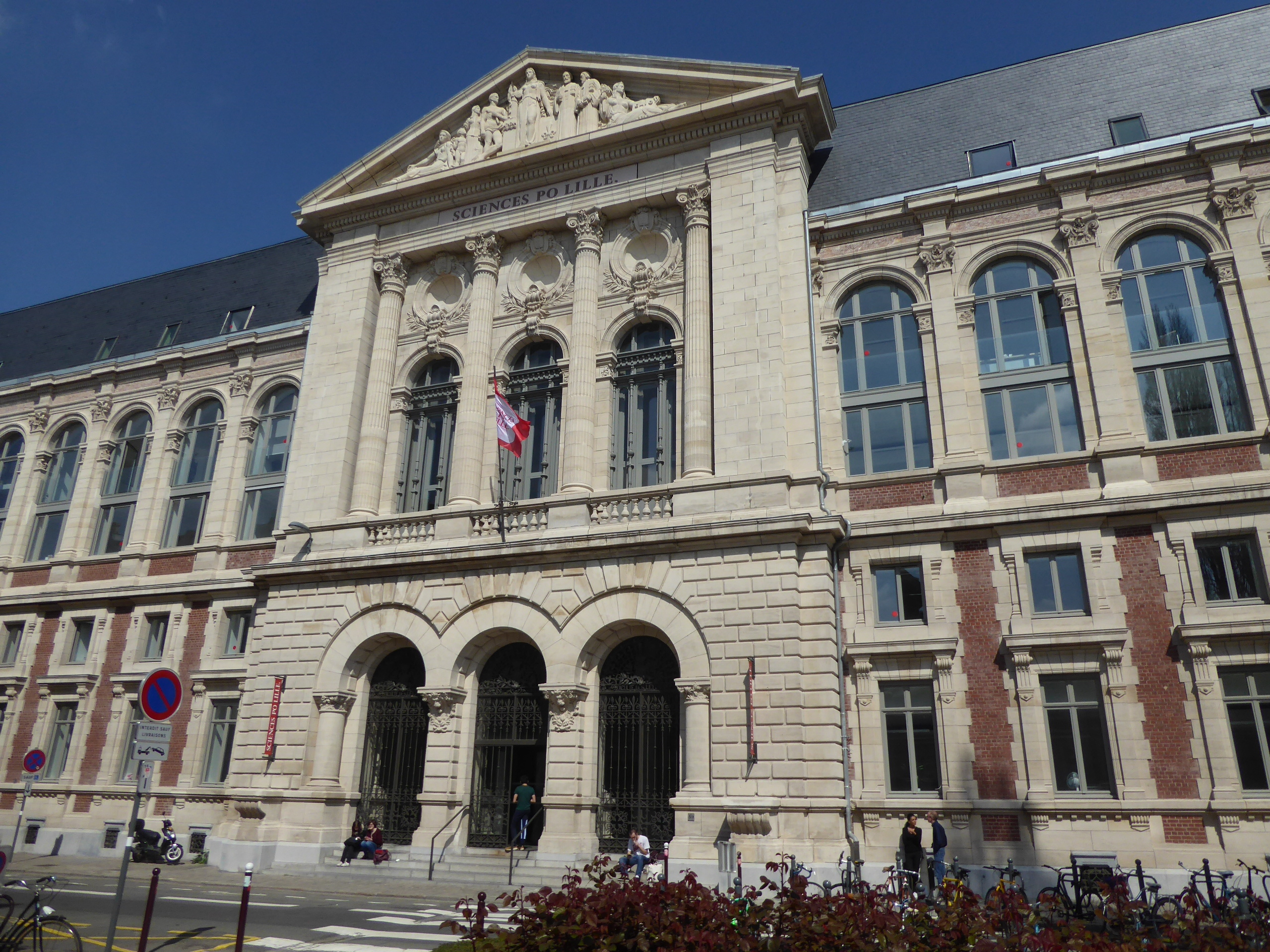
Faculté de lettres, rue Jean-Bart (Lille).

## Gouvernance
L'université de Lille est un établissement public à caractère scientifique culturel et professionnel (EPSCP). Elle est dirigée par un président, élu par les membres du conseil d’administration, et son équipe (19 vice-présidents, répartis par domaines listés ci-dessous). Les conseils centraux participent à l'administration de l'université et sont composés de représentants élus parmi les personnels, étudiants et personnalités extérieures. Ces conseils centraux sont constitués du conseil d'administration et du conseil académique, ce dernier étant lui même composé de la commission recherche ainsi que de la commission formation et vie universitaire. Chaque composante (faculté, UFR, école, institut) est également administrée en interne par un directeur ou doyen et son équipe, et possède conseils, commissions et services propres.

### Présidence de l'université
L'équipe présidentielle de l'université de Lille est composée d'un président et 19 vice-présidents.
- Président de l’université de Lille
- Premier vice-président chargé du pilotage
- Vice-président formation tout au long de la vie
- Vice-président formation continue et alternance
- Vice-président orientation et insertion professionnelle
- Vice-président relations territoriales
- Vice-président communication
- Vice-président relations internationales
- Vice-président affaires européennes
- Vice-président recherche
- Vice-président valorisation et innovation
- Vice-président recherche (sciences et technologies)
- Vice-président recherche (sciences humaines et sociales)
- Vice-président recherche (droit, économie et gestion)
- Vice-président recherche (santé)
- Vice-président vie universitaire
- Vice-président activités physiques et sportives
- Vice-président étudiant
- Vice-président ressources
- Vice-président transformation numérique

## Patrimoine et collections
Les collections botaniques constituées depuis l'époque de Jean-Baptiste Lestiboudois, les collections minéralogiques et paléontologiques rassemblées par Jules Gosselet, Charles Barrois et leurs successeurs ont formé au début du XXe siècle des musées : musée régional de zoologie appliquée, musée de géologie et de minéralogie, musée houiller. Les collections sont ensuite partiellement centralisées au muséum d'histoire naturelle de Lille.

## Déploiement numérique
L'Université de Lille est la première en France à délivrer des diplômes numériques, sécurisés via des technologies blockchain. À l'automne 2021, elle avait ainsi délivré plus 16.000 attestations de réussite avec cette méthode, via son son programme Dem-Attest-ULille.
« Le 28 mai 2021, dans son Communiqué de Presse, l’Université de Lille annonçait la mise en place d’une solution blockchain d’attestations numériques pour tous les diplômé·e·s de l’Université :
« À partir du mois de juillet, l’Université de Lille va déployer une attestation numérique de réussite pour l’ensemble de ses diplômé·e·s, grâce à la technologie blockchain. Finies les photocopies de diplômes papier envoyés par email aux recruteurs, aisément falsifiables, et dont la vérification et la production sont coûteuses.
Désormais, les étudiantes et étudiants de l’Université de Lille recevront très rapidement après l’obtention de leur diplôme un lien pour afficher une attestation numérique « à valeur probante».

## Vie étudiante

### De 1854 à 1896
Les soubresauts de la vie étudiante à Lille ne sont pas différents de ceux des autres universités françaises, à l'exception de la période entre 1875 et 1905 où l'opposition entre étudiants de l'université et étudiants de l'institut catholique de Lille est exacerbée. Après un long article d'Ernest Lavisse dans la Revue internationale de l'enseignement le 15 décembre 1886 qui justifie le transfert à Lille, et la signature le 12 mars 1887 de la convention entre le maire Géry Legrand et Louis Liard, directeur de l'enseignement supérieur pour le transfert des deux facultés et la construction de quatre instituts à Lille, et enfin le 23 octobre 1887 la publication au Journal officiel de la République française de deux décrets qui officialisent le transfert des deux facultés de Douai à Lille, des fêtes universitaires sont organisées à Lille les 6 et 7 novembre 1887, avec la venue du ministre Eugène Spuller. À nouveau, les 1er et 2 juin 1895 ont lieu de grandes fêtes universitaires de Lille avec le Ministre du Commerce et Louis Liard, directeur de l'enseignement supérieur.
« L'Union des étudiants et étudiantes de l'État, fondée en 1881, reconnue d'utilité publique le 17 février 1930, a son siège à la Maison des Étudiants au 49 rue de Valmy. ».

### De 1896 à 1968
Des manifestations étudiantes ont lieu entre le 15 et le 21 janvier 1898 après la publication le 13 janvier 1898 de l'article J'accuse…! par Émile Zola lors de l'affaire Dreyfus.
L'Union nationale des étudiants de France (UNEF) est constituée le 4 mai 1907 lors d'un rassemblement des Associations générale des étudiants (AGE) à Lille. Le Stade universitaire lillois est créé en 1913.
Pendant la Première Guerre mondiale, Lille est occupée par les Allemands entre le 13 octobre 1914 et 17 octobre 1918, l'université subit des pillages et réquisitions ; l'explosion du dépôt de munition des dix-huit ponts en 1916 détruit des laboratoires ; le nombre d'étudiants et de professeur est au plus bas. « Dans cette lutte permanente pour la survie afin d’affirmer « l’existence et l’action morale de l’Université », le recteur Georges Lyon, président du Conseil de l’Université joue un rôle capital et mobilise les énergies encore présentes à Lille ».
Dans le domaine sportif, « en 1921, l'union des étudiants de l'Université de Lille crée son association sportive : le Lille Université Club, qui succède au Stade universitaire lillois fondé huit ans plus tôt ».
Pendant la Seconde Guerre mondiale, Lille est occupée par les Allemands et se trouve dans la zone interdite. « Le maire de Lille doit écrire aux doyens le 18 octobre 1940 pour leur signaler qu’il a reçu des observations très sévères des autorités allemandes au sujet d’inscriptions offensantes dessinées sur les murs des facultés. De nombreux étudiants participent à cette longue « bataille de l’écrit » qui fait se multiplier les inscriptions à la craie sur les murs ou l’apposition d’affichettes anti-allemandes et antivichyssoises. Ils sont aussi souvent fortement présents dans les cérémonies patriotiques clandestines ou déguisées qui font célébrer la fête de Jeanne d’Arc, le 1er mai ou le 11 novembre. Quelques-uns rejoignent les groupes de résistance active qui sont nombreux et précoces dans la région. Les enseignants Vladimir Jankélévitch, Edouard Perroy et le professeur Gaillard jouent quant à eux un rôle important dans la résistance. La libération de Lille, le 3 septembre, après les combats du début septembre 1944, marque alors une réelle délivrance ».
Lors de la guerre d'Algérie, « la manifestation du 27 octobre 1960 marque un tournant. Le meeting salle Roger Salengro rassemble plus de 3000 personnes, surtout des étudiants des diverses facultés, pour réclamer une solution négociée. Si la faculté ne réagit pas collectivement face au 13 mai 1958 et au retour de Charles de Gaulle, elle se mobilise par contre face au putsch des généraux en avril 1961. (...) Face au développement des attentats de l’O.A.S, les universitaires poursuivent ensuite leur mobilisation dans plusieurs grèves et manifestations (16 novembre, 6 décembre 1961). Dès lors, le monde universitaire lillois est identifié à un pôle fort dans le combat contre la poursuite de la Guerre. Le lundi 15 janvier 1962, un attentat par explosifs vise la Maison des étudiants, rue de Valmy et cause d’importants dommages. Le même jour, un grand meeting de protestation est organisé où l’on dénonce ces actes qui sont « un défi au bon sens ». Le 6 février 1962, une nouvelle manifestation est ensuite organisée à Lille ».
L'accroissement des effectifs étudiants sature les capacités de l'université, tandis que les premiers transferts vers des campus modernes sont initiés en 1966. Les facultés sont occupées en Mai 68.

### Évolution démographique
L'évolution démographique de la population étudiante inscrite dans les facultés publiques de Lille puis à l'université de Lille comprend plusieurs phases, qui ne sont pas corrélées avec les paliers d'accroissement de la population de Lille.
- Entre 1854 et 1875, l'effectif comprend les seuls étudiants de la faculté des sciences de Lille (école préparatoire de médecine et pharmacie, facultés de Douai non comprises dans le décompte).
- Entre 1875 et 1887, l'effectif étudiant est le cumul de celui de la faculté des sciences et de la faculté mixte de médecine et de pharmacie de Lille (facultés de Douai non comprises dans le décompte)
- Entre 1887 et 1968, l'université de Lille couvre l'ensemble des champs disciplinaires de ses 4 facultés (effectif en formation continue non compris).
- Entre 1970 et 2017, elle est divisée en 3 universités indépendantes.
- En 2018, les 3 universités fusionnent, l'université compte alors 68 000 étudiants ce qui en fait la plus grande de France. Elle couvre tous les grands domaines d'enseignement.
- En 2020, à la suite de l'absorption de la COMUE et l'INSPÉ, les effectifs augmentent.

| 1854 | 1886-87 | 1887-88 | 1911  | 1912-13 | 1913-14 | 1945-46 | 1947  |
| ---- | ------- | ------- | ----- | ------- | ------- | ------- | ----- |
| 10   | 1 134   | 784     | 1 801 | 1 700   | 1 402   | 5 326   | 5 000 |

| 1967-68 | 1968   | 1970-2017 | 2018   | 2020   | 2022   | - | - |
| ------- | ------ | --------- | ------ | ------ | ------ | - | - |
| 23 927  | 29 478 | -----     | 68 000 | 72 200 | 80 000 | - | - |

## Personnalités liées à l'université
Plusieurs anciens enseignants-chercheurs ou docteurs de l'université de Lille ont obtenu la médaille d'or du CNRS, la plus haute distinction scientifique française : Émile Borel (1954), Raoul Blanchard (1960), Paul Pascal (1966), Georges Chaudron (1969), Henri Cartan (1976), Jacques Le Goff (1991), Pierre Bourdieu (1993).
René Cassin a obtenu le prix Nobel de la paix en 1968.
Faustin-Archange Touadéra, titulaire de deux doctorats en mathématiques des Universités de Lille et Yaoundé, fut recteur de l'Université de Bangui de 2005 à 2008, puis Premier ministre de 2008 à 2013, avant d'être élu Président de la Centrafrique en février 2016.

### Professeurs

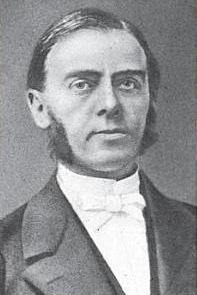
Claude-Auguste Lamy (1820-1878), physicien et chimiste.
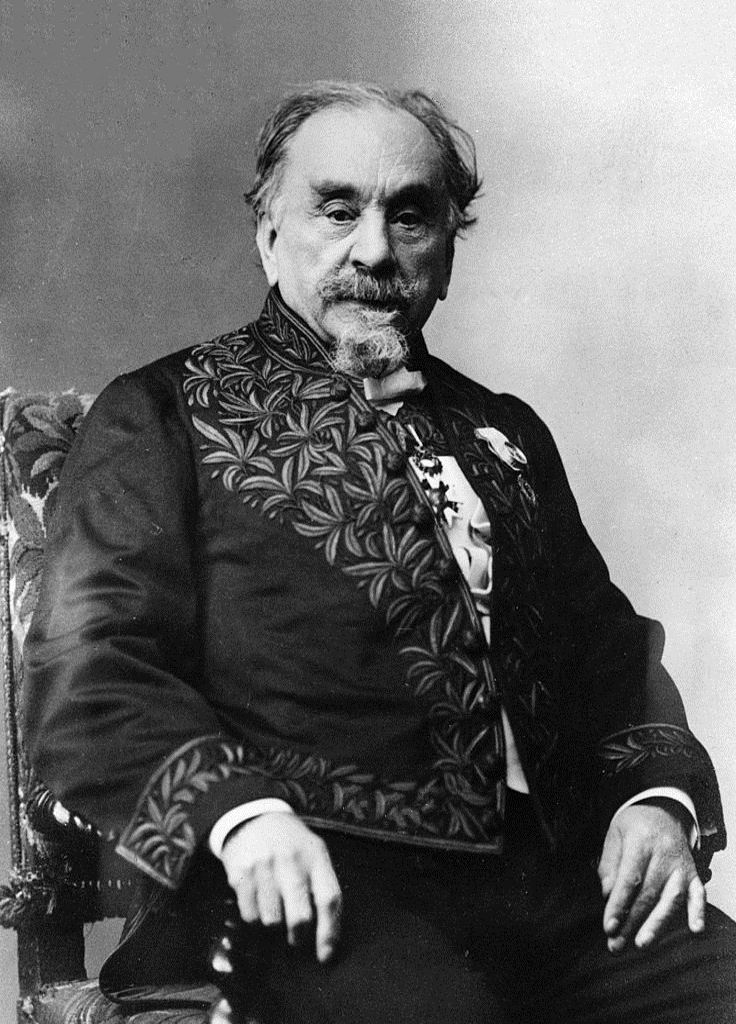
Henri de Lacaze-Duthiers (1821-1901), zoologiste.
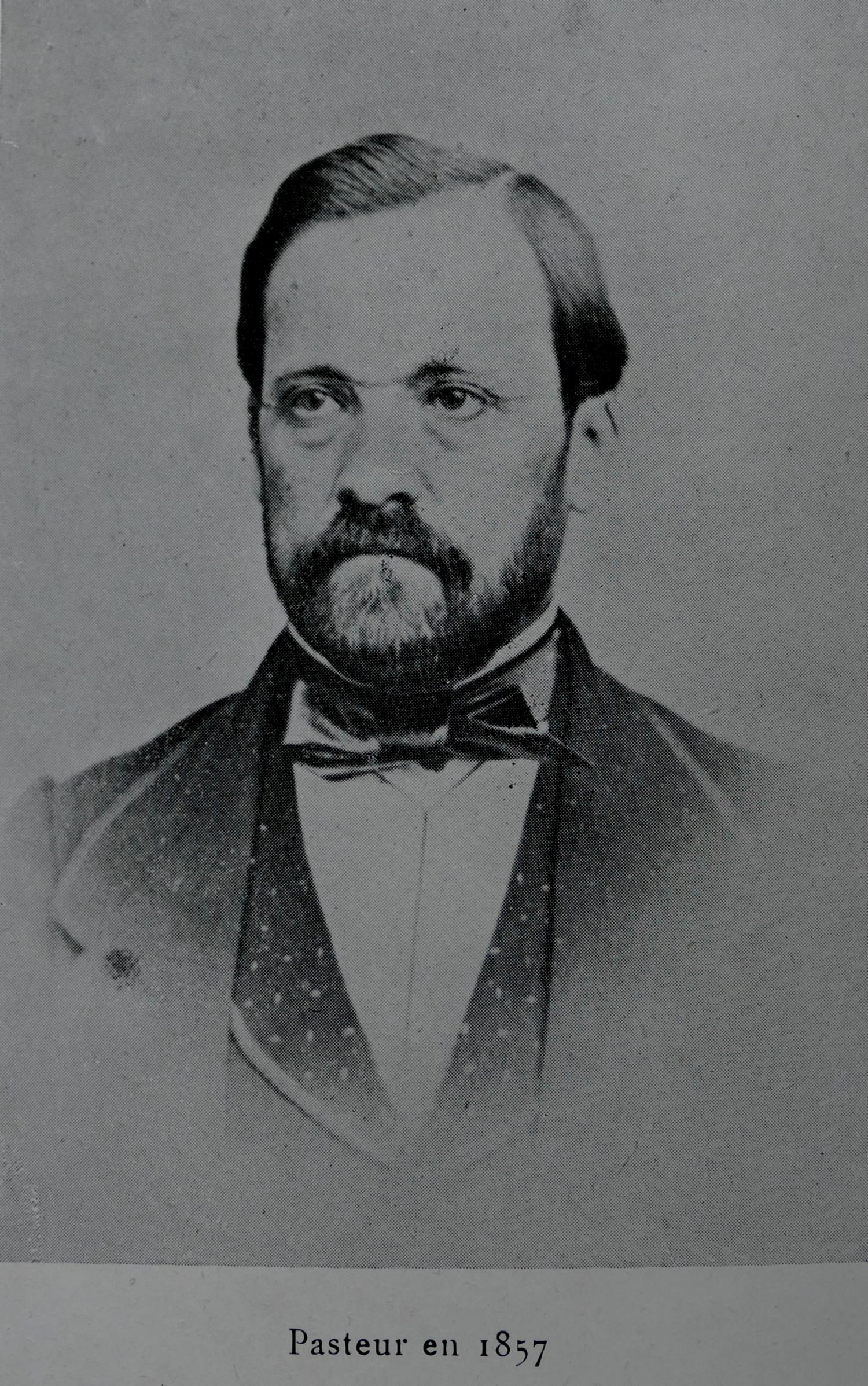
Louis Pasteur (1822-1895), chimiste bactériologiste.
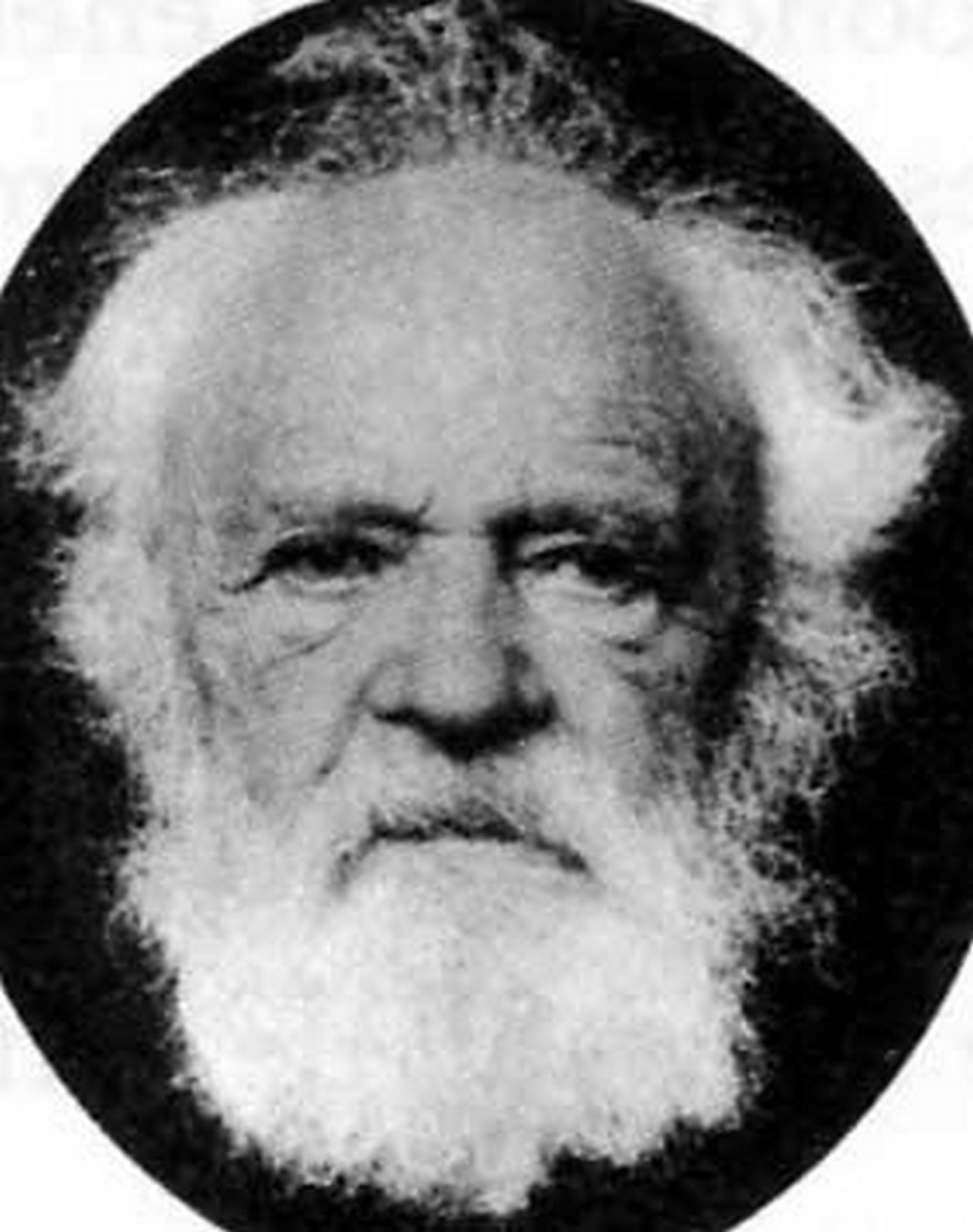
Jules Gosselet (1832-1916), géologue.
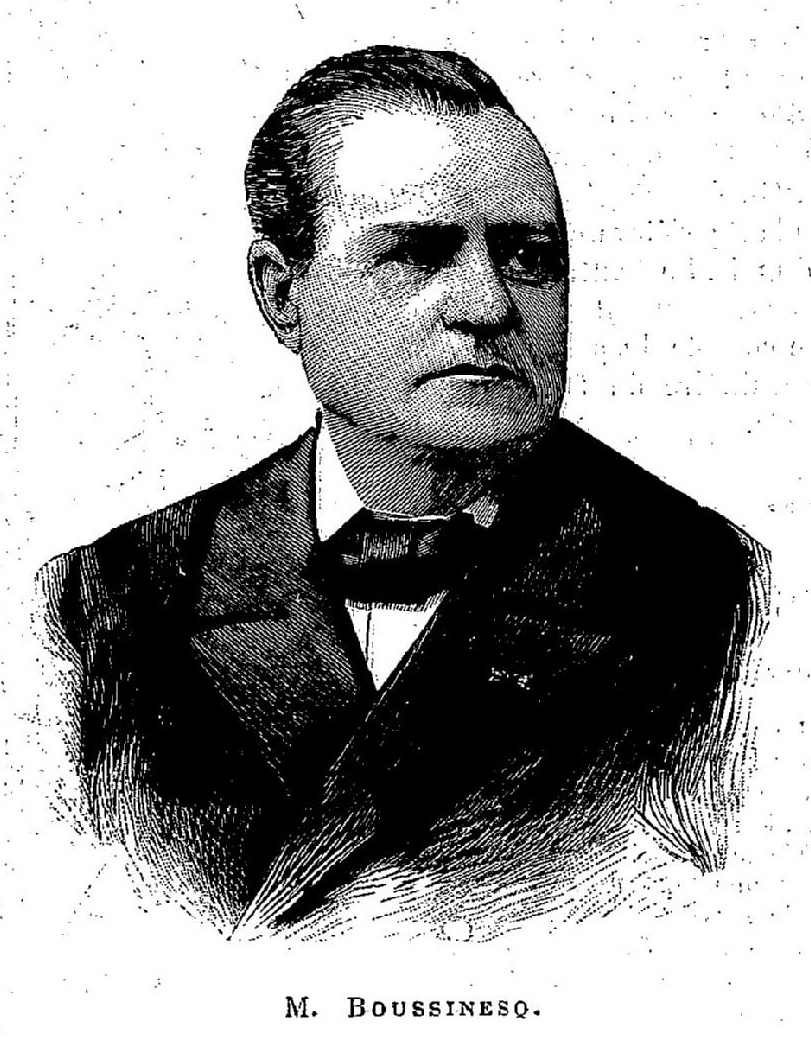
Joseph Boussinesq (1842-1929), mathématicien, hydraulicien.
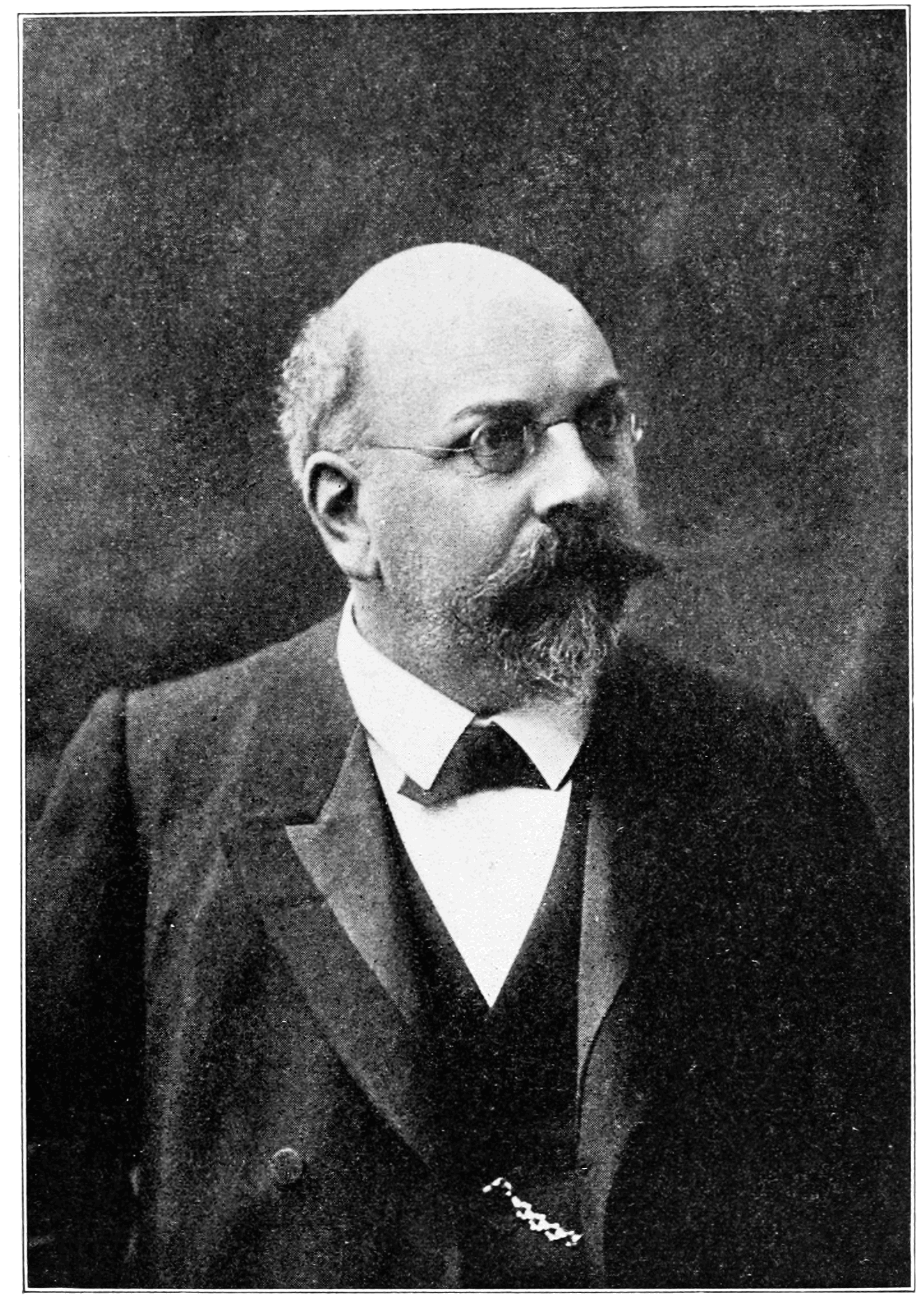
Alfred Giard (1846-1908), zoologiste.
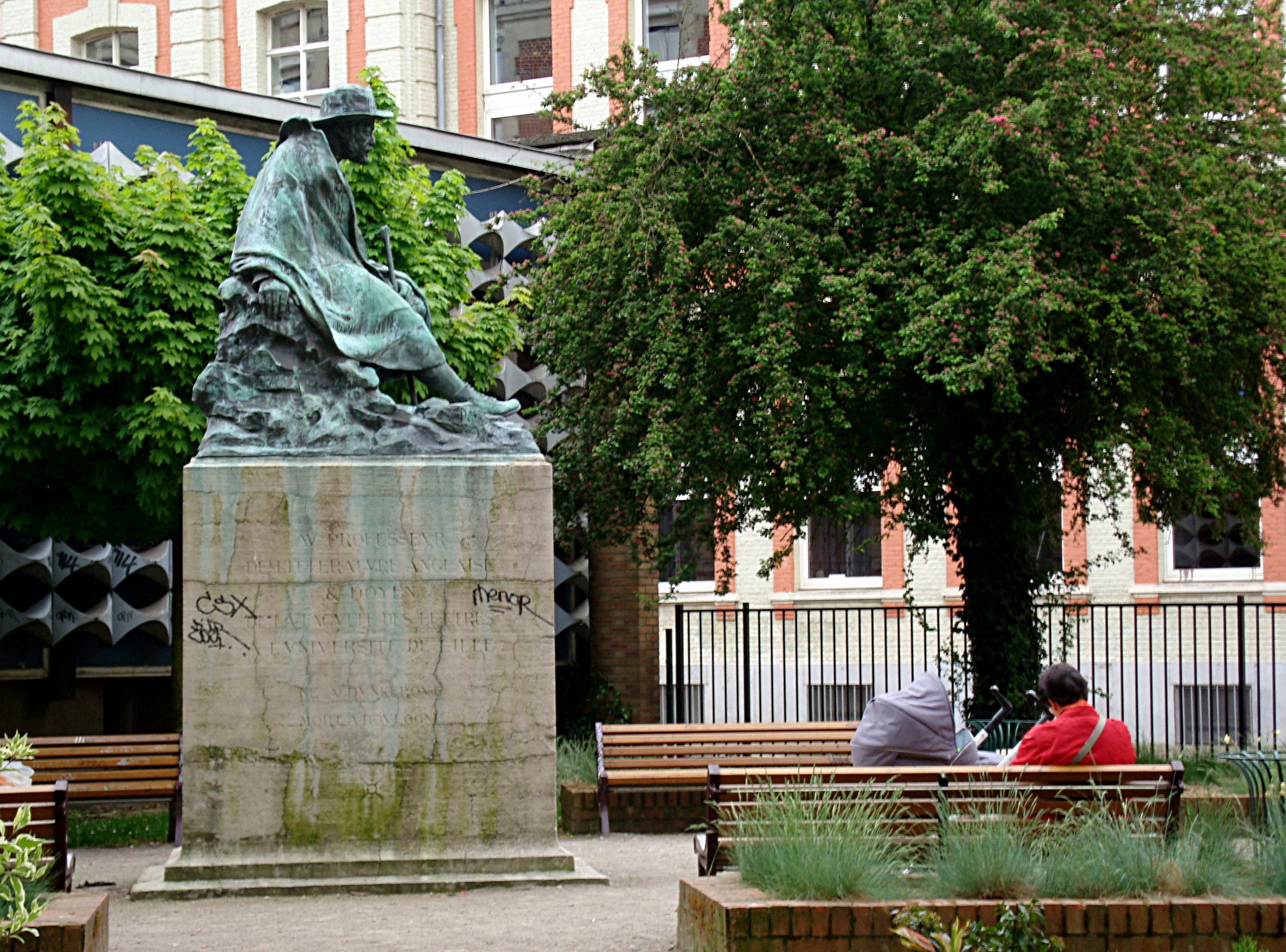
Auguste Angellier (1848-1911), angliciste et poète linguiste.
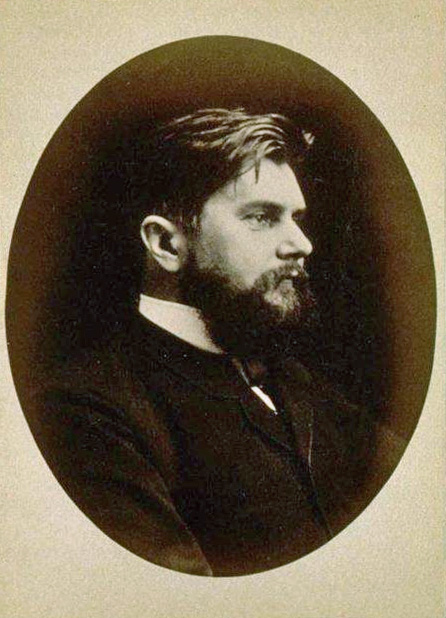
Victor Henry (1850-1907), linguiste.
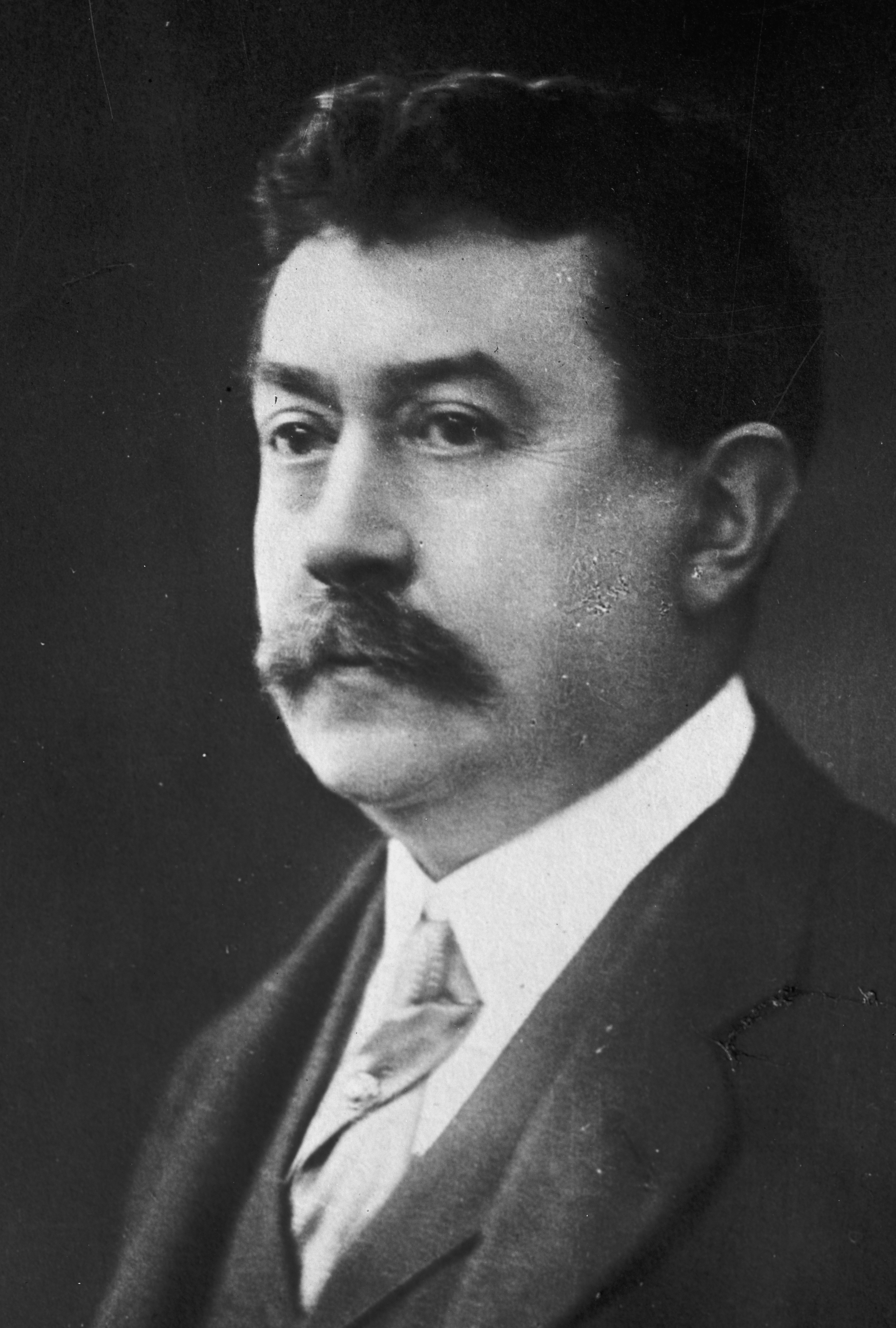
Paul Painlevé (1863-1933), mathématicien.
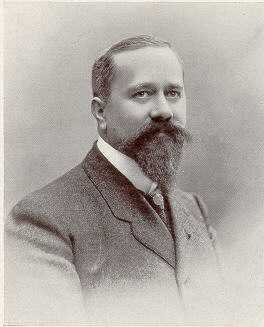
Albert Calmette (1863-1933), biologiste
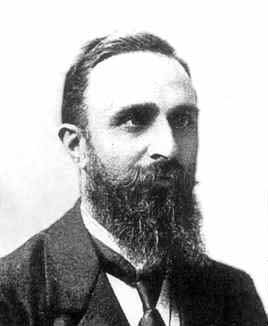
Henri Padé (1863-1953), mathématicien.
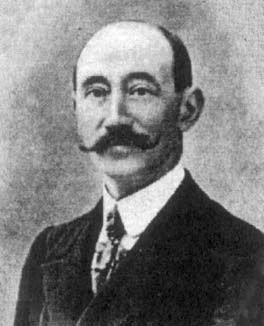
Ernest Vessiot (1865-1952), mathématicien
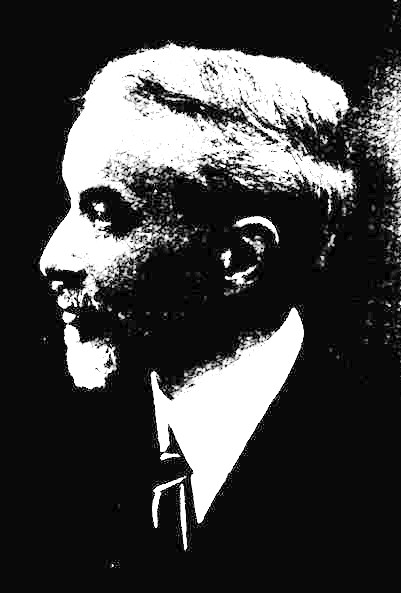
Charles Petit-Dutaillis (1868–1947), historien médiéviste.
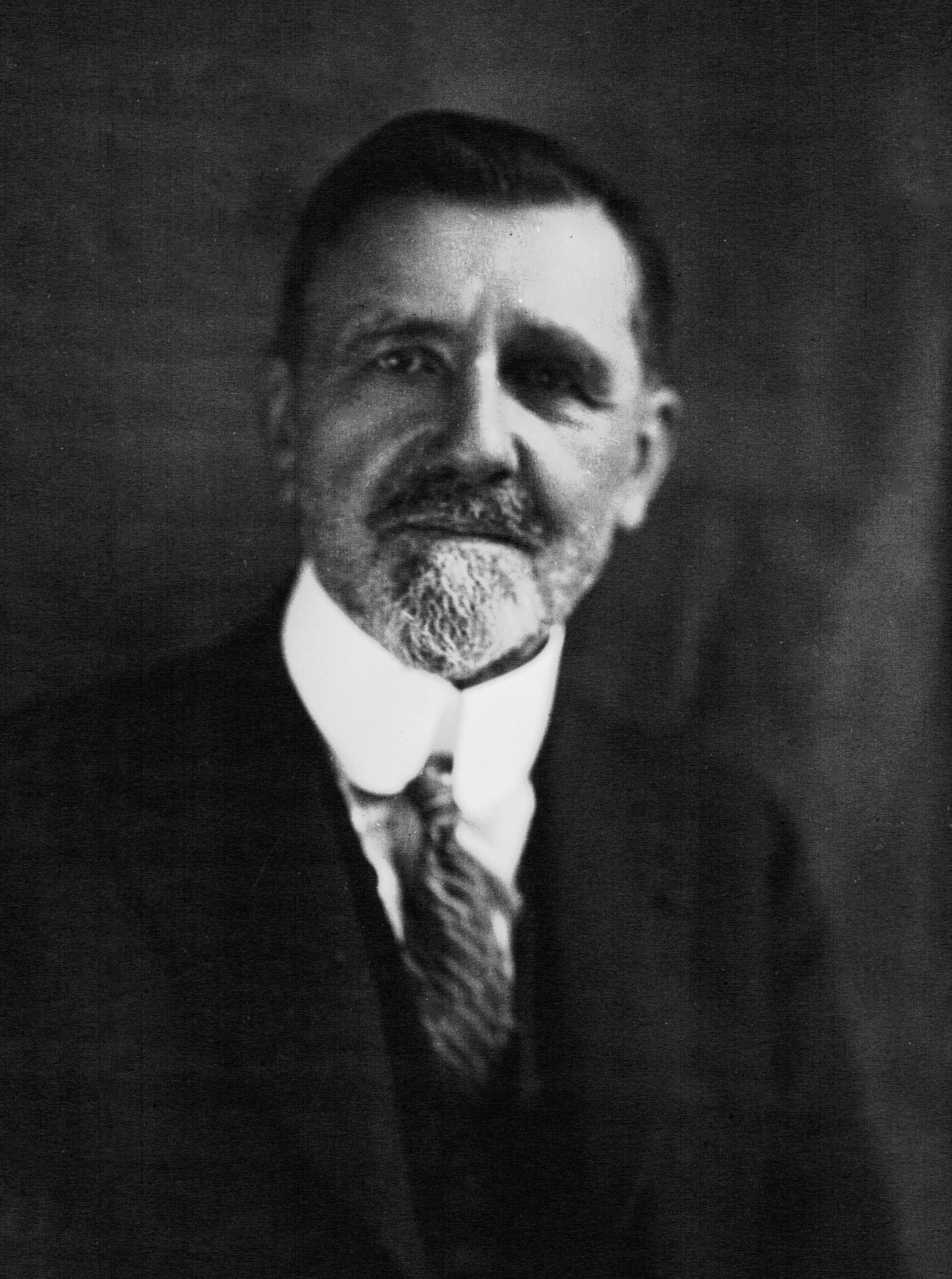
Émile Borel (1871-1956), mathématicien, homme politique.
Antoine Vacher (1873-1920), géographe hydrologue.
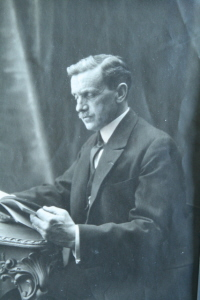
Henri Béghin (1876-1969), physicien.
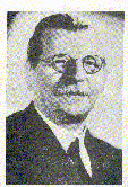
Albert Châtelet (1883-1960), mathématicien, homme politique.
Étienne Gilson (1884-1978), historien.
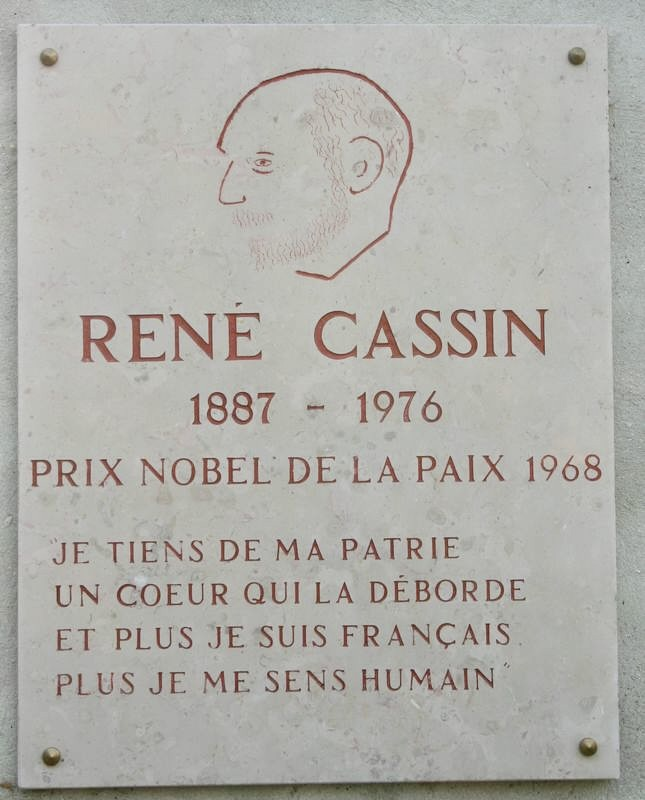
René Cassin (1887-1976), juriste (prix Nobel).
Paul Duez (1888-1947), juriste.
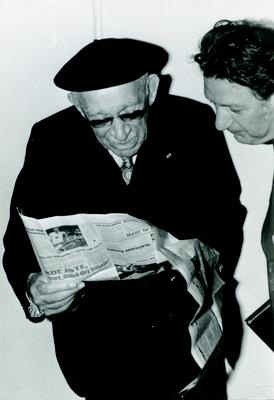
Joseph Kampé de Fériet (1893-1982), professeur de mécanique des fluides.
Vladimir Jankélévitch (1903-1985), philosophe.
Claude Huriez (1907-1984), dermatologue.
Jacqueline de Romilly (1913-2010), helléniste.
Marie-Hélène Schwartz (1913-2013), mathématicienne.
Albert Maige (1872-1943), botaniste.
Maurice Hocquette (1902-1984), botaniste.
Jean-Marie Géhu (1930-2014), botaniste.
Marie-Louise Delwaulle (1906-1962), chimiste.
Yvette Barbaza (1914-2009), géographe.
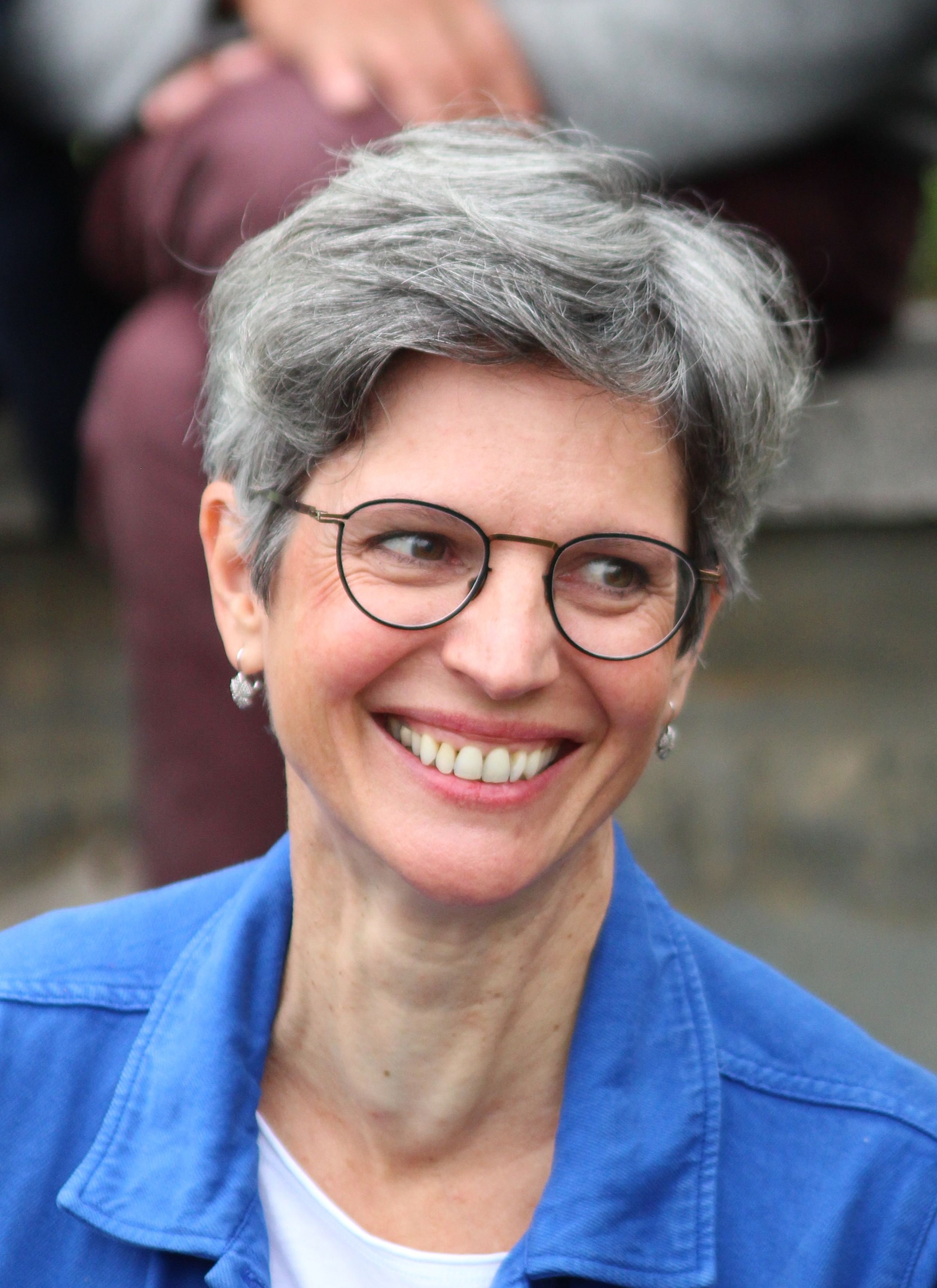
Sandrine Rousseau (1972-), économiste, militante féministe et députée.

### Étudiants

Paul Hallez (1846-1938), zoologue.
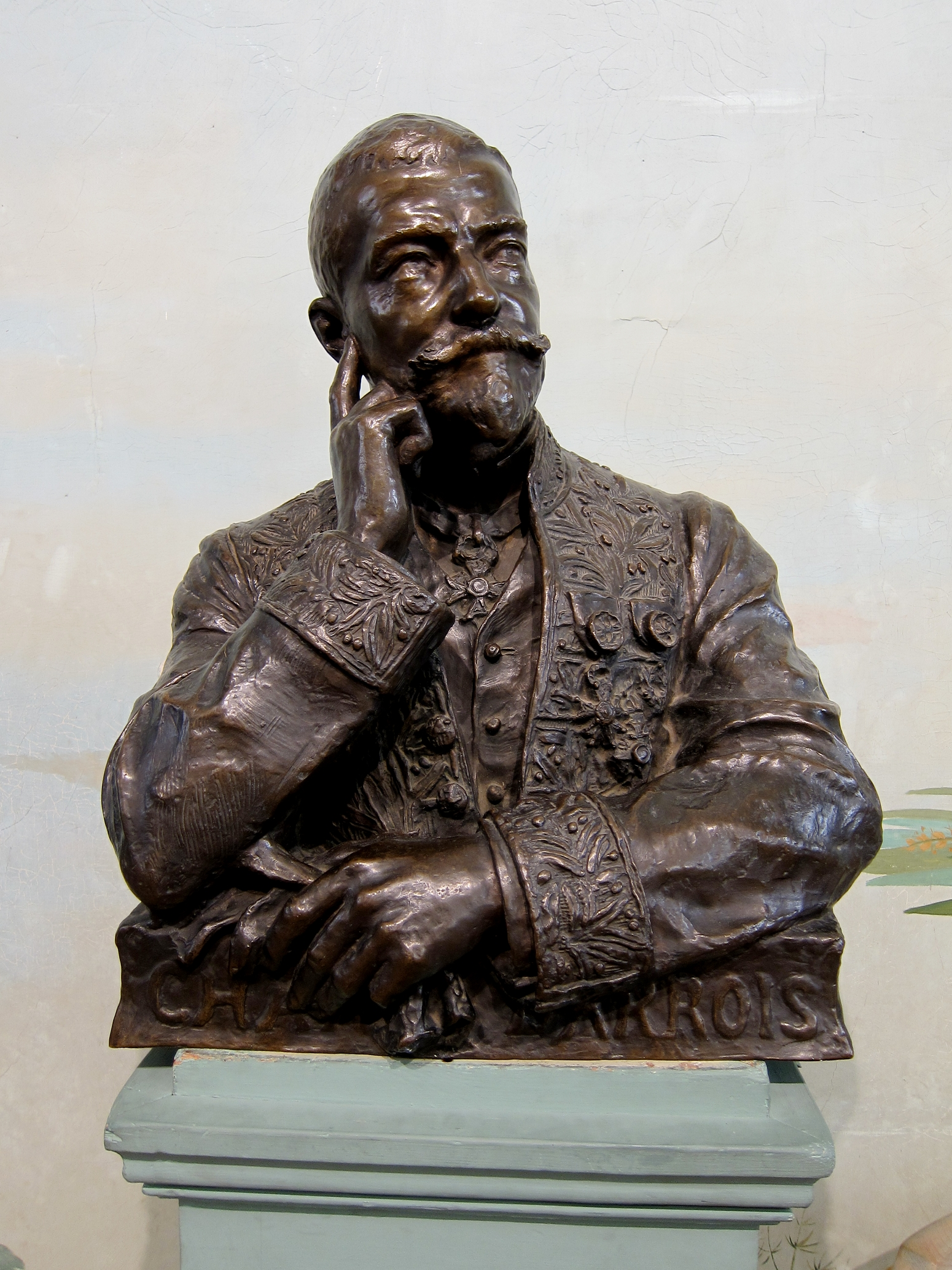
Charles Barrois (1851-1939), géologue.
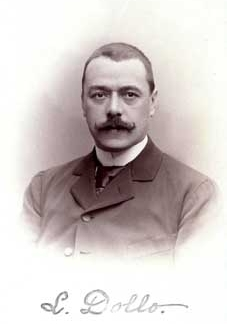
Louis Dollo (1857-1931), paléontologue.
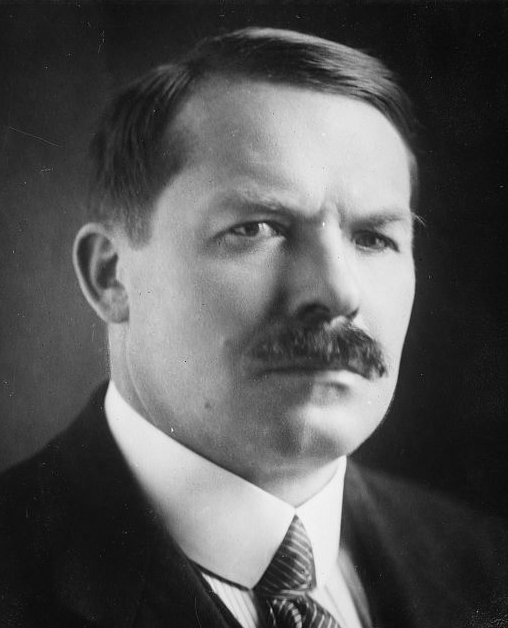
Daniel Vincent (1874-1960), homme politique.
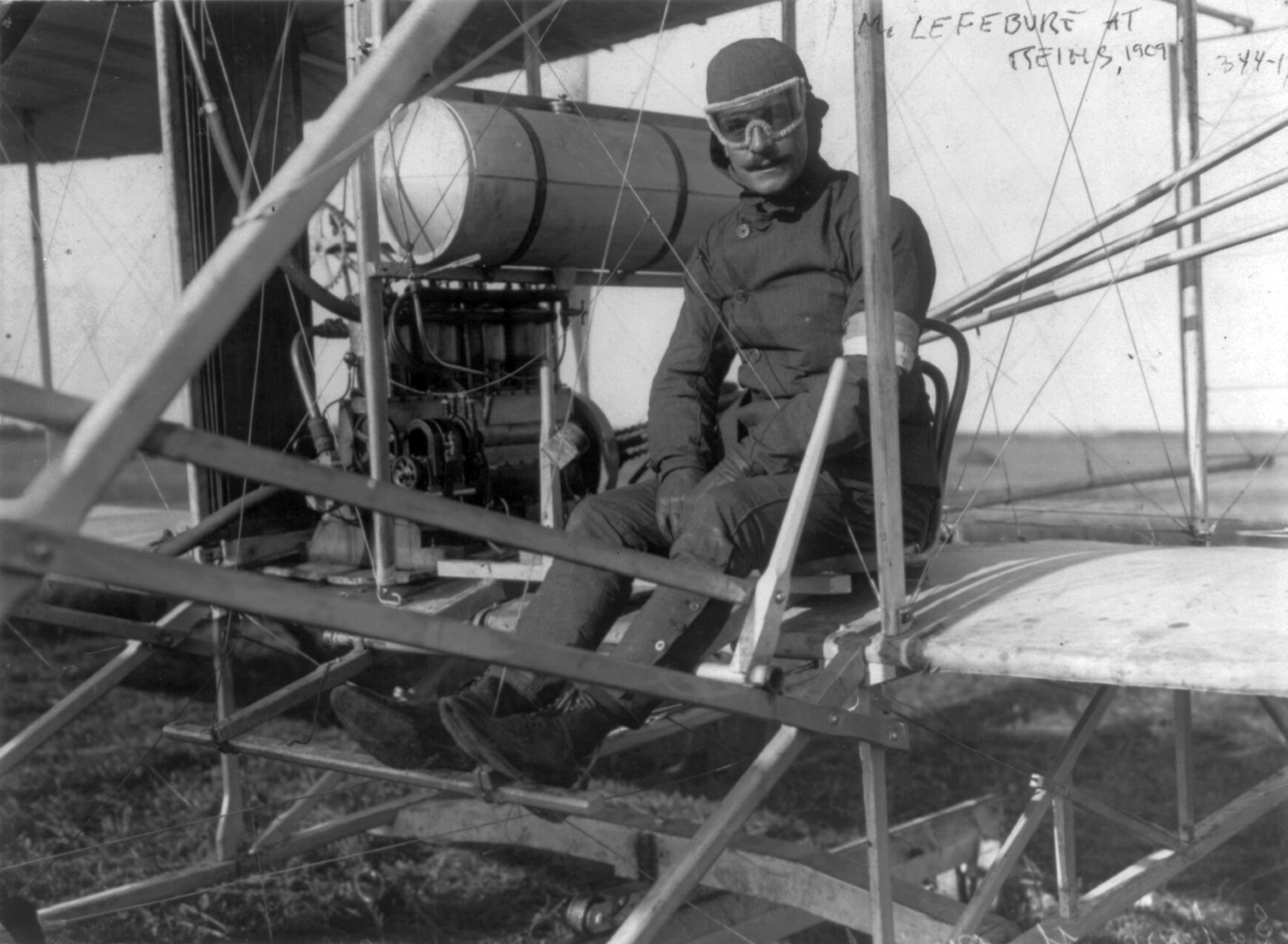
Eugène Lefebvre (1878-1909), pionnier de l'aviation.
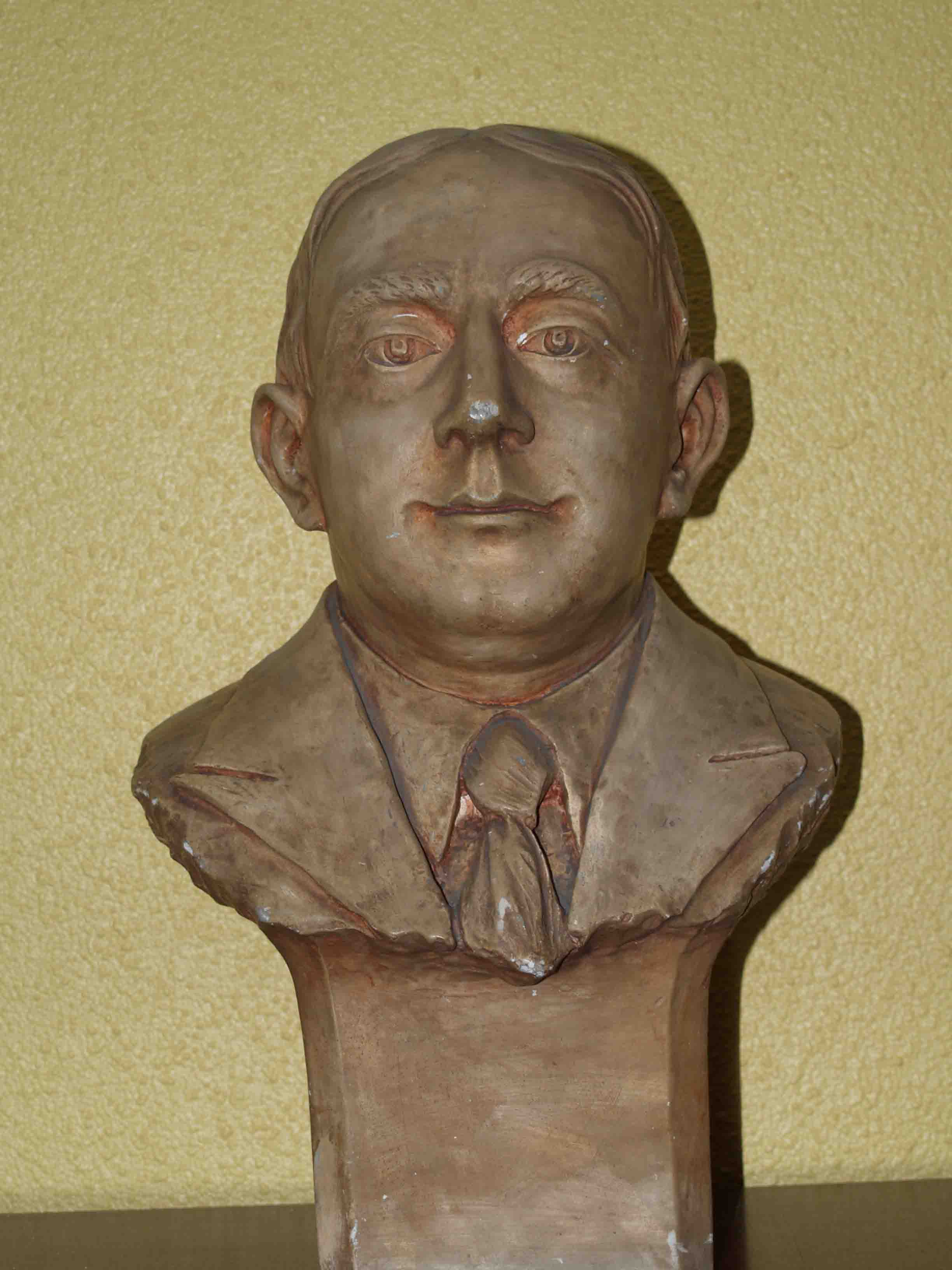
Roger Salengro (1890-1936), homme politique.
Jean Théodore Delacour (1890-1985), ornithologue.
Jean Hélion (1904-1987), peintre.
Georges Delbart, ingénieur chimiste, métallurgiste, directeur de l'IRSID.
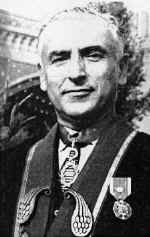
Mohammad Ali Mojtahedi (1908-1997), doyen de l’École polytechnique de Téhéran.
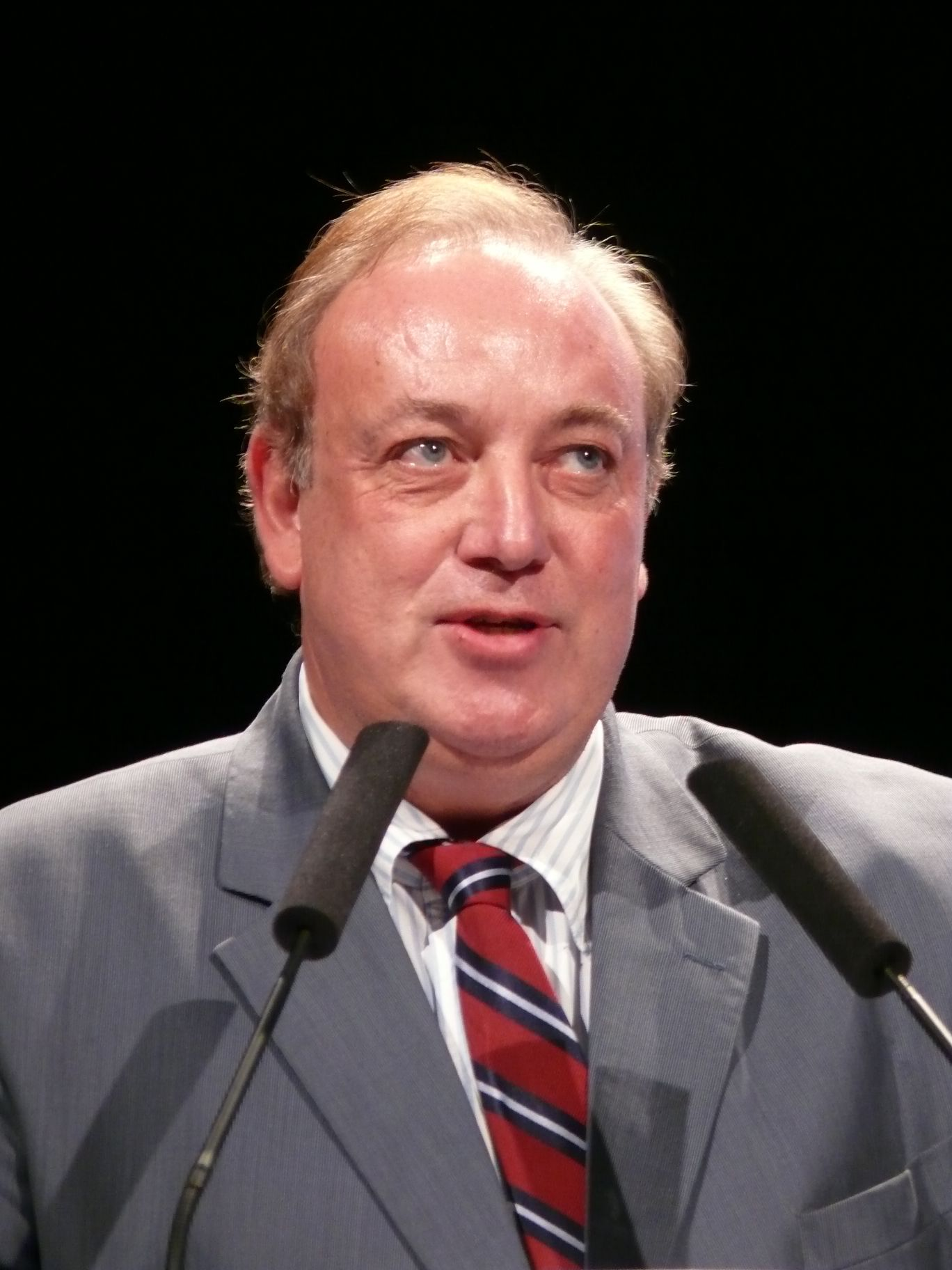
Marc-Philippe Daubresse, ancien ministre.
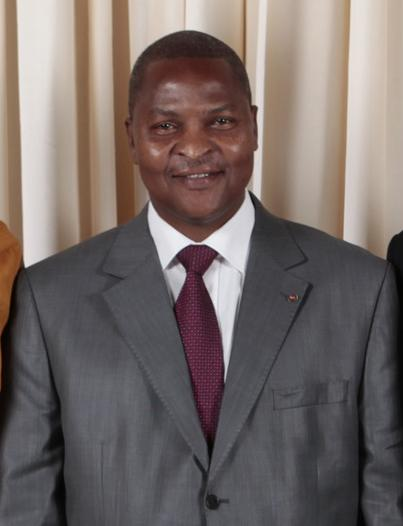
Faustin-Archange Touadéra (1957-), président de la République centrafricaine depuis février 2016.
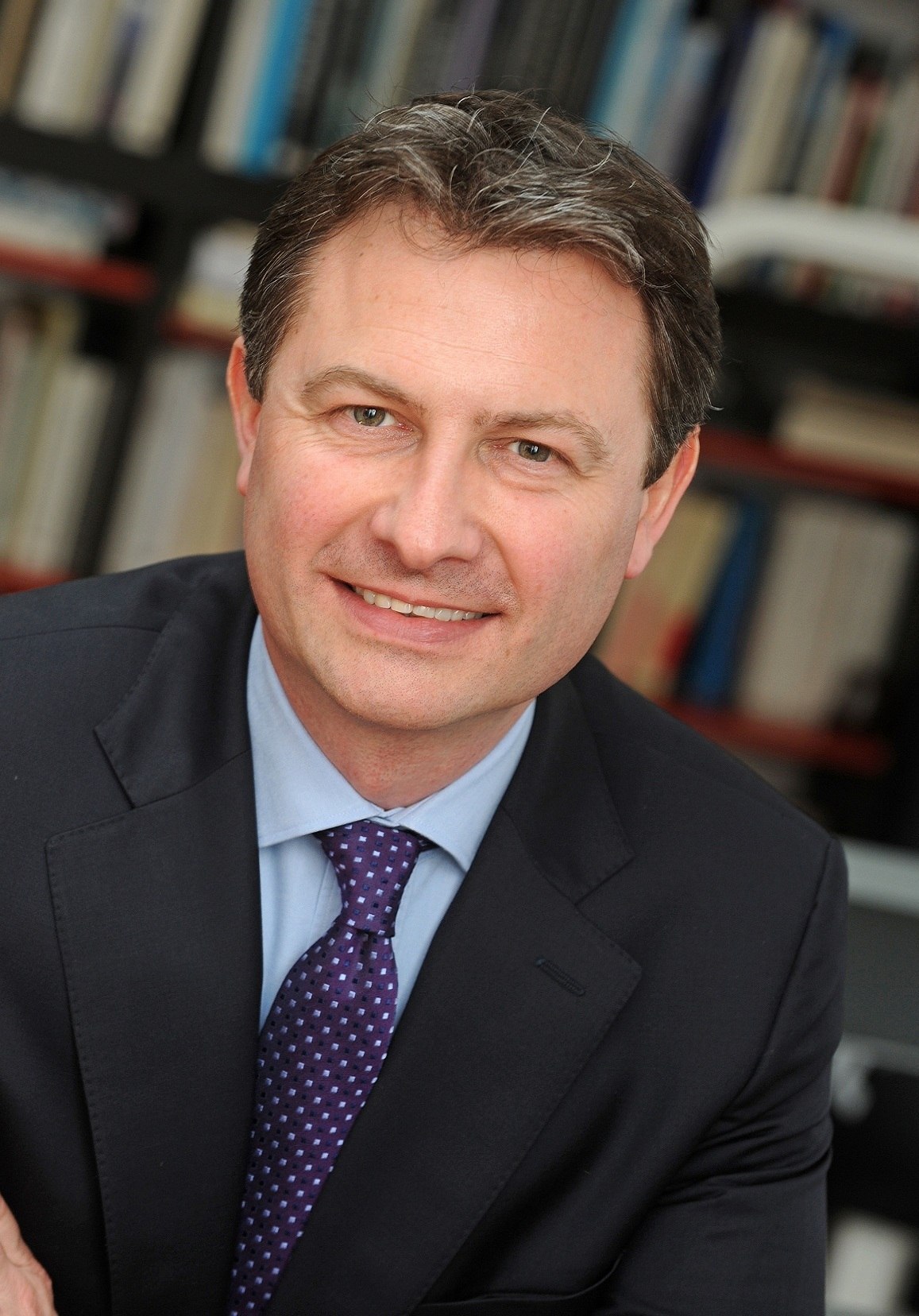
Sébastien Huyghe, député du Nord.
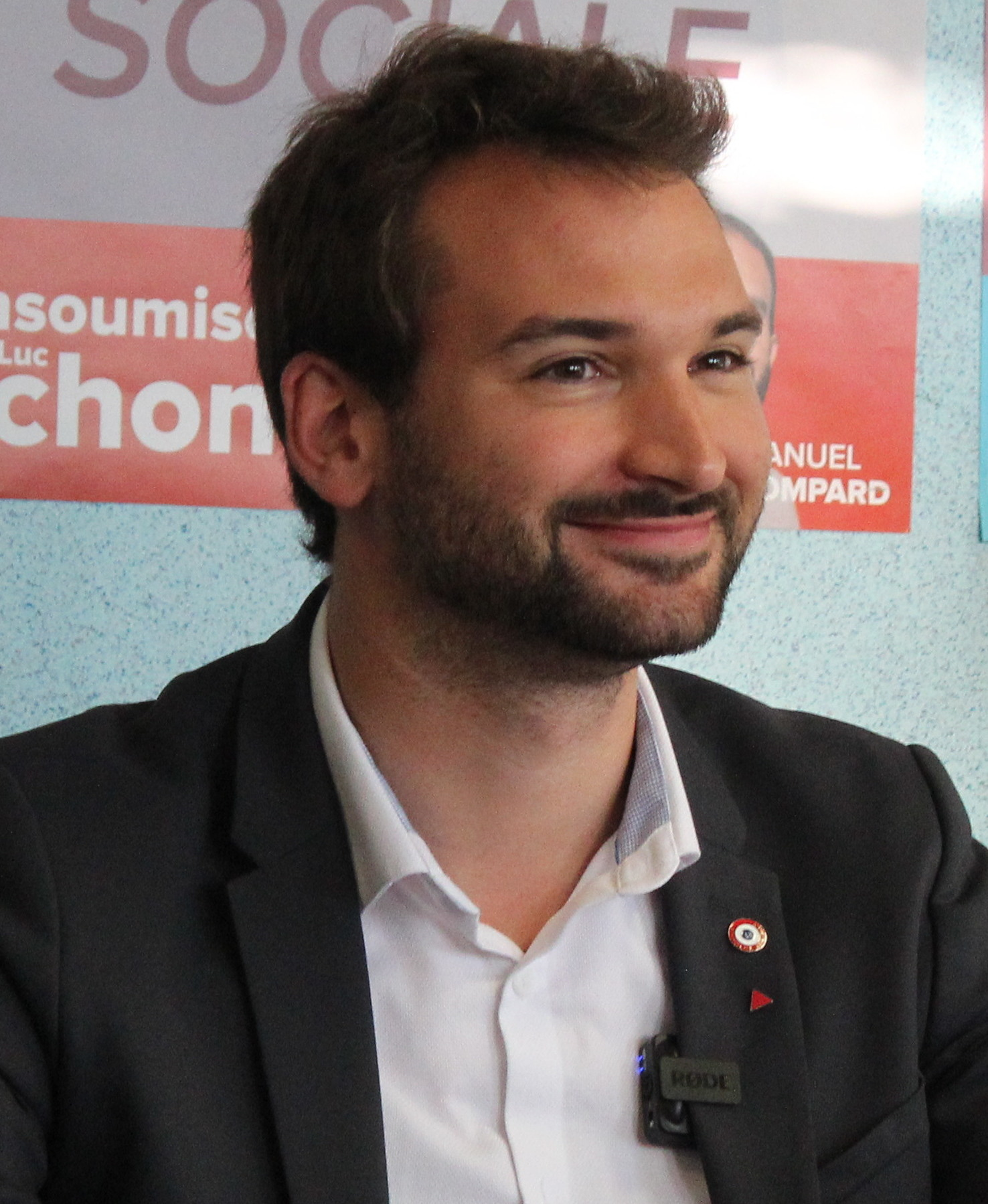
Ugo Bernalicis, député du Nord.
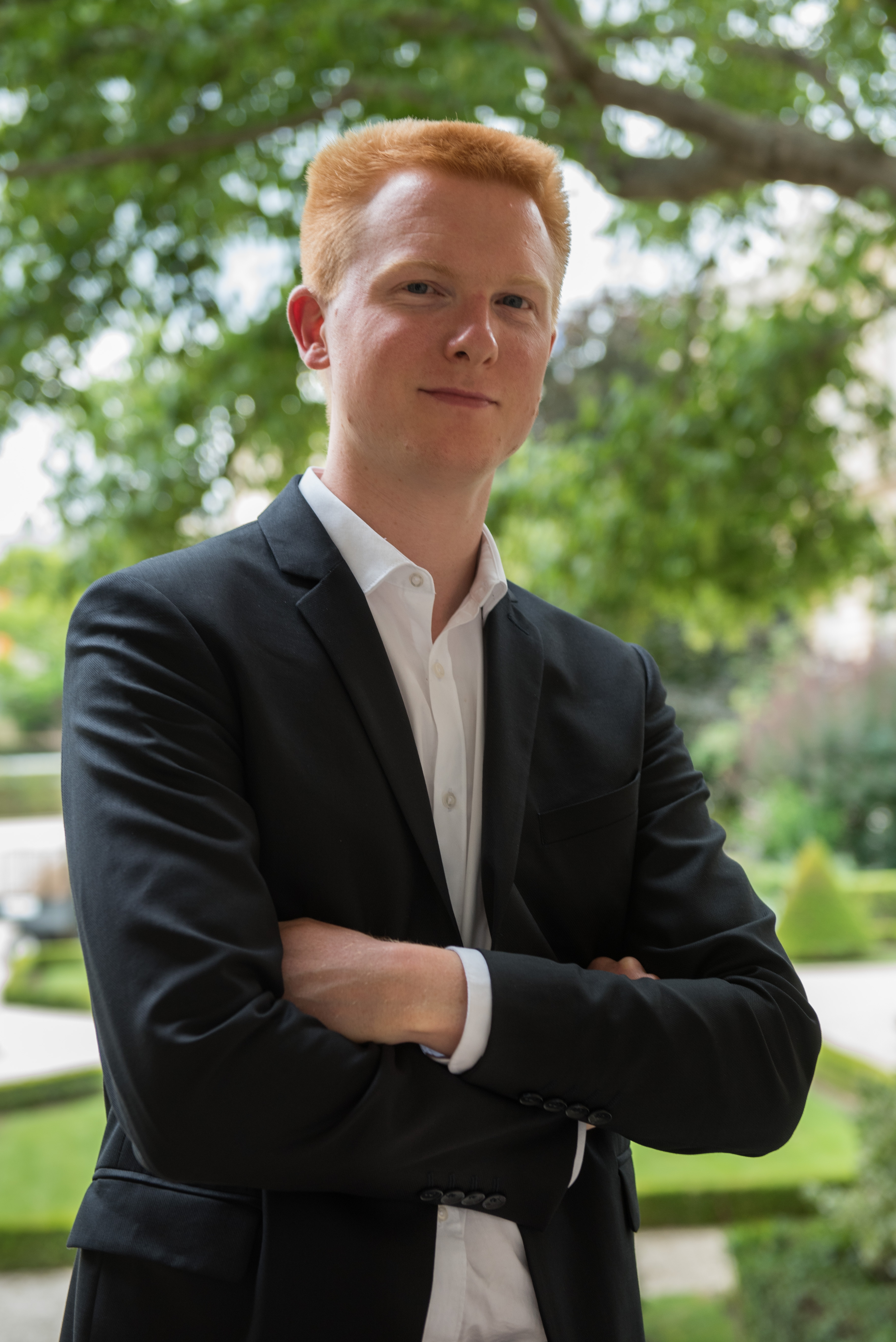
Adrien Quatennens, député du Nord.
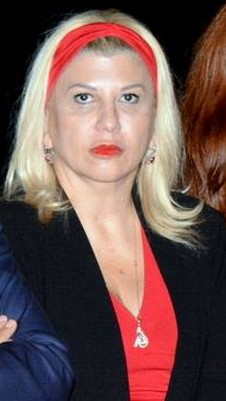
Dounia Bouzar, anthropologue française
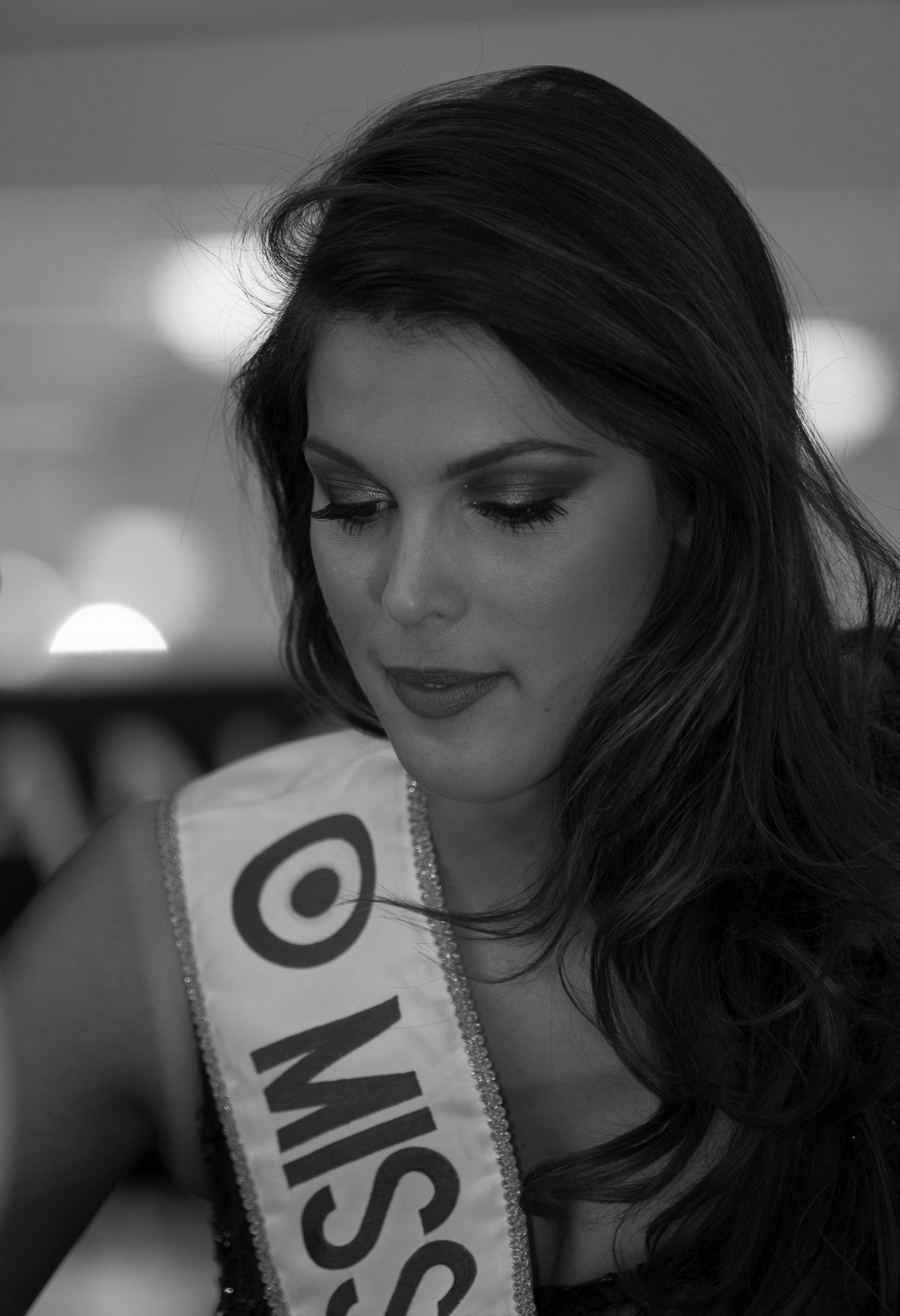
Iris Mittenaere, Miss France 2016 puis Miss Univers 2016
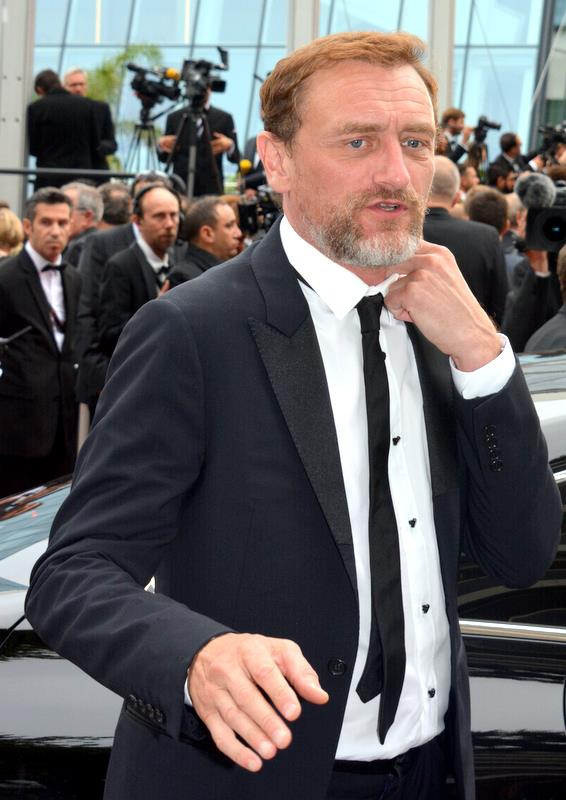
Jean-Paul Rouve, acteur français.